# Interstate 95
Pour les articles homonymes, voir I95 et Route 95.
L'Interstate 95 (I-95) est l'autoroute principale sud–nord de la Côte est des États-Unis, parcourant une distance de 1 924 miles (3 096 km) depuis la US 1 à Miami, Floride vers le nord jusqu'à la frontière entre le Canada et les États-Unis à Houlton, Maine. L'autoroute longe la côte Atlantique et la US 1, à l'exception du segment entre Savannah, Géorgie, et Washington D.C. ainsi que le segment entre Portland et Houlton au Maine, où l'autoroute emprunte une route plus directe dans les terres.
L'I-95 sert de lien routier principal entre les villes importantes de la Côte est. Les aires métropolitaines importantes sur son trajet incluent Miami, Jacksonville, Savannah, Florence, Fayetteville et Richmond dans le Sud-est; Washington, Baltimore, Wilmington–Philadelphie, Newark et New York dans la région Mid-Atlantic ainsi que New Haven, Providence, Boston, Portsmouth et Portland en Nouvelle-Angleterre. Les régions métropolitaines de Charleston, Wilmington et Norfolk–Virginia Beach, les trois régions métropolitaines côtières contournées par l'I-95, y sont reliées par l'I-26, l'I-40 et l'I-64, respectivement.
L'I-95 est l'une des plus vieilles routes du système des Interstates. Plusieurs segments de l'I-95 existaient déjà avant l'arrivée des Interstates et ont été intégrés au tracé de l'I-95. Jusqu'en 2018, il demeurait un court segment manquant dans le tracé de l'I-95 au New Jersey à la suite de l'abandon de la Somerset Freeway. Un échangeur entre le Pennsylvania Turnpike et l'I-95 a été complété en septembre 2018, permettant à l'I-95 d'être réalignée sur le prolongement Pearl Harbor Memorial Turnpike du New Jersey Turnpike en Pennsylvanie, créant alors, pour la première fois, une autoroute continue de la Floride au Maine.
Avec une longueur totale de 1 924 miles (3 096 km), l'I-95 est la plus longue autoroute sud–nord et la sixième plus longue Interstate. L'I-95 passe par 15 états (ainsi qu'un très court segment dans le District de Columbia, alors qu'elle traverse le fleuve Potomac), plus que n'importe quelle autre Interstate. Selon le Bureau du recensement des États-Unis, seuls cinq des 96 comtés ou équivalents le long de son trajet sont complètement ruraux, alors que des statistiques fournies par la I-95 Corridor Coalition suggèrent que la région desservie est "plus de trois fois plus densifiée en population que la moyenne des États-Unis et aussi densément peuplée que l'Europe de l'Ouest". Selon la Corridor Coalition, l'I-95 dessert 110 millions de personnes et contribue à 40% du PIB du pays.

## Description du tracé
|       | mi       | km       |
| ----- | -------- | -------- |
| FL    | 382,15   | 615,01   |
| GA    | 112,00   | 180,25   |
| SC    | 198,76   | 319,87   |
| NC    | 181,36   | 291,87   |
| VA    | 178,73   | 287,64   |
| DC    | 0,11     | 0,18     |
| MD    | 110,01   | 177,04   |
| DE    | 23,43    | 37,71    |
| PA    | 51,00    | 82,08    |
| NJ    | 97,76    | 157,33   |
| NY    | 23,50    | 37,82    |
| CT    | 111,57   | 179,55   |
| RI    | 42,36    | 68,17    |
| MA    | 91,95    | 147,98   |
| NH    | 16,11    | 25,93    |
| ME    | 303,00   | 487,63   |
| Total | 1 923,80 | 3 096,06 |

### Sud

#### Floride

##### Grand Miami, Fort Lauderdale et West Palm Beach

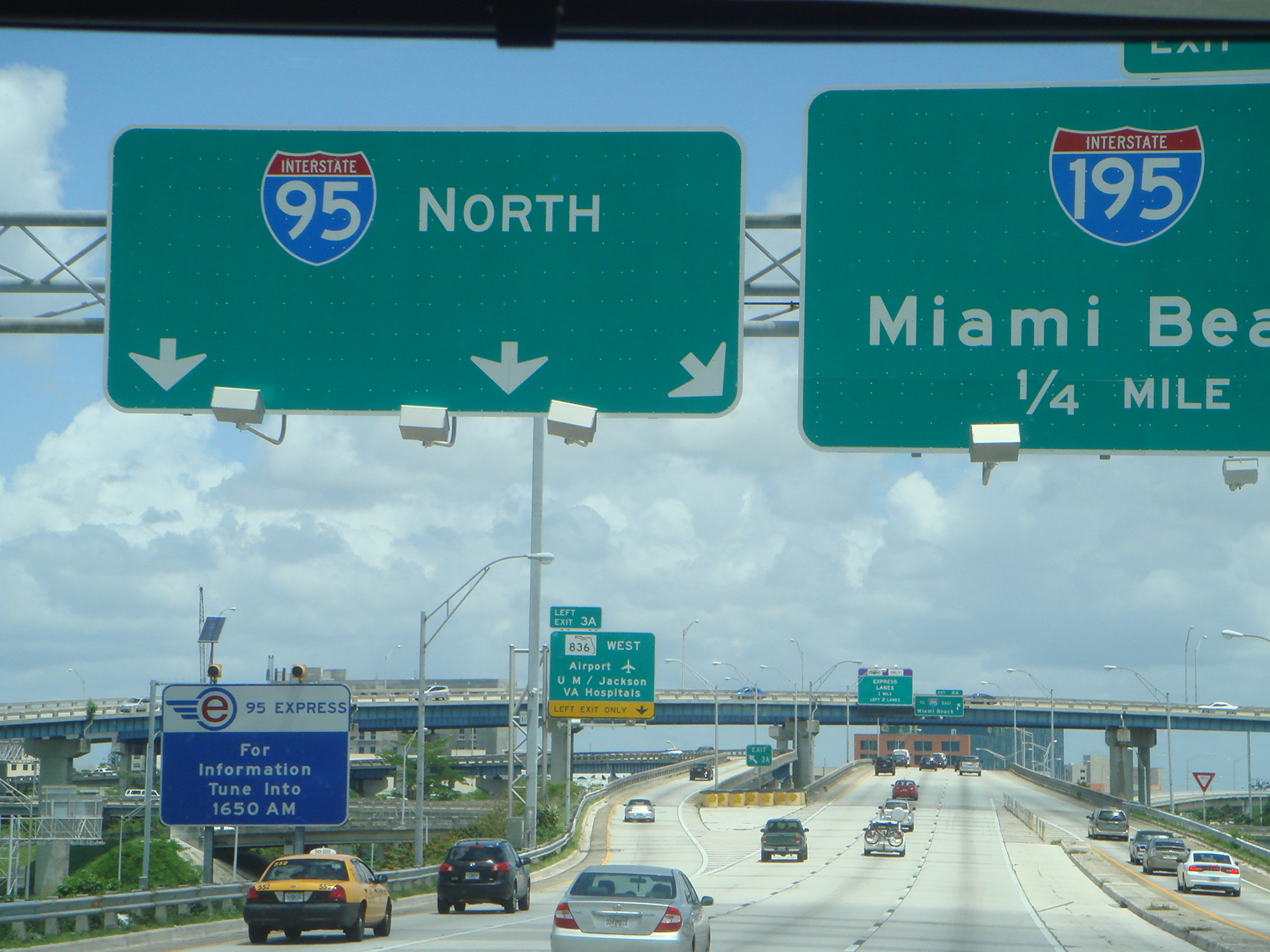
I-95 nord à la sortie 4

Le terminus sud de l'I-95 se trouve au sud-ouest du centre-ville de Miami, sur la US 1. L'I-95 débute son tracé comme autoroute surélevée et contourne le centre-ville par l'ouest. Elle rencontre l'I-395 un peu plus au nord. Elle rencontre, un peu plus au nord, l'I-195 vers Miami Beach et l'Aéroport international de Miami. L'I-95 traverse ensuite plusieurs quartiers du nord de Miami. L'autoroute passe ensuite à l'ouest de Hallandale Beach, Hollywood et Dania Beach. Elle passe à l'ouest de l'Aéroport international de Fort Lauderdale-Hollywood et elle rencontre l'I-595 vers Fort Lauderdale et Tampa Bay. L'I-95 traverse ensuite la région de Fort Lauderdale, Pompano Beach et Boca Raton. Elle quitte ensuite progressivement la grande région de Miami-Fort Lauderdale et entre à West Palm Beach. Elle suit ensuite le Florida's Turnpike, sans toutefois posséder d'échangeur avec celui-ci. L'I-95 passe à l'ouest de Port Sainte-Lucie et de Fort Pierce.

##### Floride Centrale
L'I-95 continue son trajet vers le nord en passant à l'ouest de Vero Beach et de Palm Bay. Elle devient alors l'autoroute principale de la côte est floridienne en traversant une zone beaucoup moins urbanisée. Elle passe à l'ouest de Titusville, de Daytona Beach, où elle croise l'I-4 vers Orlando et Tampa Bay, et de Palm Coast. En continuant au nord, l'I-95 s'approche de Jacksonville et devient de plus en plus urbanisée.

##### Jacksonville et le nord de la Floride
L'I-95 rencontre l'I-295, la voie de contournement de Jacksonville. Elle traverse les quartiers centraux de la ville et rencontre le terminus est de l'I-10 qui relie le sud des États-Unis. L'autoroute quitte Jacksonville et croise à nouveau l'I-295. Elle poursuit vers le nord et, peu de temps après, atteint la fleuve Saint Marys marquant la frontière entre la Floride et la Géorgie.

#### Géorgie

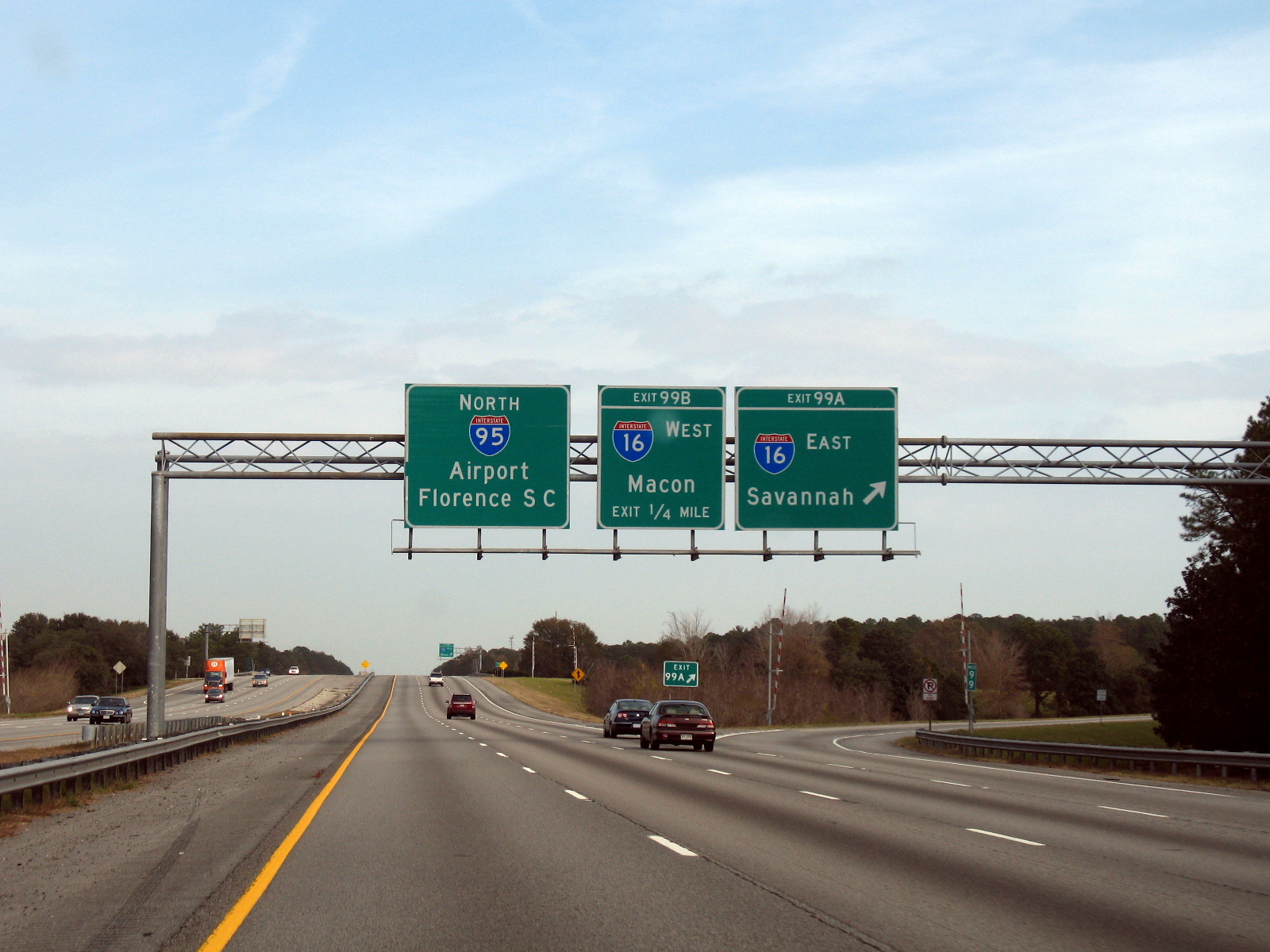
I-95 nord à l'échangeur avec l'I-16 à l'ouest de Savannah

En Géorgie l'I-95 débute en traversant le fleuve Saint Marys. Elle passe à l'est de Kingsland et possède quelques échangeurs avec des routes de campagne. Le territoire devient de plus en plus forestier et de moins en moins tropical alors qu'elle s'approche de Brunswick, principale ville de la région. L'autoroute continue d'être parallèle à l'Atlantique et passe par une région peu urbanisée. Elle entre ensuite dans la région de Savannah où elle rencontre l'I-16. L'I-95 continue vers le nord-est et traverse le fleuve Savannah, marquant la frontière avec la Caroline du Sud.

#### Caroline du Sud

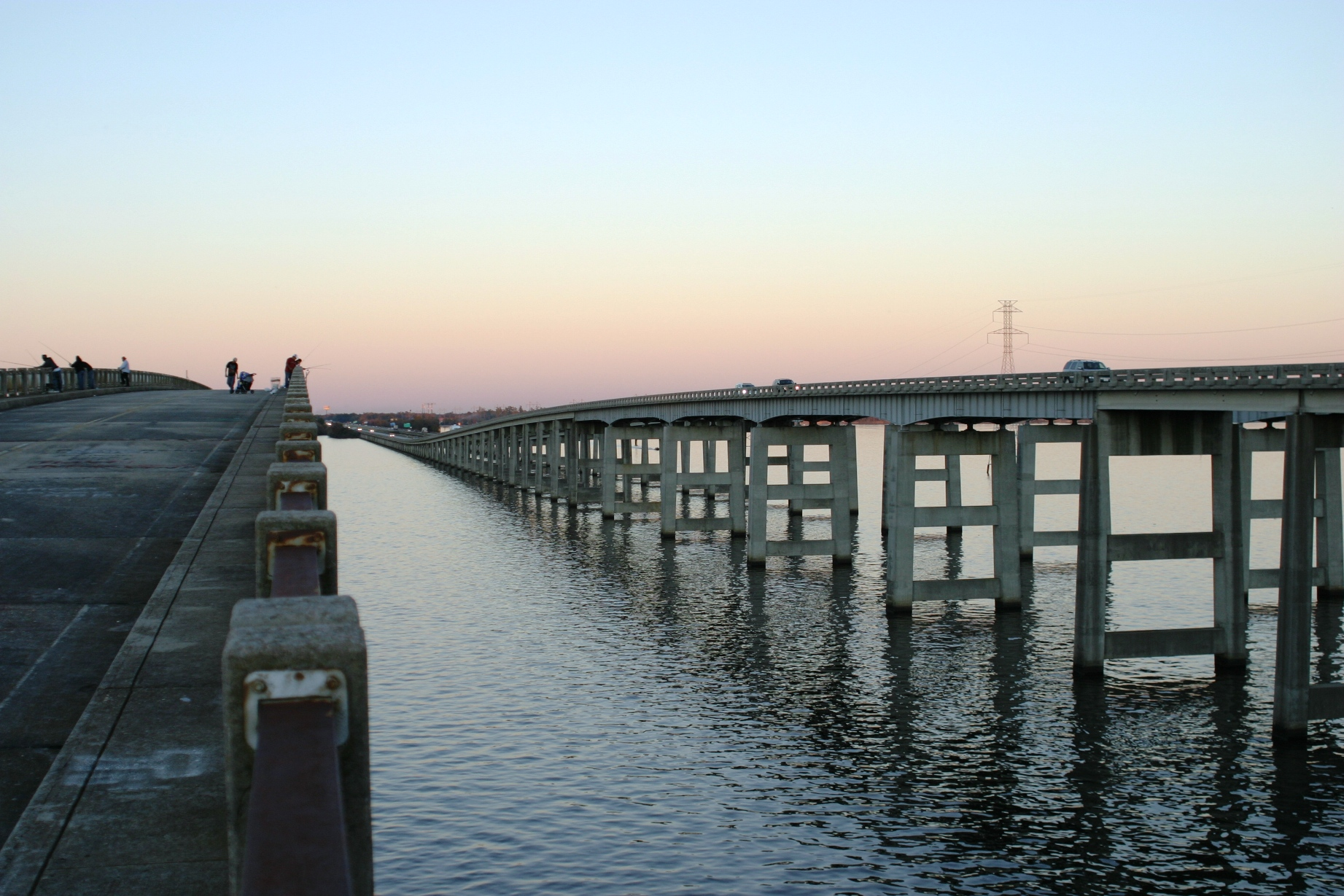
Pont de l'I-95 sur le Lac Marion

L'I-95 arrive en Caroline du Sud après avoir traversé le fleuve rivière Savannah. Elle se dirige vers le nord-est sur toute sa traversée de l'État. Elle ne traverse pas d'agglomération importante sur son tracé avant Walterboro. Elle évite la région de Charleston, croisant plutôt l'I-26 vers cette ville.

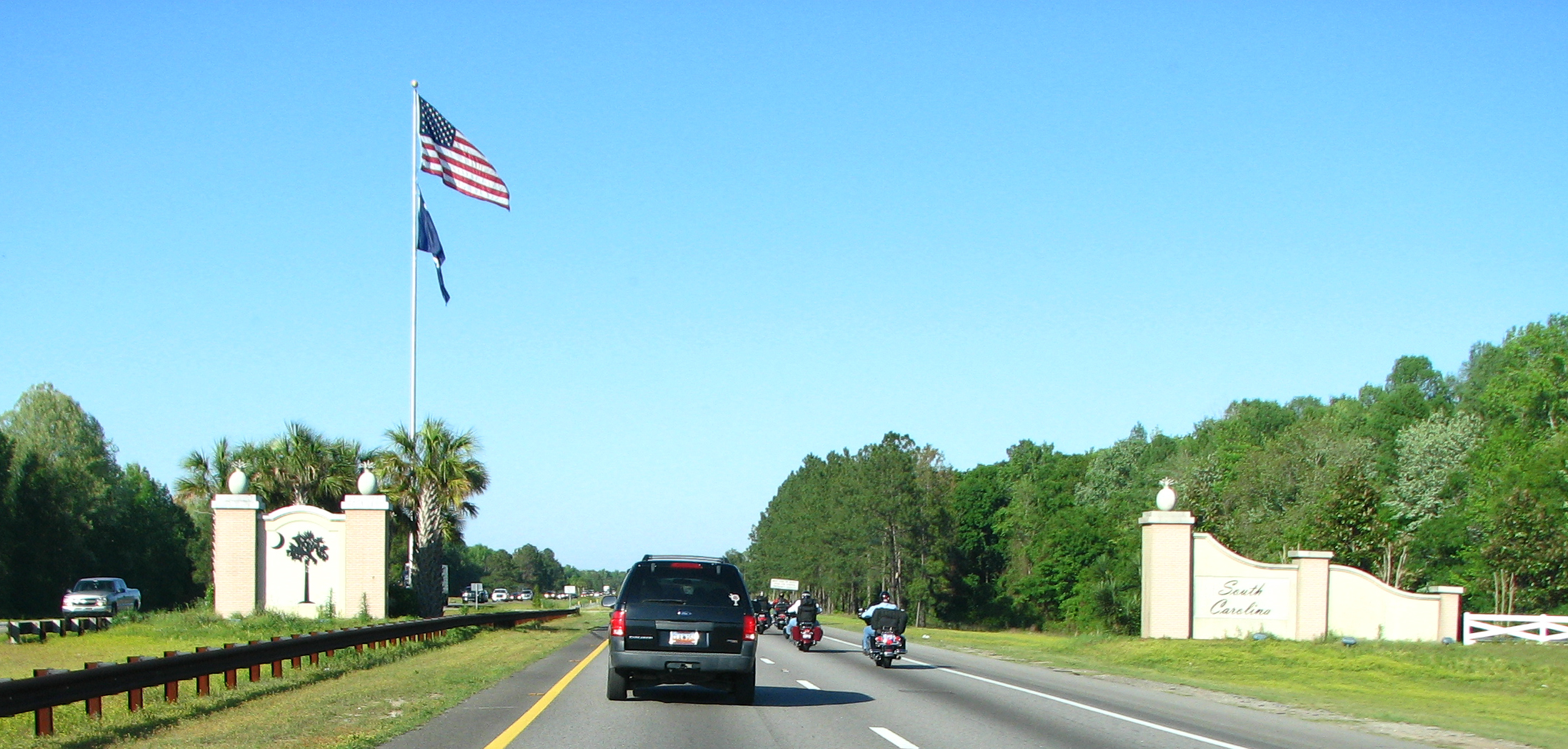
Frontière entre la Géorgie et la Caroline du Sud

Après avoir croisé l'I-26, elle passe à l'est de Santee et  traverse le lac Marion. L'autoroute traversse alors une région peu urbanisée et arrive dans la région de Florence. Elle y croise le terminus est de l'I-20. Les trente derniers miles de l'État sont surtout constitués de territoire forestier et très peu peuplé. C'est aux environs de Hamer qu'elle atteint la frontière avec la Caroline du Nord.

#### Caroline du Nord
L'I-95 se dirige vers le nord-est dans l'état, en ne passant près d'aucun village. Elle rencontre l'I-74 vers Charlotte. L'autoroute passe ensuite à l'ouest de Lumberton, puis courbe vers le nord. Elle arrive ensuite au sud de Fayetteville et passe au sud-est et à l'est de la ville. Au nord-est de Fayetteville, l'I-95 rencontre le terminus est de l'I-295. Elle continue ensuite vers le et croise l'I-40.
Après avoir croisé l'I-40, l'autoroute passe à l'est de Smithfield et de Selma. L'I-95 passe à l'ouest de Wilson et rencontre l'I-587 / I-795. Elle passe à l'ouest de Rocky Mount et traverse une section de l'état peu peuplée. Elle passe à l'est de Roanoke Rapids et atteint la frontière avec la Virginie.

### Région Mid-Atlantic

#### Virginie
L'I-95 se dirige d'abord vers le nord. Elle passe par Emporia avant d'entrer dans une région boisée. Après plusieurs miles, elle s'approche de Petersburg et le décor commence à s'urbaniser. Elle rencontre le terminus sud de l'I-295, autoroute de contournement de Petersburg et de Richmond. Elle passe ensuite par le centre de Petersburg et rencontre le terminus nord de l'I-85. Elle se dirige ensuite vers le nord et entre dans la région de Richmond.

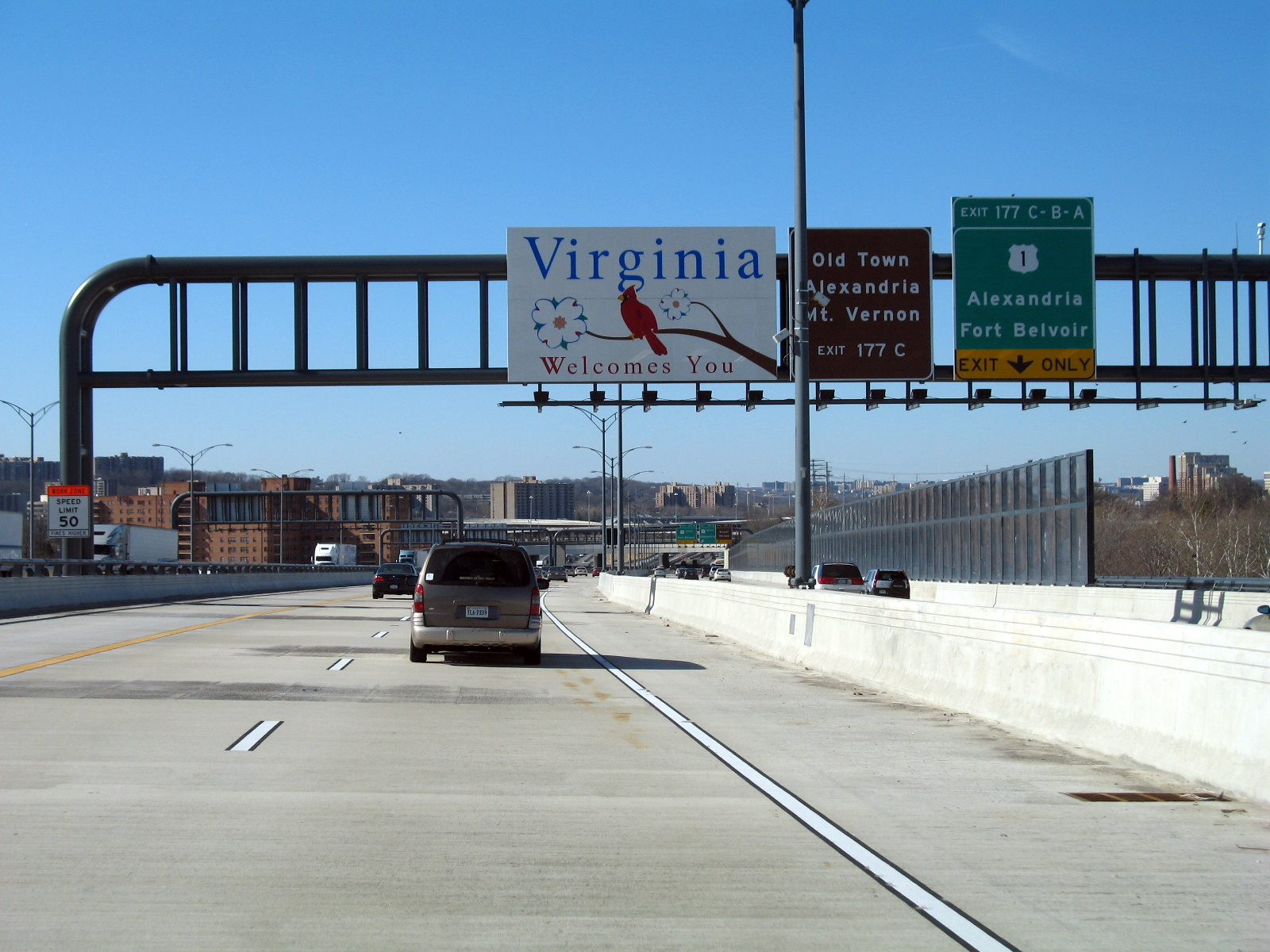
L'entrée de l'État de Virginie sur l'I-495 / I-95 sur le Pont Woodrow Wilson

L'I-95 passe dans les banlieues sud de Richmond. Elle traverse une zone résidentielle et enjambe la rivière James pour atteindre le centre-ville de Richmond. Elle y rencontre l'I-64 et forme avec celle-ci un court multiplex dans le centre de la ville. Le multiplex se sépare alors que l'I-195 atteint son terminus nord. L'I-95 passe par les banlieues nord de Richmond et croise à nouveau l'I-295. L'autoroute continue vers le nord et passe à l'est d'Ashland.
L'autoroute passe par une section moins peuplée avant d'atteindre Fredericksburg. Elle contourne le centre de la ville et continue son trajet vers le nord. Elle entre ensuite dans les limites du Grand Washington aux environs de Dale City. Elle passe à l'est de Lorton, puis se courbe très légèrement et brièvement vers l'est. Elle revient ensuite vers le nord et possède des voies express HOV menant au centre-ville. Elle croise ensuite l'I-395 et l'I-495 dans un échangeur complexe. L'I-95 se dirige alors vers l'est en multiplex avec l'I-495 pour contourner Washington. C'est l'I-395 qui rejoint le centre-ville. L'I-95 / I-495 se dirige vers l'est et atteint le fleuve Potomac qu'elle traverse, Le fleuve marque la frontière avec le Maryland. Toutefois, une très courte section de l'autoroute se trouve en fait à l'extrême sud du District de Columbia. Il s'agit d'une section de quelques mètres à peine.

#### Maryland
L'I-95 entre au Maryland en traversant le fleuve Potomac, sur le pont Woodrow Wilson, en provenance de la Virginie. Après le pont, elle a un échangeur avec l'I-295, qui longe la rive est du Potomac vers Washington. Elle se courbe légèrement vers le nord, tout en conservant son orientation dominante vers l'est dans ce secteur, en traversant une zone un peu moins peuplée. Elle passe au nord de la base arienne d'Andrews avant de bifurquer vers le nord. Elle passe par les banlieues est de Washington dont Largo et Glenarden. Elle passe ensuite à New Carrollton et Greenbelt. Elle se dirige ensuite vers l'ouest et atteint un échangeur où les deux autoroutes se détachent. L'I-95 reprend alors une orientation vers le nord-est alors que l'I-495 continue sa boucle autour de Washington.
L'I-95 traverse ensuite plusieurs villes de banlieues de Washington ou de Baltimore. À elkridge, elle atteint le terminus sud de l'I-895. Un peu plus loin, elle croise l'I-195 ainsi que l'I-695. Elle franchit ensuite la limite de la ville de Baltimore.

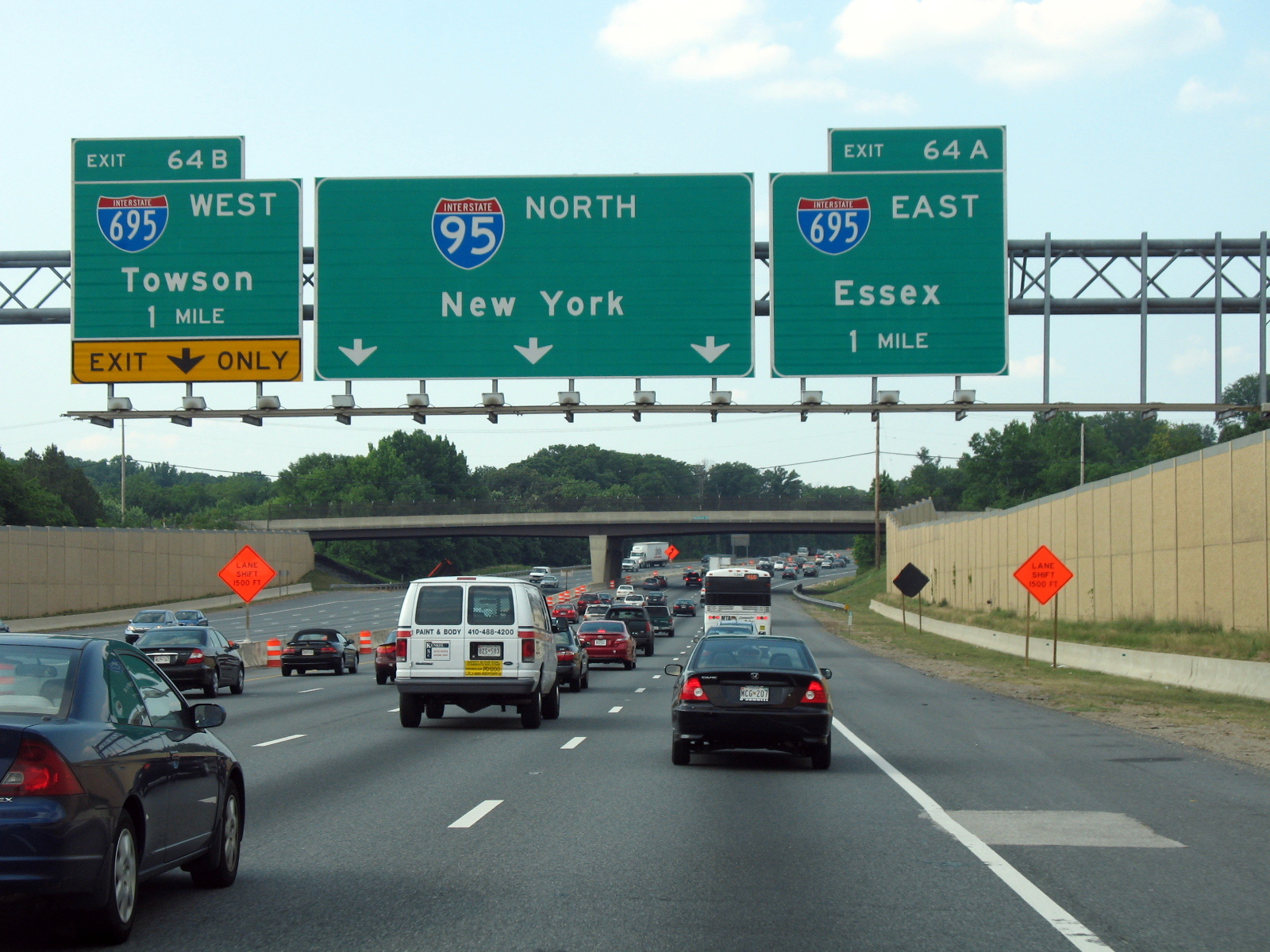
I-95 nord à la jonction avec l'I-695

À Baltimore, l'I-95 bifurque vers l'est et se dirige vers le centre-ville. Elle croise l'I-395 et permet de relier le centre-ville de Baltimore à l'I-95. Cet échangeur a la particularité d'être situé au-dessus de l'eau. Elle continue vers l'est et atteint le tunnel Fort McHenry, qui passe sous une branche de la rivière Patapsco et du Port de Baltimore. D'ailleurs, au centre du tunnel, lorsque celui-ci est à son plus bas niveau, l'I-95 est au plus bas niveau sous l'eau pour une autoroute inter-États, alors qu'elle descend jusqu'à –31 mètres (–123 pieds).
À la sortie du tunnel se trouve un poste de péage important. Après le poste de péage, l'I-895, surélevée, passe diagonalement au-dessus de l'I-95, sans la présence d'un échangeur. Elle atteint ensuite le terminus nord de l'I-895 et quitte les limites de Baltimore. Elle croise à nouveau l'I-695 et sort progressivement du Grand Baltimore.
L'autoroute se dirige vers le nord-est en suivant la baie de Chesapeake. Elle passe quelques miles au sud de Bel Air, puis frôle Aberdeen au nord. Elle contourne Havre de Grace par le nord et traverse le fleuve Susquehanna sur un pont à péage en direction nord seulement. L'autoroute bifurque vers l'est et s'approche de la frontière avec le Delaware. La sortie 93 permet l'accès à Perryville, tandis qu'elle continue sa route vers l'est, approchant progressivement du Delaware.

#### Delaware
L'I-95 au Delaware débute à la frontière entre l'état et le Maryland, à l'ouest de la ville de Newark. Elle se dirige d'abord vers l'est et possède, durant le premier mile, un poste de péage pour le Delaware Turnpike. Elle passe au sud de Newark et de Brookside et se courbe légèrement vers le nord, en se dirigeant vers l'est-nord-est. L'I-95 s'approche de Wilmington mais croise d'abord l'I-295 vers le Delaware Memorial Bridge, le New Jersey, ainsi que la ville de New York. Elle croise, en même temps, l'I-495 qui permet elle aussi l'accès au sud de Wilmington, en suivant la rive nord du fleuve Delaware. Elle permet d'accéder directement à Philadelphie. L'I-95 se dirige ensuite vers le nord en longeant le fleuve. Elle traverse Wilmington et croise pour une deuxième fois l'I-495 juste avant la frontière avec la Pennsylvanie.

#### Pennsylvanie
L'I-95 en Pennsylvanie débute à la frontière entre l'état et le Delaware, juste au nord-est de la ville de Claymont, au Delaware. Elle se dirige d'abord vers le nord-est en direction de Chester. Elle rencontre ensuite l'I-476, qui contourne la grande région de Philadelphie par l'ouest, assurant le lien entre Chester, le Pennsylvania Turnpike et Pittsburgh. Elle poursuit son trajet vers le nord-est et longe l'Aéroport international de Philadelphie. Elle entre ensuite dans les limites de Philadelphie.
Elle traverse la rivière Schuylkill et entre au centre-ville de Philadelphie par le sud. Elle longe le fleuve Delaware et rencontre l'I-76, qui permet l'accès au pont Walt Whitman, à l'ouest de Philadelphie et au Pennsylvania Turnpike. Elle passe sous les principales avenues du centre-ville vers le nord et rencontre l'I-676 qui permet l'accès au centre-ville de Philadelphie ainsi qu'à Camden, New Jersey, via le pont Benjamin-Franklin.
L'I-95 continue vers le nord-est, toujours en longeant la rive ouest du fleuve Delaware et quitte les limites de Philadelphie. Elle atteint ensuite l'échangeur avec l'I-276 (Pennsylvania Turnpike) et l'I-295 pour ensuite bifurquer vers l'est et traverser le fleuve Delaware pour entrer au New Jersey ,.

### Région de New York

#### New Jersey

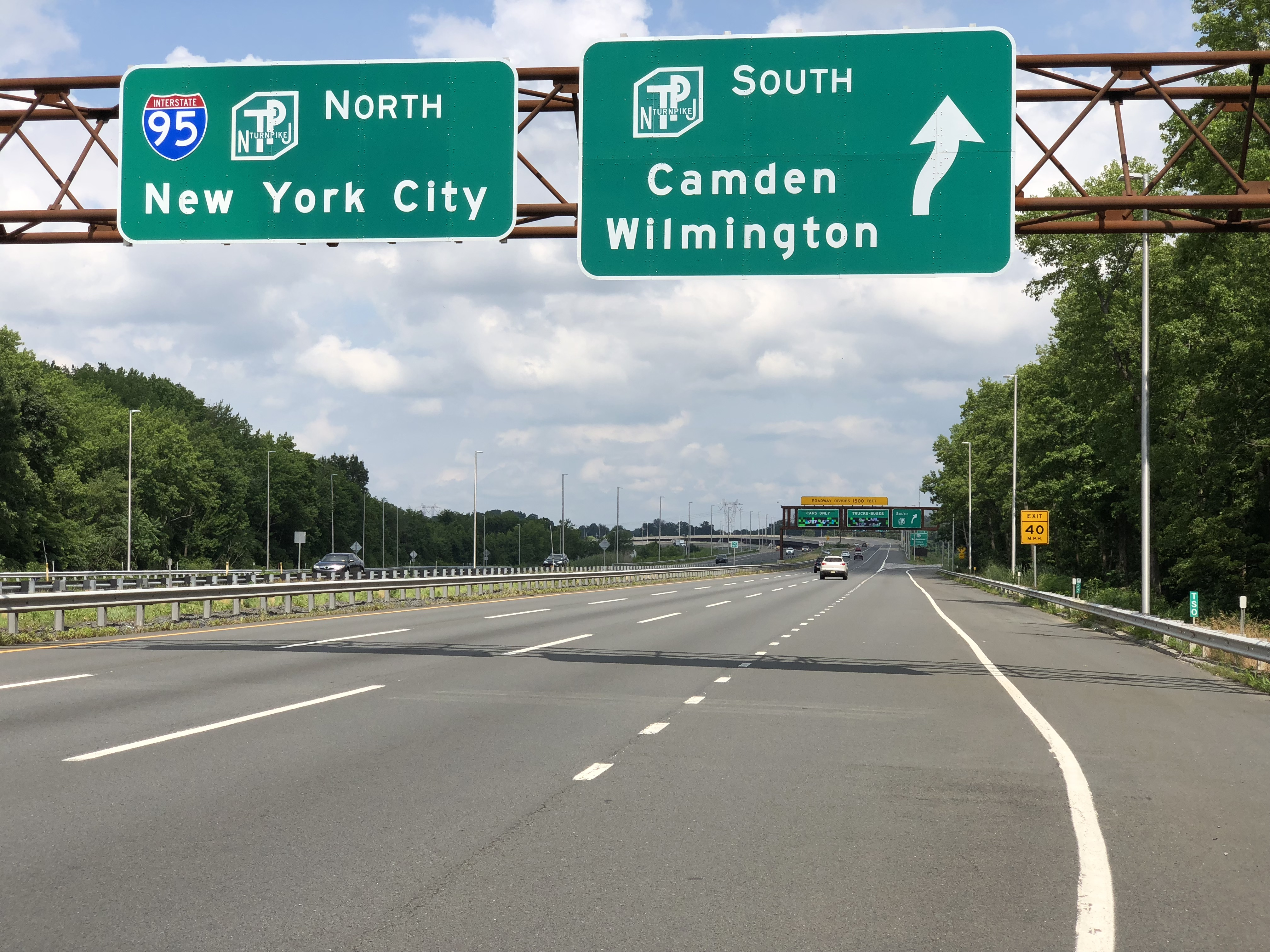
I-95 nord à l'approche du New Jersey Turnpike

Après avoir traversé le fleuve Delaware, l'I-95 entre au New Jersey. Elle passe au nord de Burlington. Elle passe au-dessus de l'I-295 mais ne la croise pas et atteint le New Jersey Turnpike, qui est une autoroute à péage. L'I-95 intègre le New Jersey à Turnpike vers le nord (vers New York).
L'I-95 possède alors six voies par direction, dont trois sont réservées aux automobiles. L'I-95 se dirige vers le nord-est et croise l'I-195. Elle possède quelques échangeurs sur son parcours en direction de Brunswick. Elle croise l'I-287 qui permet de contourner le Grand New York par l'ouest. C'est peu après cet échangeur que l'I-95 entre dans le Grand New York. Elle croise l'I-278 qui permet l'accès à Elizabeth et à Staten Island via le pont Goethals en plus de mener vers Brooklyn. L'I-95 s'approche en même temps de l'Aéroport international de Newark-Liberty. Au nord de l'aéroport, elle croise l'I-78 vers Jersey City, le Tunnel Holland, et le sud de Manhattan. Au-delà de l'I-78, l'I-95 entre dans le territoire de Newark. Elle traverse ensuite la rivière Passaic, puis un peu moins d'un mile plus loin, elle se sépare littéralement en deux, le Western Spur à l'ouest, et le Eastern Spur à l'est. Les deux sections font partie du New Jersey Turnpike, en plus de faire partie de l'I-95, qui ne se sépare pas en 95W et en 95E, comme l'I-35 à Dallas et à Minneapolis-Saint Paul, car les deux sections sont très courtes. La Western Spur suit la rive nord de la rivière Hackensack, tandis que la Eastern Spur traverse Secaucus. Les deux sections se rejoignent à Ridgefield, alors que la section à péage du New Jersey Turnpike prend fin. Un peu plus au nord, elle croise le terminus est de l'I-80, marquant la fin du New Jersey Turnpike et la fin de la section à péage.
Au-delà de l'échangeur avec l'I-80, l'I-95 possède désormais les numéros de sorties de la suite de l'I-80, non-séquentiels. Alors qu'elle passe dans le parc Overpeck Co, elle courbe vers le sud et s'approche du pont George-Washington. Elle arrive au poste de péage du pont George-Washington et traverse le fleuve Hudson. Sur le pont, elle possède deux niveaux ; un niveau haut (Upper Level), et un niveau bas (Lower Level). Au centre de la rivière, elle traverse la frontière New Jersey-New York, alors qu'elle devient la Cross Bronx Expressway sur l'île de Manhattan.

#### New York

##### Manhattan
L'I-95 entre dans l'État de New York au-dessus du fleuve Hudson, sur le pont George-Washington. Aussitôt arrivée sur l'île de Manhattan, elle possède un échangeur complexe avec la Hudson River Parkway, qui mène vers le centre de Manhattan au le sud et vers Yonkers au nord. Par la suite, elle emprunte un tracé ouest-est à la hauteur de la 178th Street sur l'île. Elle est d'ailleurs la seule autoroute à traverser l'île d'une rive à l'autre. Dans l'extrême est de l'île, elle croise la Harlem River Drive, une autoroute qui mène vers la Franklin D. Roosevelt Drive. L'I-95 passe ensuite au-dessus de la rivière Harlem et entre dans le Bronx,.

##### Le Bronx
L'I-95 entre dans le Bronx et croise immédiatement l'I-87. Dans le Bronx, l'I-95 est nommée la Cross Bronx Expressway, car elle traverse complètement l'arrondissement. L'autoroute croise ensuite la Bronx River Parkway, et les autoroutes I-278, I-678, I-295 et I-695 de même que la Hutchinson River Parkway. C'est à cet endroit que l'I-95 bifurque vers le nord et se nomme désormais la Bruckner Expressway. Elle devient parallèle à la Hutchinson River Parkway, qu'elle croisera à deux reprises. Alors qu'elle possède une grande courbe dans le nord-est du Bronx, elle quitte l'arrondissement en étant parallèle à la US 1, et près de l'océan Atlantique (Havre de Long Island).

##### Comté de Westchester
Alors qu'elle entre dans le comté de Westchester, l'I-95 porte le nom de New England Thruway. Elle croise la U.S. Route 1 peu après son arrivée dans le comté, puis se dirige vers le nord-nord-est en traversant entre autres New Rochelle. À Harrison, elle tourne vers le nord-est pour traverser les villes de Rye et de Port Chester, où elle croise l'I-287. Peu après cet échangeur, elle traverse la frontière entre l'État de New York et le Connecticut, vers New Haven et Bridgeport.

### Nouvelle-Angleterre

#### Connecticut
L'I-95 entre au Connecticut au nord-est de l'agglomération de New York, dans la petite ville de Byram, près de Greenwich. Elle se nomme à présent le Connecticut Turnpike. Elle passe par Greenwich, Riverside. et Stamford. Elle passe au nord de Noroton et au sud de Darien, en se dirigeant toujours vers l'est-nord-est. Elle traverse ensuite la région de Norwalk, pour ensuite passer au sud de Saugatuck, et de Westport avant de revenir légèrement vers le nord. Elle passe ensuite au nord de Fairfield et entre dans les limites de Bridgeport.
À Bridgeport, l'I-95 elle conserve son orientation ouest-est. Elle passe au sud du centre-ville de Bridgeport, en étant une autoroute surélevée. Après Bridgeport, l'I-95 passe par Stratford et Milford. L'I-95 passe au nord de Milford et se dirige vers West Haven, qu'elle traverse. L'autoroute entre ensuite dans les limites de New Haven. Elle y rencontre le terminus sud de l'I-91. L'I-95 continue son tracé et entre à East Haven.
Après avoir quitté East Haven, l'I-95 quitte le territoire complètement urbanisé qu'elle occupait depuis le New Jersey. Elle traverse plutôt des centres urbains plus petits et plus éloignés les uns des autres. Elle passe par les villes de Guilford et de Madison pour ensuite passer par les villages de Clinton, Westbrook et Old Saybrook. Elle traverse ensuite le point le plus au sud du fleuve Connecticut. Elle se dirige alors vers l'est et passe au nord de Niantic. Elle rencontre ensuite l'I-395 et arrive au nord de New London. Elle traverse la rivière Thames sur le pont Gold Star Memorial. Elle possède trois sorties vers Groton et continue de se diriger vers l'est en passant au nord de Mystic. Elle quitte ensuite le territoire urbanisé de l'État. Elle continue vers l'est et le nord-est et passe au nord de Pawcatuck. Elle atteint alors la frontière avec le Rhode Island.

#### Rhode Island
L'I-95 entre dans le Rhode Island dans la communauté de Hopkinton. Elle se dirige alors vers le nord-est et s'éloigne progressivement de la côte Atlantique. Elle atteint West Warwick qu'elle contourne par le sud et bifurque vers le nord pour traverser la ville de Warwick. Elle rencontre l'I-295, l'autoroute de contournement de Providence. L'I-95 continue de se diriger vers le centre de Providence. Près du centre-ville, elle atteint l'I-195 vers le Cap Cod. L'autoroute passe au sud-ouest du centre-ville de Providence. Elle quitte ensuite les limites de Providence et entre dans la ville de Pawtucket. Elle y contourne le centre-ville par le sud-est. et traverse la frontière avec le Massachusetts.

#### Massachusetts
Au Massachusetts, l'I-95 traverse d'abord la ville d'Attleboro. Elle s'oriente vers le nord-nord-est. Elle croise l'I-295, l'autoroute de contournement nord-ouest du grand Providence. Alors qu'elle continue de se diriger vers le nord, elle croise l'I-495, l'autoroute de contournement extérieure de la grande agglomération de Boston. Par la suite, elle passe entre les villes de Mansfield et de Foxboro, puis, entre les villes de Sharon et de Walpole. Elle entre par la suite dans le territoire de la ville de Canton où elle bifurque vers l'ouest-nord-ouest, sur le Boston Inner Belt ou la Yankee Division Highway, après avoir croisé l'I-93. Elle passe par Dedham et, Newton avant de croiser l'I-90 (Massachusetts Turnpike). L'I-95 traverse ensuite le territoire de Waltham et de Lexington. Elle passe ensuite dans le territoire de Woburn et  croise à nouveau l'I-93. L'autoroute traverse Reading et contourne Wakefield. Dans les limites de Peabody, l'I-95 bifurque vers le nord et quitte progressivement l'aire urbanisée de Boston.
L'I-95 traverse la ville de Danvers. Au fur et à mesure qu'elle se dirige vers le nord, le territoire devient de moins en moins urbanisé. Pour ses prochains miles, elle passe à l'ouest de Topsfield et à l'est de Georgetown et entre dans la zone urbanisée de Amesbury en passant près de Newburyport. Elle croise à nouveau l'I-495. Elle atteint ensuite la frontière avec le New Hampshire.

#### New Hampshire
En arrivant dans le New Hampshire, l'I-95 garde son orientation nord-nord-est alors qu'elle parcourt la région de la Seacoast de l'État. Elle passe par Hampton et Portsmouth. Entre les deux villes, l'I-95 est nommée la Blue Star Turnpike, qui est une autoroute à péage.
Elle passe au nord de Portsmouth et atteint la rivière Piscataqua, qui sépare le New Hampshire du Maine. Elle traverse la rivière et entre dans le Maine. Hormis le très court segment dans le District de Columbia, l'I-95 dans le New Hampshire est le plus court segment de l'I-95 dans un état avec 16 miles (25 km).

#### Maine

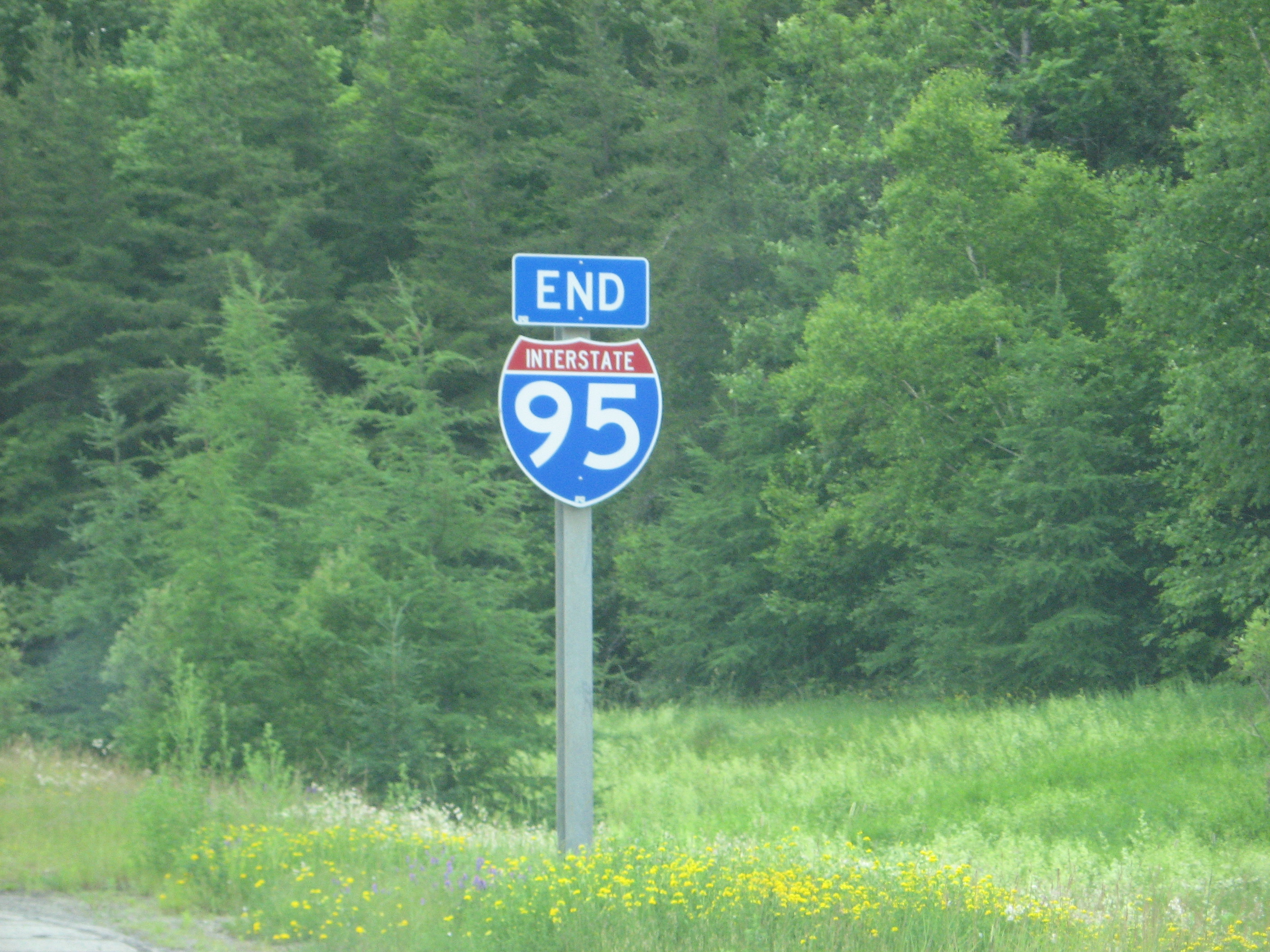
Northern terminus of i-95 of maine.

En entrant dans le Maine, l'I-95 elle passe à l'ouest de Kittery, puis se dirige vers le nord-est. À la hauteur de York, elle bifurque au nord et c'est à cette hauteur que le poste de péage du Maine Turnpike est situé. C'est le début de l'autoroute à péage. Elle suit ensuite la région de la Seacoast, en étant située entre un et cinq miles dans les terres. Elle passe à l'ouest de Ogunquit et de Kennebunk, en longeant la US 1. Elle passe ensuite au nord-ouest de Saco où elle rencontre l'I-195 vers Old Orchard Beach.

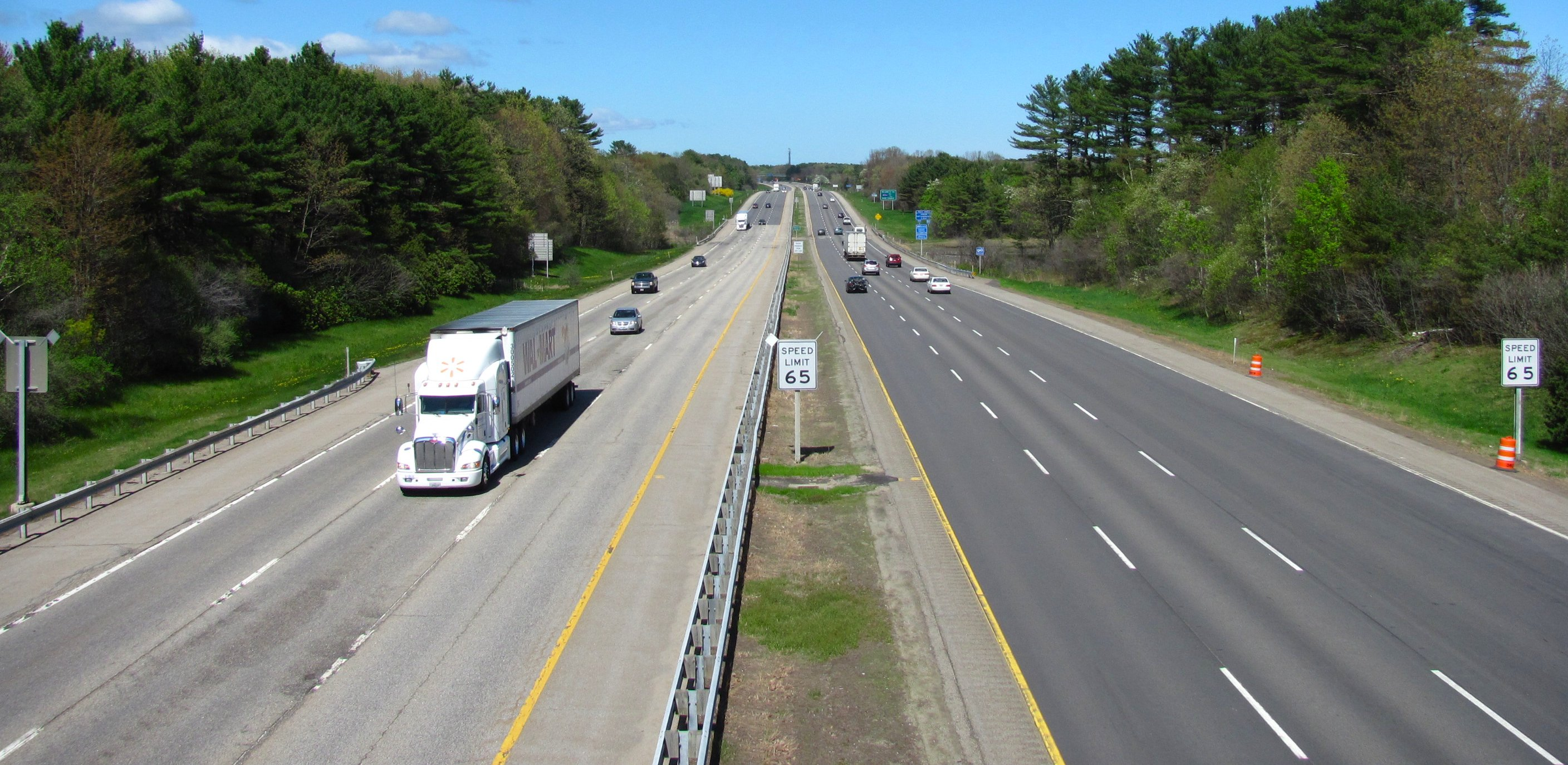
L'I-95 nord à Kittery, à l'entrée sud du Maine

En continuant vers le nord-est, l'I-95 entre dans l'agglomération de Portland, la plus grande ville du Maine. Elle croise l'I-295 qui relie l'I-95 au centre-ville de Portland ainsi qu'à et Brunswick. L'autoroute passe à l'ouest de l'aéroport de Portland (PWM), en se dirigeant désormais vers le nord. Elle continue vers le nord jusqu'à la région de Lewiston, puis courbe vers l'est-nord-est pour rejoindre l'I-295 à Gardiner. Cette section, longue de 50 miles, est toujours à péage, et possède peu d'échangeurs. L'I-95 passe ensuite par Augusta, où elle cesse d'être une autoroute à péage pour le reste de son tracé dans l'état.
Après avoir contourné Augusta, la capitale du Maine, par l'ouest, l'I-95 suit le cours de la rivière Kennebec et contourne la ville de Waterville par le nord-ouest. Dans cette ville, elle croise la US 201, vers le nord du Maine et vers le Québec. Le territoire devient alors beaucoup plus isolé pour les prochains miles, alors qu'elle se dirige vers le nord-est en passant à l'ouest de Pittsfield. Elle bifurque vers l'est et se dirige vers Bangor.
Au sud-ouest de la ville, elle croise l'I-395 et continue vers le nord-est en traversant le nord de la ville. Elle quitte ensuite la ville et suit la rive ouest de la rivière Penobscot, parallèle à la US 2, qui est située de l'autre côté de la rivière. Le territoire devient beaucoup plus isolé, alors qu'aucune grande ville n'est présente pour une soixantaine de miles, et sur une distance de 110 miles, seulement 10 échangeurs sont présents. Elle atteint Howland, Medway, Sherman et Island Falls. À partir de Island Falls, l'I-95 entame un long virage vers le nord-est et vers l'est. Elle rejoint Houlton, où elle traverse la frontière Canado-Américaine, marquant le terminus nord de l'I-95. Une fois au Nouveau-Brunswick, elle devient la route 95, qui la relie à Woodstock, ville située à 15 miles à l'est de la frontière, ainsi qu'à la route Transcanadienne, la route 2.

## Liste des sorties

### Floride
| Interstate 95                                                  |                                                    |        |        |                                                                           | | |
| Comté                                                          | Municipalité                                       | mi     | km     | Sortie                                                                    | Intersections / Destinations                                                                                                   | Notes |
| Miami-Dade                                                     | Miami                                              | 0,00   | 0,00   | —                                                                         | US 1 sud (South Dixie Highway) – Key West                                                                                      | Terminus sud du multiplex avec US 1                                                                                    |
| Miami-Dade                                                     | Miami                                              | 0,47   | 0,76   | 1A                                                                        | SR 913 (en) (Rickenbacker Causeway / Southwest 26th Road) – Key Biscayne                                                       | Sortie direction sud, entrée direction nord                                                                            |
| Miami-Dade                                                     | Miami                                              | 1,56   | 2,51   | 1B                                                                        | US 41 (Southwest 8th-7th Streets) / vers Brickell Avenue                                                                       | |
| Miami-Dade                                                     | Miami                                              | 2,03   | 3,26   | 2A                                                                        | US 1 nord (Biscayne Boulevard via SR 970 (en) est) – Centre-ville de Miami                                                     | Terminus nord du multiplex avec US 1                                                                                   |
| Miami-Dade                                                     | Miami                                              | 2,03   | 3,26   | 2C                                                                        | Miami Avenue – Centre-ville de Miami                                                                                           | Pas de sortie en direction nord                                                                                        |
| Miami-Dade                                                     | Miami                                              | 2,30   | 3,70   | 2B                                                                        | SR 925 (en) (Northwest 2nd & 8th Streets) – Port de Miami, Marlins Park, Arena                                                 | Indiqué sortie 2B / (2nd Street) en direction nord et 3B (8th Street) en direction sud                                 |
| Miami-Dade                                                     | Miami                                              | 2,30   | 3,70   | 3B                                                                        | SR 925 (en) (Northwest 2nd & 8th Streets) – Port de Miami, Marlins Park, Arena                                                 | Indiqué sortie 2B / (2nd Street) en direction nord et 3B (8th Street) en direction sud                                 |
| Miami-Dade                                                     | Miami                                              | 3,19   | 5,13   | 2D                                                                        | I-395 est – Miami Beach, Port de Miami                                                                                         | Sortie 1 de l'I-395 |
| Miami-Dade                                                     | Miami                                              | 3,19   | 5,13   | 3A                                                                        | SR 836 ouest (Dolphin Expressway) – Aéroport international de Miami, Jackson Memorial Hospital                                 | |
| Miami-Dade                                                     | Miami                                              | 4,30   | 6,90   | —                                                                         | Voies express | Terminus sud des voies express                                                                                         |
| Miami-Dade                                                     | Miami                                              | 4,84   | 7,80   | 4                                                                         | I-195 est / SR 112 ouest (Airport Expressway) – Miami Beach, Aéroport international de Miami                                   | Indiqué sortie 4A (est) et 4B (ouest) en direction nord; sortie 1 de l'I-195                                           |
| Miami-Dade                                                     | Miami                                              | 6,23   | 10,02  | 6A                                                                        | Northwest 62nd Street (Dr. Martin Luther King Jr. Boulevard)                                                                   | |
| Miami-Dade                                                     | Miami                                              | 6,61   | 10,64  | 6B                                                                        | Northwest 69th Street | Sortie direction sud, entrée direction nord                                                                            |
| Miami-Dade                                                     | West Little River                                  | 7,33   | 11,80  | 7                                                                         | SR 934 (en) (Northwest 79th / 81st Streets)                                                                                    | |
| Miami-Dade                                                     |                                                    | 8,29   | 13,33  | 8A                                                                        | Northwest 95th Street (Rev. Dr. A. Jackson Jr. Boulevard)                                                                      | |
| Miami-Dade                                                     | 8,79                                               | 14,15  | 8B     | SR 932 (en) (Northwest 103rd Street)                                      | | |
| Miami-Dade                                                     | 9,80                                               | 15,77  | 9      | SR 924 (en) (Northwest 119th Street)                                      | Sortie direction nord, entrée direction sud                                                                                    | |
| Miami-Dade                                                     | North Miami                                        | 10,18  | 16,38  | 10A                                                                       | SR 922 (en) (Northwest 125th Street) – North Miami, Bal Harbour                                                                | |
| Miami-Dade                                                     | North Miami                                        | 10,85  | 17,47  | 10B                                                                       | SR 916 (en) (Northwest 135th Street / Opa-Locka Boulevard)                                                                     | |
| Miami-Dade                                                     | Golden Glades                                      | 11,83  | 19,03  | 11                                                                        | Northwest 151st Street | Sortie direction nord, entrée direction sud                                                                            |
| Miami-Dade                                                     | Golden Glades                                      |        |        | —                                                                         | Voies express | |
| Miami-Dade                                                     | Golden Glades                                      | 12,40  | 20,00  | 12A                                                                       | Florida's Turnpike / SR 826 ouest (Palmetto Expressway) vers Florida's Turnpike Extension                                      | |
| Miami-Dade                                                     | Golden Glades                                      | 12,85  | 20,68  | 12B                                                                       | SR 826 est – North Miami Beach                                                                                                 | |
| Miami-Dade                                                     | Golden Glades                                      | 12,85  | 20,68  | 12                                                                        | US 441 sud / SR 9 (en) sud | Sortie direction sud, entrée direction nord                                                                            |
| Miami-Dade                                                     | Golden Glades                                      | 13,10  | 21,10  | 12C                                                                       | US 441 nord | Sortie direction nord, entrée direction sud                                                                            |
| Miami-Dade                                                     | North Miami Beach                                  | 13,90  | 22,40  | —                                                                         | Voies express | |
| Miami-Dade                                                     | North Miami Beach                                  | 14,38  | 23,14  | 14                                                                        | SR 860 (en) (Miami Gardens Drive)                                                                                              | |
| Miami-Dade                                                     | North Miami Beach                                  |        |        | —                                                                         | Voies express | |
| Miami-Dade                                                     | Limite Ives Estates–Ojus                           | 16,57  | 26,67  | 16                                                                        | Northeast 203rd Street / Ives Dairy Road (CR 854)                                                                              | |
| Broward                                                        | Limite Hallandale Beach–Pembroke Park              | 18,03  | 29,01  | 18                                                                        | SR 858 (en) (Hallandale Beach Boulevard)                                                                                       | |
| Broward                                                        | Limite Hallandale Beach–Pembroke Park              |        |        | —                                                                         | Voies express | |
| Broward                                                        | Tripoint Hallandale Beach–Pembroke Park– Hollywood | 18,79  | 30,25  | 19                                                                        | SR 824 (en) (Pembroke Road) | |
| Broward                                                        | Hollywood                                          | 19,82  | 31,89  | 20                                                                        | SR 820 (en) (Hollywood Boulevard)                                                                                              | |
| Broward                                                        | Hollywood                                          | 21,38  | 34,41  | 21                                                                        | SR 822 (en) (Sheridan Street)                                                                                                  | |
| Broward                                                        | Limite Hollywood–Dania Beach                       | 22,42  | 36,08  | 22                                                                        | SR 848 (en) (Stirling Road) | |
| Broward                                                        | Limite Hollywood–Dania Beach                       |        |        | —                                                                         | Voies express | |
| Broward                                                        | Limite Dania Beach–Fort Lauderdale                 | 23,43  | 37,71  | 23                                                                        | SR 818 (en) (Griffin Road) | |
| Broward                                                        | Tripoint Fort Lauderdale–Hollywood– Dania Beach    | 24,80  | 39,92  | 24                                                                        | I-595 vers Florida's Turnpike / I-75 / SR 869 – Port Everglades, Aéroport international de Fort Lauderdale                     | Sortie 10A-B de l'I-595                                                                                                |
| Broward                                                        | Tripoint Fort Lauderdale–Hollywood– Dania Beach    | 24,80  | 39,92  | 26                                                                        | I-595 vers Florida's Turnpike / I-75 / SR 869 – Port Everglades, Aéroport international de Fort Lauderdale                     | Sortie 10A-B de l'I-595                                                                                                |
| Broward                                                        | Fort Lauderdale                                    | 25,25  | 40,63  | 25                                                                        | SR 84 (en) (Marina Mile Boulevard)                                                                                             | |
| Broward                                                        | Fort Lauderdale                                    | 25,46  | 40,98  | Pont de South Fork New River                                              | Pont de South Fork New River                                                                                                   | Pont de South Fork New River                                                                                           |
| Broward                                                        | Fort Lauderdale                                    | 26,50  | 42,65  | 26                                                                        | SR 736 (en) (Davie Boulevard)                                                                                                  | |
| Broward                                                        | Fort Lauderdale                                    |        |        | —                                                                         | Voies express | Terminus nord des voies express                                                                                        |
| Broward                                                        | Fort Lauderdale                                    | 27,53  | 44,31  | 27                                                                        | SR 842 (en) (Broward Boulevard) – Centre-ville de Fort Lauderdale                                                              | |
| Broward                                                        | Fort Lauderdale                                    |        |        | —                                                                         | Gare de Fort Lauderdale | |
| Broward                                                        | Fort Lauderdale                                    | 28,55  | 45,95  | 29                                                                        | SR 838 (en) (Sunrise Boulevard)                                                                                                | Indiqué sortie 29A (est) et 29B (ouest) en direction nord                                                              |
| Broward                                                        | Oakland Park                                       | 30,71  | 49,43  | 31                                                                        | SR 816 (en) (Oakland Park Boulevard)                                                                                           | Indiqué sortie 31A (est) et 31B (ouest) en direction nord                                                              |
| Broward                                                        | Oakland Park                                       | 32,34  | 52,05  | 32                                                                        | SR 870 (en) (Commercial Boulevard)                                                                                             | |
| Broward                                                        | Oakland Park                                       | 33,55  | 54,00  | 33                                                                        | Cypress Creek Road (CR 840) | Indiqué sortie 33A (est) et 33B (ouest) en direction nord                                                              |
| Broward                                                        | Pompano Beach                                      | 35,64  | 57,35  | 36                                                                        | SR 814 (en) (Atlantic Boulevard)                                                                                               | Indiqué sortie 36A (est) et 36B (ouest) en direction sud                                                               |
| Broward                                                        | Pompano Beach                                      | 37,69  | 60,66  | 38                                                                        | Copans Road | Indiqué sortie 38A (est) et 38B (ouest) en direction sud                                                               |
| Broward                                                        | Limite Pompano Beach–Deerfield Beach               | 38,84  | 62,51  | 39                                                                        | SR 834 (en) (Sample Road) | |
| Broward                                                        | Deerfield Beach                                    | 40,92  | 65,86  | 41                                                                        | SR 869 (Southwest 10th Street) vers I-75                                                                                       | |
| Broward                                                        | Deerfield Beach                                    | 41,88  | 67,40  | 42                                                                        | SR 810 (en) (Hillsboro Boulevard)                                                                                              | Indiqué sortie 42A (est) et 42B (ouest) en direction nord                                                              |
| Palm Beach                                                     | Boca Raton                                         | 44,13  | 71,02  | 44                                                                        | Palmetto Park Road (CR 798) | |
| Palm Beach                                                     | Boca Raton                                         | 45,36  | 73,00  | 45                                                                        | SR 808 (en) (Glades Road) | |
| Palm Beach                                                     | Boca Raton                                         | 46,90  | 75,50  | 48A                                                                       | SR 800 (en) (Spanish River Boulevard) / FAU Boulevard                                                                          | |
| Palm Beach                                                     | Boca Raton                                         | 47,82  | 76,96  | 48B                                                                       | SR 794 (en) (Yamato Road) | |
| Palm Beach                                                     | Boca Raton                                         | 49,68  | 79,95  | 50                                                                        | Congress Avenue (CR 807) | |
| Palm Beach                                                     | Delray Beach                                       | 50,97  | 82,03  | 51                                                                        | Linton Boulevard (CR 782) | |
| Palm Beach                                                     | Delray Beach                                       | 52,51  | 84,51  | 52                                                                        | SR 806 (en) (Atlantic Avenue)                                                                                                  | |
| Palm Beach                                                     | Boynton Beach                                      | 56,34  | 90,68  | 56                                                                        | Woolbright Road (CR 792) | |
| Palm Beach                                                     | Boynton Beach                                      | 57,34  | 92,28  | 57                                                                        | SR 804 (en) (Boynton Beach Boulevard)                                                                                          | |
| Palm Beach                                                     | Boynton Beach                                      | 58,85  | 94,72  | 59                                                                        | Gateway Boulevard | |
| Palm Beach                                                     | Lantana                                            | 60,34  | 97,11  | 60                                                                        | Hypoluxo Road | |
| Palm Beach                                                     | Lantana                                            | 61,38  | 98,78  | 61                                                                        | Lantana Road (CR 812) | |
| Palm Beach                                                     | Lake Worth Beach                                   | 62,87  | 101,18 | 63                                                                        | 6th Avenue North | |
| Palm Beach                                                     | Lake Worth Beach                                   | 64,18  | 103,28 | 64                                                                        | 10th Avenue North | |
| Palm Beach                                                     | West Palm Beach                                    | 66,09  | 106,36 | 66                                                                        | SR 882 (en) (Forest Hill Boulevard)                                                                                            | |
| Palm Beach                                                     | West Palm Beach                                    | 67,54  | 108,69 | 68                                                                        | US 98 / SR 80 (en) (Southern Boulevard)                                                                                        | |
| Palm Beach                                                     | West Palm Beach                                    | 68,56  | 110,33 | 69                                                                        | Belvedere Road – Aéroport international de Palm Beach                                                                          | Indiqué sortie 69A (Belvedere Road) et 69B (Aéroport) en direction sud                                                 |
| Palm Beach                                                     | West Palm Beach                                    | 69,76  | 112,27 | 70                                                                        | SR 704 (en) (Okeechobee Boulevard) – Centre-ville de West Palm Beach                                                           | |
| Palm Beach                                                     | West Palm Beach                                    | 71,02  | 114,29 | 71                                                                        | Palm Beach Lakes Boulevard (CR 716)                                                                                            | |
| Palm Beach                                                     | West Palm Beach                                    | 73,80  | 118,77 | 74                                                                        | 45th Street (CR 702) | |
| Palm Beach                                                     | Riviera Beach                                      | 75,55  | 121,58 | 76                                                                        | SR 708 (en) (Blue Heron Boulevard)                                                                                             | |
| Palm Beach                                                     | Palm Beach Gardens                                 | 77,31  | 124,41 | 77                                                                        | Northlake Boulevard (CR 809A)                                                                                                  | |
| Palm Beach                                                     | Palm Beach Gardens                                 | 79,51  | 127,95 | 79                                                                        | SR 786 (en) (PGA Boulevard) | Indiqué sortie 79A (est) et 79B (ouest) en direction nord                                                              |
| Palm Beach                                                     | Palm Beach Gardens                                 | 79,90  | 128,79 | 79C                                                                       | Military Trail sud (CR 809) | Sortie direction sud, entrée direction nord                                                                            |
| Palm Beach                                                     | Palm Beach Gardens                                 |        |        |                                                                           | Central Boulevard | Échangeur proposé |
| Palm Beach                                                     | Limite Palm Beach Gardens–Jupiter                  | 82,91  | 133,43 | 83                                                                        | Donald Roass Road | |
| Palm Beach                                                     | Jupiter                                            | 86,70  | 139,54 | 87                                                                        | SR 706 (en) (Indiantown Road) / Florida's Turnpike – Okeechobee, Jupiter, Orlando, West Palm Beach                             | Indiqué sortie 87A (est) et 87B (ouest)                                                                                |
| Martin                                                         |                                                    | 96,06  | 154,60 | 96                                                                        | CR 708 – Hobe Sound | |
| Martin                                                         | 100,84                                             | 162,28 | 101    | SR 76 (en) – Stuart, Indiantown                                           | | |
| Martin                                                         | Palm City                                          | 102,44 | 164,85 | 102                                                                       | CR 713 (High Meadow Avenue) | |
| Martin                                                         |                                                    | 110,25 | 177,44 | 110                                                                       | CR 714 / SR 714 (en) (Martin Highway)                                                                                          | |
| Sainte-Lucie                                                   | Port Sainte-Lucie                                  | 113,66 | 182,92 | 114                                                                       | Becker Road | |
| Sainte-Lucie                                                   | Port Sainte-Lucie                                  | 117,75 | 189,49 | 118                                                                       | Gatlin Boulevard / Tradition Parkway                                                                                           | |
| Sainte-Lucie                                                   | Port Sainte-Lucie                                  | 119,98 | 193,08 | 120                                                                       | Crosstown Parkway | |
| Sainte-Lucie                                                   | Port Sainte-Lucie                                  | 121,20 | 195,04 | 121                                                                       | St. Lucie West Boulevard | |
| Sainte-Lucie                                                   | Port Sainte-Lucie                                  | 125,59 | 202,12 | 126                                                                       | CR 712 (Midway Road) | |
| Sainte-Lucie                                                   | Fort Pierce                                        | 128,86 | 207,38 | 129                                                                       | SR 70 (en) (Okeechobee Road) vers Florida's Turnpike – Fort Pierce, Vero Beach, Okeechobee                                     | |
| Sainte-Lucie                                                   |                                                    | 131,09 | 210,97 | 131                                                                       | SR 68 (en) (Orange Avenue) | Indiqué sortie 131A (est) et 131B (ouest)                                                                              |
| Sainte-Lucie                                                   | 137,56                                             | 221,38 | 138    | SR 614 (en) (Indrio Road)                                                 | | |
| Indian River                                                   | West Vero Corridor                                 | 146,83 | 236,29 | 147                                                                       | SR 60 (en) – Vero Beach, Lake Wales                                                                                            | |
| Indian River                                                   | Fellsmere                                          | 155,96 | 250,99 | 156                                                                       | CR 512 – Fellsmere, Sebastian                                                                                                  | |
| Brevard                                                        |                                                    | 166,00 | 267,15 | 166                                                                       | St. John's Heritage Parkway SE                                                                                                 | |
| Brevard                                                        | Palm Bay                                           | 173,17 | 278,18 | 173                                                                       | SR 514 (en) (Malabar Road) – Palm Bay, Malabar                                                                                 | |
| Brevard                                                        | Limite Palm Bay–West Melbourne                     | 176,16 | 283,51 | 176                                                                       | CR 516 (Palm Bay Road) – Palm Bay                                                                                              | |
| Brevard                                                        |                                                    | 180,56 | 290,59 | 180                                                                       | US 192 (New Haven Avenue) – West Melbourne, Melbourne, St. Cloud, Kissimmee                                                    | |
| Brevard                                                        | West Melbourne                                     | 182,00 | 292,90 | 182                                                                       | Ellis Road – West Melbourne, Melbourne, Aéroport d'Orlando-Melbourne                                                           | |
| Brevard                                                        |                                                    | 183,43 | 295,20 | 183                                                                       | SR 518 (en) (Eau Gallie Boulevard) – Melbourne, Indian Harbour Beach                                                           | |
| Brevard                                                        | 188,45                                             | 303,28 | 188    | SR 404 (en) (Pineda Causeway) – Patrick Space Force Base, Satellite Beach | | |
| Brevard                                                        | Viera                                              | 191,07 | 307,50 | 191                                                                       | CR 509 (Wickham Road) – Viera                                                                                                  | |
| Brevard                                                        | Viera                                              | 193,00 | 311,00 | 193                                                                       | Viera Boulevard – Viera | |
| Brevard                                                        | Rockledge                                          | 195,71 | 314,96 | 195                                                                       | SR 519 (en) (Fiske Boulevard) – Rockledge, Viera                                                                               | |
| Brevard                                                        | Cocoa                                              | 201,37 | 324,08 | 201                                                                       | SR 520 (en) (King Street) – Cocoa Historic District, Cocoa Beach                                                               | |
| Brevard                                                        | Cocoa                                              | 202,55 | 325,97 | 202                                                                       | SR 524 (en) – Cocoa | |
| Brevard                                                        | Cocoa                                              | 205,32 | 330,44 | 205                                                                       | SR 528 (en) (Beachline Expressway) – Port Canaveral, Orlando, Cap Canaveral                                                    | Indiqué sortie 205A (est) et 205B (ouest)                                                                              |
| Brevard                                                        |                                                    | 208,22 | 335,10 | 208                                                                       | Port St. John | |
| Brevard                                                        | Titusville                                         | 211,85 | 340,93 | 212                                                                       | SR 407 (en) (Challenger Memorial Parkway) – Centre spatial Kennedy, Orlando                                                    | |
| Brevard                                                        | Titusville                                         | 215,84 | 346,88 | 215                                                                       | SR 50 (en) (Cheney Highway) – Titusville, Orlando                                                                              | |
| Brevard                                                        | Titusville                                         | 219,99 | 354,04 | 220                                                                       | SR 406 (en) (Garden Street) – Titusville                                                                                       | |
| Brevard                                                        | Mims                                               | 223,62 | 359,88 | 223                                                                       | SR 46 (en) – Sanford, Mims | |
| Brevard                                                        |                                                    | 231,19 | 372,07 | 231                                                                       | CR 5A – Oak Hill, Scottsmoor                                                                                                   | |
| Volusia                                                        | Edgewater                                          | 244,06 | 392,77 | 244                                                                       | SR 442 (en) – Edgewater, Oak Hill                                                                                              | |
| Volusia                                                        | New Smyrna Beach                                   | 248,90 | 400,57 | 249                                                                       | SR 44 (en) – DeLand, New Smyrna Beach, Wildwood                                                                                | Indiqué sortie 249A (est) et 249B (ouest) en direction sud                                                             |
| Volusia                                                        | Port Orange                                        | 255,89 | 411,81 | 256                                                                       | SR 421 (en) – Port Orange | |
| Volusia                                                        | Daytona Beach                                      | 260,44 | 419,14 | 260                                                                       | I-4 ouest / SR 400 (en) – Orlando, South Daytona                                                                               | Indiqué sortie 260A (est) et 260B (ouest); terminus est de l'I-4                                                       |
| Volusia                                                        | Daytona Beach                                      | 261,73 | 421,22 | 260C                                                                      | US 92 – Daytona Beach | Accès à l'Aéroport international de Daytona Beach                                                                      |
| Volusia                                                        | Daytona Beach                                      | 265,22 | 426,83 | 265                                                                       | CR 4019 (LPGA Boulevard) – Holly Hill, Daytona Beach                                                                           | |
| Volusia                                                        | Ormond Beach                                       | 267,89 | 431,12 | 268                                                                       | SR 40 (en) – Ormond Beach, Ocala                                                                                               | |
| Volusia                                                        | Ormond Beach                                       | 273,46 | 440,09 | 273                                                                       | US 1 – Ormond Beach, Bunnell                                                                                                   | |
| Flagler                                                        |                                                    | 278,35 | 447,96 | 278                                                                       | CR 2002 (Old Dixie Highway) | |
| Flagler                                                        | Palm Coast                                         | 283,60 | 456,41 | 284                                                                       | SR 100 (en) – Bunnell, Flagler Beach                                                                                           | |
| Flagler                                                        | Palm Coast                                         | 289,40 | 465,74 | 289                                                                       | CR 1424 (Palm Coast Parkway) – Palm Coast                                                                                      | |
| Flagler                                                        | Palm Coast                                         | 293,00 | 472,00 | 293                                                                       | Matanzas Woods Parkway – Palm Coast                                                                                            | |
| Saint Johns                                                    |                                                    | 298,01 | 479,60 | 298                                                                       | US 1 – Saint Augustine, Bunnell                                                                                                | |
| Saint Johns                                                    | 305,18                                             | 491,14 | 305    | SR 206 (en) – Hastings, Crescent Beach                                    | | |
| Saint Johns                                                    | 310,88                                             | 500,31 | 311    | SR 207 (en) – Saint Augustine Beach, Palatka                              | | |
| Saint Johns                                                    | 317,51                                             | 510,99 | 318    | SR 16 (en) – Saint Augustine, Green Cove Springs                          | | |
| Saint Johns                                                    | 323,20                                             | 520,14 | 323    | International Golf Parkway                                                | | |
| Saint Johns                                                    | 329,10                                             | 529,63 | 329    | CR 210 – Ponte Vedra Beach, Green Cove Springs                            | | |
| Duval                                                          | Jacksonville                                       | 333,00 | 536,00 | 333                                                                       | I-795 / SR 9B vers CR 2209 / I-295 nord – Plages de Jacksonville                                                               | Sortie 4 de l'I-795 |
| Duval                                                          | Jacksonville                                       | 335,26 | 539,55 | 335                                                                       | Old St. Augustine Road | |
| Duval                                                          | Jacksonville                                       | 337,18 | 542,65 | 337                                                                       | I-295 vers I-10 – Orange Park, Plages de Jacksonville                                                                          | Sortie 61 de l'I-295                                                                                                   |
| Duval                                                          | Jacksonville                                       | 338,48 | 544,73 | 339                                                                       | US 1 (Philips Highway) | |
| Duval                                                          | Jacksonville                                       | 339,29 | 546,04 | 340                                                                       | SR 115 (en) (Southside Boulevard)                                                                                              | Sortie direction nord, entrée direction sud                                                                            |
| Duval                                                          | Jacksonville                                       | 341,22 | 549,13 | 341                                                                       | SR 152 (en) (Baymeadows Road)                                                                                                  | |
| Duval                                                          | Jacksonville                                       | 343,55 | 552,88 | 344                                                                       | SR 202 (en) (Butler Boulevard) – Plages de Jacksonville                                                                        | |
| Duval                                                          | Jacksonville                                       | 345,00 | 555,22 | 345                                                                       | Vers Bowden Road (University Boulevard) / SR 109 (en)                                                                          | Sortie direction nord, entrée direction sud                                                                            |
| Duval                                                          | Jacksonville                                       | 345,37 | 555,82 | 346                                                                       | SR 109 (en) (University Boulevard)                                                                                             | Sortie direction sud, entrée direction nord; indiqué sortie 346A (est) et 346B (ouest)                                 |
| Duval                                                          | Jacksonville                                       | 347,18 | 558,73 | 347                                                                       | US 1 Alt. (Emerson Street) | |
| Duval                                                          | Jacksonville                                       | 348,65 | 561,09 | 348                                                                       | US 1 sud (Philips Highway) | Sortie direction sud, entrée direction nord                                                                            |
| Duval                                                          | Jacksonville                                       | 349,01 | 561,68 | 349                                                                       | US 90 est – Plages de Jacksonville                                                                                             | Terminus sud du multiplex (direction nord) avec US 90; sortie direction sud, entrée direction nord                     |
| Duval                                                          | Jacksonville                                       | 349,44 | 562,38 | 350A                                                                      | US 1 / US 90 / Acosta Bridge, Riverside Avenue, Mary Street, Main Street Bridge, Prudential Drive, Ocean Street                | Terminus nord du multiplex (direction nord) avec US 90; sortie direction nord, entrée direction sud                    |
| Duval                                                          | Jacksonville                                       | 349,79 | 562,92 | 350B                                                                      | Gary Street vers Palm Avenue, San Marco Boulevard                                                                              | Sortie direction sud, entrée direction nord                                                                            |
| Duval                                                          | Jacksonville                                       | 350,18 | 563,55 | Fuller Warren Bridge au-dessus du Fleuve Saint Johns                      | Fuller Warren Bridge au-dessus du Fleuve Saint Johns                                                                           | Fuller Warren Bridge au-dessus du Fleuve Saint Johns                                                                   |
| Duval                                                          | Jacksonville                                       | 351,00 | 564,90 | 351A                                                                      | Park Street | Sortie direction nord, entrée direction sud                                                                            |
| Duval                                                          | Jacksonville                                       | 351,19 | 565,18 | 351B                                                                      | I-10 ouest (US 17 sud / SR 15 (en) sud / SR 228 (en) ouest) – Lake City                                                        | Terminus sud du multiplex avec US 17 / SR 15 / SR 228; terminus est de l'I-10                                          |
| Duval                                                          | Jacksonville                                       | 351,19 | 565,18 | 351C                                                                      | Stockton Street | Sortie direction sud, entrée direction nord                                                                            |
| Duval                                                          | Jacksonville                                       | 351,40 | 565,52 | 352A                                                                      | Forest Street / Riverside Avenue – Convention Center                                                                           | Sortie direction sud, entrée direction nord                                                                            |
| Duval                                                          | Jacksonville                                       | 351,99 | 566,47 | 352B                                                                      | Forsyth Street – Convention Center                                                                                             | Sortie direction nord, entrée direction sud                                                                            |
| Duval                                                          | Jacksonville                                       | 352,18 | 566,78 | 352C                                                                      | Monroe Street – Centre-ville de Jacksonville                                                                                   | Sortie direction sud via sortie 353A                                                                                   |
| Duval                                                          | Jacksonville                                       | 352,25 | 566,89 | 353A                                                                      | Church Street / Myrtle Avenue / Forsyth Street                                                                                 | Sortie direction sud seulement                                                                                         |
| Duval                                                          | Jacksonville                                       | 352,49 | 567,27 | 353B                                                                      | Union Street (US 17 nord / US 23 sud / SR 228 (en) est) / Beaver Street (US 90) – Centre-ville de Jacksonville, Sports Complex | Terminus nord du multiplex avec US 17 / SR 228                                                                         |
| Duval                                                          | Jacksonville                                       | 352,60 | 567,45 | 353C                                                                      | US 23 nord (Kings Road) – Edward Waters College                                                                                | |
| Duval                                                          | Jacksonville                                       | 353,33 | 568,62 | 353D                                                                      | SR 114 (en) (8th Street) | |
| Duval                                                          | Jacksonville                                       | 353,93 | 569,59 | 354                                                                       | US 1 (M.L. King Jr. Parkway / SR 15 (en) nord / SR 115 (en) sud – Amtrak                                                       | Terminus nord du multiplex avec SR 15; terminus sud du multiplex avec SR 115; indiqué sortie 354A (sud) et 354B (nord) |
| Duval                                                          | Jacksonville                                       | 354,54 | 570,58 | 355                                                                       | Golfair Boulevard | |
| Duval                                                          | Jacksonville                                       | 355,84 | 572,67 | 356                                                                       | SR 115 (en) nord (Lem Turner Road) / SR 117 (en) sud (Norwood Avenue)                                                          | Terminus nord du multiplex avec SR 115; indiqué sortie 356A (sud) et 356B (nord) en direction nord                     |
| Duval                                                          | Jacksonville                                       | 356,62 | 573,92 | 357                                                                       | SR 111 (en) (Edgewood Avenue)                                                                                                  | |
| Duval                                                          | Jacksonville                                       | 356,71 | 574,07 | Pont de Trout River au-dessus de la Trout River                           | Pont de Trout River au-dessus de la Trout River                                                                                | Pont de Trout River au-dessus de la Trout River                                                                        |
| Duval                                                          | Jacksonville                                       | 357,71 | 575,67 | 358                                                                       | SR 105 (en) (Zoo Parkway / Heckscher Drive) vers US 17 Broward Road                                                            | Indiqué sortie 358A (SR 105) et 358B (Broward Road); entrée additionnelle en direction sud depuis Clark Road           |
| Duval                                                          | Jacksonville                                       | 359,45 | 578,48 | 360                                                                       | SR 104 (en) (Dunn Avenue) / Busch Drive                                                                                        | |
| Duval                                                          | Jacksonville                                       | 361,54 | 581,85 | 362                                                                       | I-295 – Port de Jacksonville, Plages de Jacksonville                                                                           | Indiqué sortie 362A (est) et 362B (ouest); sortie 35 de l'I-295                                                        |
| Duval                                                          | Jacksonville                                       | 363,08 | 584,32 | 363                                                                       | Airport Road (SR 102 (en)) / Max Leggett Parkway – Aéroport international de Jacksonville                                      | |
| Duval                                                          | Jacksonville                                       | 365,66 | 588,47 | 366                                                                       | SR 243 (en) (Pecan Park Road)                                                                                                  | |
| Nassau                                                         |                                                    | 372,79 | 599,95 | 373                                                                       | SR 200 (en) / SR A1A – Callahan, Fernandina Beach                                                                              | |
| Nassau                                                         | 379,41                                             | 610,60 | 380    | US 17                                                                     | | |
| Fleuve Saint Marys                                             | Fleuve Saint Marys                                 | 382,01 | 614,78 |                                                                           | I-95 nord – Savannah | Continue en Géorgie |
| - Terminus de multiplex - Péage - Accès incomplet - Non-ouvert |                                                    |        |        |                                                                           | | |

### Géorgie
| Interstate 95      |                     |                     |                     |                     |                                                                                   |                                                                  |
| Comté              | Municipalité        | mi                  | km                  | Sortie              | Intersections / Destinations                                                      | Notes                                                            |
| Fleuve Saint Marys | Fleuve Saint Marys  | 0,00                | 0,00                |                     | I-95 sud – Jacksonville                                                           | Continue en Floride                                              |
| Camden             | Kingsland           | 1,07                | 1,72                | 1                   | St. Marys Road – Saint Marys                                                      |                                                                  |
| Camden             | Kingsland           | 3,27                | 5,26                | 3                   | SR 40 (en) (East King Avenue) – Kingsland, Saint Marys                            |                                                                  |
| Camden             | Kingsland           | 5,73                | 9,22                | 6                   | Laurel Island Parkway – Kingsland, Saint Marys                                    |                                                                  |
| Camden             | Kingsland           | 7,23                | 11,64               | 7                   | Harriets Bluff Road                                                               |                                                                  |
| Camden             | Woodbine            | 14,24               | 22,92               | 14                  | SR 25 Spur (en) ouest – Woodbine                                                  |                                                                  |
| Camden             |                     | 22,44               | 36,11               | 22                  | Horse Stamp Church Road                                                           |                                                                  |
| Camden             | Waverly             | 26,46               | 42,58               | 26                  | Dover Bluff Road                                                                  |                                                                  |
| Glynn              | Brunswick           | 29,26               | 47,09               | 29                  | US 17 / US 82 ouest / SR 520 (en) – Brunswick, Jekyll Island, Waverly             |                                                                  |
| Glynn              | Brunswick           | 35,86               | 57,71               | 36                  | US 25 (New Jesup Highway) / US 341 / SR 27 (en) – Jesup, Brunswick                | Indiqué sortie 36A (sud) et 36B (nord)                           |
| Glynn              | Dock Junction       | 37,69               | 60,66               | 38                  | SR 25 Spur (en) (Golden Isles Parkway) vers US 17 – Brunswick                     |                                                                  |
| Glynn              |                     | 42,40               | 68,24               | 42                  | I-95 BL nord / SR 99 (en) – Darien                                                |                                                                  |
| McIntosh           | Darien              | 48,88               | 78,66               | 49                  | I-95 BL sud / SR 251 (en) – Darien                                                |                                                                  |
| McIntosh           | Townsend            | 58,32               | 93,86               | 58                  | SR 57 (en) / SR 99 (en) sud – Eulonia, Ludowici                                   |                                                                  |
| Liberty            | Riceboro            | 67,29               | 108,29              | 67                  | US 17 / SR 25 (en) – South Newport, Riceboro                                      |                                                                  |
| Liberty            | Midway              | 75,96               | 122,25              | 76                  | US 84 ouest / SR 38 (en) ouest – Midway, Sunbury                                  |                                                                  |
| Bryan              | Richmond Hill       |                     |                     | 82                  | Belfast-Keller Road                                                               |                                                                  |
| Bryan              | Richmond Hill       | 87,01               | 140,03              | 87                  | US 17 / SR 25 (en) (Coastal Highway) – Richmond Hill, Midway                      |                                                                  |
| Bryan              | Richmond Hill       | 89,38               | 143,84              | 90                  | SR 144 (en) – Fort Stuart, Richmond Hill                                          |                                                                  |
| Chatham            | Savannah            | 93,45               | 150,39              | 94                  | SR 204 (en) – Savannah, Pembroke                                                  |                                                                  |
| Chatham            | Pooler              | 98,76               | 158,94              | 99                  | I-16 – Savannah, Macon                                                            | Indiqué sortie 99A (est) et 99B (ouest); sortie 157A-B de l'I-16 |
| Chatham            | Pooler              | 101,51              | 163,36              | 102                 | US 80 / SR 26 (en) – Pooler, Garden City                                          |                                                                  |
| Chatham            | Pooler              | 103,50              | 166,57              | 104                 | Pooler Parkway / Airlines Avenue – Aéroport international de Savannah/Hilton Head |                                                                  |
| Chatham            | Savannah            | 105,92              | 170,46              | 106                 | SR 17 (en) (Jimmy DeLoach Parkway) – Bloomingdale, Port Wentworth                 |                                                                  |
| Chatham            | Port Wentworth      | 108,03              | 173,86              | 109                 | SR 21 (en) / SR 30 (en) sud – Port Wentworth                                      |                                                                  |
| Effingham          | Pas d'intersections | Pas d'intersections | Pas d'intersections | Pas d'intersections | Pas d'intersections                                                               | Pas d'intersections                                              |
| Fleuve Savannah    | Fleuve Savannah     | 112,03              | 180,29              |                     | I-95 nord – Florence                                                              | Continue en Caroline du Sud                                      |
|                    |                     |                     |                     |                     |                                                                                   |                                                                  |

### Caroline du Sud
| Interstate 95                           |                                         |        |        |                            |                                                                           | |
| Comté                                   | Municipalité                            | mi     | km     | Sortie                     | Intersections / Destinations                                              | Notes |
| Fleuve Savannah                         | Fleuve Savannah                         | 0,00   | 0,00   |                            | I-95 sud – Savannah                                                       | Continue en Géorgie |
| Jasper                                  | Hardeeville                             | 5,10   | 8,20   | 5                          | US 17 vers US 321 – Hardeeville, Estill, Savannah                         | |
| Jasper                                  | Hardeeville                             | 8,20   | 13,20  | 8                          | US 278 – Beaufort, Hilton Head Island, Bluffton, Parris Island            | |
| Jasper                                  |                                         | 18,00  | 29,00  | 18                         | Bees Creek Road – Switzerland                                             | |
| Jasper                                  | Ridgeland                               | 20,80  | 33,50  | 21                         | SC 336 (en) – Ridgeland                                                   | |
| Jasper                                  | Ridgeland                               | 22,40  | 36,00  | 22                         | US 17 sud – Ridgeland                                                     | Terminus sud du multiplex avec US 17 |
| Jasper                                  |                                         | 28,30  | 45,50  | 28                         | SC 462 (en) – Coosawhatchie                                               | |
| Jasper                                  | Point South                             | 33,00  | 53,10  | 33                         | US 17 nord – Charleston, Beaufort, Port Royal                             | Terminus nord du multiplex avec US 17 |
| Hampton                                 | Yemassee                                | 38,20  | 61,50  | 38                         | SC 68 (en) – Yemassee, Hampton, Varnville                                 | |
| Colleton                                |                                         | 42,40  | 68,20  | 42                         | US 21 – Yemassee, Orangeburg                                              | |
| Colleton                                | Walterboro                              | 53,60  | 86,30  | 53                         | SC 63 (en) vers US 17 Alt. – Walterboro                                   | |
| Colleton                                | Walterboro                              | 57,50  | 92,50  | 57                         | SC 64 (en) – Walterboro, Lodge                                            | |
| Colleton                                |                                         | 62,60  | 100,70 | 62                         | Road 34                                                                   | |
| Colleton                                |                                         | 68,40  | 110,10 | 68                         | SC 61 (en) – Canadys, Branchville                                         | |
| Fleuve Edisto                           | Fleuve Edisto                           | 68,80  | 110,70 | Pont                       | Pont                                                                      | Pont |
| Dorchester                              | Saint George                            | 76,70  | 123,40 | 77                         | US 78 – Saint George, Branchville                                         | |
| Dorchester                              |                                         | 82,30  | 132,40 | 82                         | US 178 – Harleyville, Bowman                                              | |
| Orangeburg                              |                                         | 85,80  | 138,10 | 86                         | I-26 – Charleston, Columbia                                               | Indiqué sortie 86A (est) et 86B (ouest); sortie 169A-B de l'I-26                                                                               |
| Orangeburg                              |                                         | 90,50  | 145,60 | 90                         | US 176 – Holly Hill, Cameron                                              | |
| Orangeburg                              |                                         | 93,00  | 149,70 | 93                         | US 15 – Holly Hill                                                        | |
| Orangeburg                              |                                         | 96,90  | 155,90 | 97                         | US 15 sud / US 301 sud – Orangeburg                                       | Terminus sud du multiplex avec US 15 / US 301                                                                                                  |
| Orangeburg                              | Santee                                  | 98,30  | 158,20 | 98                         | SC 6 (en) – Eutawville, Santee, Elloree                                   | |
| Lac Marion                              | Lac Marion                              | 99,80  | 160,60 | Pont William James Gooding | Pont William James Gooding                                                | Pont William James Gooding |
| Clarendon                               |                                         | 102,00 | 164,20 | 102                        | US 15 nord / US 301 nord – North Santee                                   | Terminus nord du multiplex avec US 15 / US 301                                                                                                 |
| Clarendon                               | Summerton                               | 108,20 | 174,10 | 108                        | Road 102 – Summerton                                                      | |
| Clarendon                               |                                         | 114,70 | 184,60 | 115                        | US 301 – Manning, Summerton                                               | |
| Clarendon                               |                                         | 119,00 | 191,50 | 119                        | SC 261 (en) (Paxville Highway) – Manning, Paxville                        | |
| Clarendon                               |                                         | 122,10 | 196,50 | 122                        | US 521 / Main Street nord – Sumter, Manning, Alcolu                       | |
| Clarendon                               |                                         | 132,40 | 213,10 | 132                        | SC 527 (en) – Sardinia, Bishopville, Kingstree                            | |
| Sumter                                  |                                         | 135,50 | 218,10 | 135                        | US 378 – Turbeville, Sumter, Lake City                                    | |
| Sumter                                  |                                         | 141,10 | 227,10 | 141                        | SC 53 (en) / SC 58 (en) – Shiloh                                          | |
| Sumter                                  |                                         | 145,90 | 234,80 | 146                        | SC 341 (en) – Lake City, Lynchburg, Olanta                                | |
| Florence                                |                                         | 149,90 | 241,20 | 150                        | SC 403 (en) – Sardis, Timmonsville                                        | |
| Florence                                |                                         | 153,70 | 247,40 | 153                        | Honda Way – Timmonsville                                                  | |
| Florence                                | Florence                                | 157,50 | 253,50 | 157                        | US 76 (West Palmetto Street) – Florence, Timmonsville                     | |
| Florence                                | Florence                                | 160,70 | 258,60 | 160                        | I-20 ouest – Columbia I-20 BL est (Davic McLoed Boulevard est) – Florence | Indiqué sortie 160A (est) et 160B (ouest); sortie 141A-B de l'I-20; terminus est de l'I-20                                                     |
| Florence                                |                                         | 164,40 | 264,60 | 164                        | US 52 (Lucas Street) – Florence, Darlington                               | |
| Florence                                |                                         | 169,00 | 272,00 | 169                        | TV Road – Quinby, Florence                                                | |
| Florence                                |                                         | 170,70 | 274,70 | 170                        | SC 327 (en) – Florence, Marion, Myrtle Beach                              | Marion et Myrtle Beach indiqués en direction nord; Florence indiqué en direction sud                                                           |
| Dillon                                  |                                         | 181,70 | 292,40 | 181                        | SC 38 (en) – Latta, Marion, Bennettsville                                 | Indiqué sortie 181A (est) et 181B (ouest) |
| Dillon                                  |                                         |        |        |                            | I-73                                                                      | Échangeur proposé |
| Dillon                                  |                                         | 190,50 | 306,60 | 190                        | SC 34 (en) – Dillon                                                       | |
| Dillon                                  | Dillon                                  | 193,30 | 311,10 | 193                        | SC 9 (en) / SC 57 (en) – Dillon, Little Rock, Bennettsville               | |
| Limite Caroline du Sud–Caroline du Nord | Limite Caroline du Sud–Caroline du Nord | 198,80 | 319,90 | 1                          | US 301 / US 501 – Rowland, Laurinburg, Dillon                             | L'échangeur continue en Caroline du Nord; numéro de sortie basé sur la Caroline du Nord; indiqué sortie 1A (sud) et 1B (nord) en direction sud |
| Limite Caroline du Sud–Caroline du Nord | Limite Caroline du Sud–Caroline du Nord | 198,80 | 319,90 |                            | I-95 nord – Fayetteville                                                  | Continue en Caroline du Nord |
| - Terminus de multiplex - Non-ouvert    |                                         |        |        |                            |                                                                           | |

### Caroline du Nord
| Interstate 95                                          |                                         |        |        |        |                                                                         | |
| Comté                                                  | Municipalité                            | mi     | km     | Sortie | Intersections / Destinations                                            | Notes |
| Limite Caroline du Sud–Caroline du Nord                | Limite Caroline du Sud–Caroline du Nord | 0,00   | 0,00   |        | I-95 sud – Florence                                                     | Continue en Caroline du Sud |
| Limite Caroline du Sud–Caroline du Nord                | Limite Caroline du Sud–Caroline du Nord | 0,00   | 0,00   | 1      | US 301 / US 501 – Rowland, Laurinburg, Dillon                           | L'échangeur continue en Caroline du Sud; indiqué sortie 1A (sud) et 1B (nord) en direction sud                                       |
| Robeson                                                |                                         | 2,32   | 3,73   | 2      | NC 130 (en) vers NC 904 (en) – Rowland, Fairmont                        | |
| Robeson                                                |                                         | 7,16   | 11,52  | 3      | Raynham Road – McDonald, Raynham                                        | |
| Robeson                                                |                                         | 10,40  | 16,74  | 10     | US 301 sud – Raynham                                                    | Terminus sud du multiplex avec US 301                                                                                                |
| Robeson                                                | Lumberton                               | 13,01  | 20,94  | 13     | I-74 / US 74 – Whiteville, Wilmington, Laurinburg, Rockingham           | Indiqué sortie 13A (est) et 13B (ouest); sortie 209A-B de l'I-74                                                                     |
| Robeson                                                | Lumberton                               | 17,03  | 27,41  | 17     | NC 72 (en) / NC 711 (en) – Lumberton, Pembroke, Red Springs             | |
| Robeson                                                | Lumberton                               | 18,74  | 30,16  | 19     | Carthage Road                                                           | |
| Robeson                                                | Lumberton                               | 19,85  | 31,95  | 20     | NC 211 (en) vers NC 41 (en) – Lumberton, Red Springs, Fairmont          | |
| Robeson                                                | Lumberton                               | 21,53  | 34,65  | 22     | US 301 nord – Lumberton                                                 | Terminus nord du multiplex avec US 301                                                                                               |
| Robeson                                                |                                         | 25,04  | 40,30  | 25     | US 301                                                                  | |
| Robeson                                                | St Pauls                                | 31,39  | 50,52  | 31     | NC 20 (en) – St Pauls, Raeford                                          | |
| Robeson                                                | St Pauls                                | 33,02  | 53,14  | 33     | US 301 vers NC 71 (en) – Parkton, St Pauls                              | |
| Robeson                                                |                                         |        |        | 38     | I-295                                                                   | Échangeur en construction |
| Cumberland                                             |                                         | 40,24  | 64,76  | 40     | I-95 BL nord vers US 301 – Fayetteville, Fort Bragg                     | Sortie direction nord, entrée direction sud                                                                                          |
| Cumberland                                             | Hope Mills                              | 41,28  | 66,43  | 41     | Main Street – Hope Mills                                                | |
| Cumberland                                             |                                         | 43,81  | 70,51  | 44     | Snow Hill Road – Aéroport régional de Fayetteville                      | |
| Cumberland                                             |                                         | 45,98  | 74,00  | 46     | NC 87 (en) – Elizabethtown, Fayetteville                                | Indiqué sortie 46A (sud) et 46B (nord)                                                                                               |
| Cumberland                                             | Fayetteville                            | 48,93  | 78,75  | 49     | NC 53 (en) / NC 210 (en) – Fayetteville                                 | |
| Cumberland                                             | Vander                                  | 51,58  | 83,01  | 52     | NC 24 (en) – Fayetteville, Clinton                                      | |
| Cumberland                                             | Eastover                                | 54,52  | 87,74  | 55     | Murphy Road                                                             | |
| Cumberland                                             | Eastover                                | 54,98  | 88,48  | 56     | I-95 BL sud vers US 301 – Fayetteville, Fort Bragg                      | Sortie direction sud, entrée direction nord                                                                                          |
| Cumberland                                             | Eastover                                | 57,86  | 93,12  | 58     | I-295 sud / US 13 nord vers US 401 – Newton Grove, Fort Bragg           | Terminus sud de la US 13 |
| Cumberland                                             |                                         | 61,17  | 98,44  | 61     | Wade-Stateman Road – Wade                                               | |
| Cumberland                                             |                                         | 65,22  | 104,96 | 65     | NC 82 (en) – Godwin, Falcon                                             | |
| Harnett                                                |                                         | 69,52  | 111,88 | 70     | Bud Hawkins Road                                                        | |
| Harnett                                                |                                         | 70,74  | 113,84 | 71     | Long Branch Road                                                        | |
| Harnett                                                | Dunn                                    | 72,38  | 116,48 | 72     | Pope Road                                                               | |
| Harnett                                                | Dunn                                    | 72,99  | 117,47 | 73     | US 421 / NC 55 (en) – Newton Grove, Fort Bragg                          | |
| Harnett                                                |                                         | 74,87  | 120,49 | 75     | Jonesboro Road                                                          | |
| Harnett                                                |                                         | 76,84  | 123,66 | 77     | Hodges Chapel Road                                                      | |
| Johnston                                               | Benson                                  | 79,42  | 127,81 | 79     | NC 50 (en) / NC 242 (en) vers NC 27 (en) – Benson, Newton Grove         | |
| Johnston                                               | Benson                                  | 80,95  | 130,28 | 81     | I-40 – Wilmington, Raleigh, Durham                                      | Indiqué sortie 81A (ouest) et 81B (est) en direction sud; sortie 328A-B de l'I-40                                                    |
| Johnston                                               | Four Oaks                               | 87,50  | 140,82 | 87     | Keen Road – Four Oaks                                                   | |
| Johnston                                               | Four Oaks                               | 89,70  | 144,36 | 90     | US 301 / US 701 sud / NC 96 (en) – Newton Grove                         | |
| Johnston                                               | Smithfield                              | 93,04  | 149,73 | 93     | Brogden Road – Smithfield                                               | |
| Johnston                                               | Smithfield                              | 94,75  | 152,49 | 95     | US 70 Bus. – Smithfield, Goldsboro                                      | |
| Johnston                                               | Selma                                   | 96,81  | 155,80 | 97     | US 70 – Selma, Pine Level, Goldsboro                                    | |
| Johnston                                               | Selma                                   | 98,00  | 157,72 | 98     | Pine Level-Selma Road – Selma                                           | |
| Johnston                                               | Micro                                   | 101,28 | 162,99 | 101    | Pittman Road                                                            | |
| Johnston                                               | Micro                                   | 102,43 | 164,85 | 102    | Main Street – Micro                                                     | |
| Johnston                                               | Kenly                                   | 104,50 | 168,18 | 105    | Bagley Road                                                             | |
| Johnston                                               | Kenly                                   | 105,88 | 170,40 | 106    | Truck Stop Road                                                         | |
| Johnston                                               | Kenly                                   | 107,12 | 172,39 | 107    | US 301 – Kenly, Wilson                                                  | |
| Wilson                                                 |                                         | 116,33 | 187,21 | 116    | NC 42 (en) – Wilson, Clayton                                            | |
| Wilson                                                 | Wilson                                  | 119,27 | 191,95 | 119    | I-587 est / I-795 sud / US 264 – Wilson, Greenville, Goldsboro, Raleigh | Terminus nord de l'I-795; terminus ouest de l'I-587; indiqué sortie 119A (I-587 est / I-795 sud / US 264 est) et 119B (US 264 ouest) |
| Wilson                                                 | Wilson                                  | 121,37 | 195,33 | 121    | US 264 Alt. – Wilson, Sims                                              | |
| Nash                                                   |                                         | 126,82 | 204,10 | 127    | NC 97 (en) – Aéroport régional de Rocky Mount-Wilson                    | |
| Nash                                                   |                                         | 132,27 | 212,87 | 132    | Vers NC 58 (en) / Sandy Cross Road                                      | |
| Nash                                                   | Rocky Mount                             |        |        | 137    | Sunset Avenue                                                           | Échangeur en construction |
| Nash                                                   | Rocky Mount                             | 138,32 | 222,60 | 138    | US 64 – Nashville, Raleigh, Rocky Mount, Tarboro                        | Indiqué sortie 138A (ouest) et 138B (est)                                                                                            |
| Nash                                                   | Dortches                                | 140,69 | 226,42 | 141    | NC 43 (en) – Red Oak                                                    | |
| Nash                                                   | Rocky Mount                             | 144,99 | 233,34 | 145    | NC 4 (en) / NC 48 (en) vers US 301 – Gold Rock, Rocky Mount             | |
| Nash                                                   |                                         | 149,63 | 240,81 | 150    | NC 33 (en) – Whitakers                                                  | |
| Halifax                                                |                                         | 153,54 | 247,10 | 154    | NC 481 (en) – Enfield                                                   | |
| Halifax                                                |                                         | 160,37 | 258,09 | 160    | NC 561 (en) – Halifax                                                   | |
| Halifax                                                |                                         | 167,56 | 269,66 | 168    | NC 903 (en) – Halifax                                                   | |
| Halifax                                                | Roanoke Rapids                          | 170,57 | 274,51 | 171    | NC 125 (en) – Roanoke Rapids                                            | |
| Halifax                                                | Roanoke Rapids                          | 172,81 | 278,11 | 173    | US 158 – Roanoke Rapids, Weldon                                         | |
| Northampton                                            |                                         | 175,67 | 282,71 | 176    | NC 46 (en) – Gaston, Garysburg                                          | |
| Northampton                                            |                                         | 179,87 | 289,47 | 180    | NC 48 (en) – Gaston                                                     | |
| Northampton                                            |                                         | 181,36 | 291,87 |        | I-95 nord – Richmond                                                    | Continue en Virginie |
| - Terminus de multiplex - Accès incomplet - Non-ouvert |                                         |        |        |        |                                                                         | |

### Virginie
| Interstate 95                                                  |                          |        |        |                                               | | |
| Comté                                                          | Municipalité             | mi     | km     | Sortie                                        | Intersections / Destinations | Notes |
| Greensville                                                    |                          | 0,00   | 0,00   |                                               | I-95 sud – Rocky Mount | Continue en Caroline du Nord                                                                                     |
| Greensville                                                    | Skippers                 | 4,13   | 6,65   | 4                                             | SR 629 (en) – Skippers | |
| Greensville                                                    |                          | 8,25   | 13,28  | 8                                             | US 301 – Emporia | |
| City d'Emporia                                                 | City d'Emporia           | 11,00  | 17,70  | 11                                            | US 58 – South Hill, Emporia, Norfolk                                                                                                 | Indiqué sortie 11A (est) et 11B (ouest)                                                                          |
| Greensville                                                    |                          | 12,99  | 20,91  | 12                                            | US 301 nord – Emporia | Sortie direction nord seulement                                                                                  |
| Greensville                                                    |                          | 13,51  | 21,74  | 13                                            | SR 614 (en) – Emporia | |
| Sussex                                                         |                          | 17,30  | 27,84  | 17                                            | US 301 | |
| Sussex                                                         |                          | 20,25  | 32,59  | 20                                            | SR 631 (en) – Jarratt | |
| Sussex                                                         | Owens                    | 24,29  | 39,09  | 24                                            | SR 645 (en) | |
| Sussex                                                         | Stony Creek              | 30,92  | 49,76  | 31                                            | SR 40 (en) – Stony Creek, Waverly | |
| Sussex                                                         |                          | 33,37  | 53,70  | 33                                            | SR 602 (en) | |
| Prince George                                                  | Carson                   | 37,15  | 59,79  | 37                                            | SR 623 (en) – Carson | |
| Prince George                                                  | Templeton                | 40,88  | 65,79  | 41                                            | US 301 / SR 35 (en) / SR 156 (en) – Courtland                                                                                        | |
| Prince George                                                  | Kingwood                 | 45,42  | 73,10  | 45                                            | US 301 | |
| Prince George                                                  |                          | 46,53  | 74,88  | 46                                            | I-295 nord vers I-64 – Washington, Aéroport international de Richmond                                                                | Sortie 1 de l'I-295                                                                                              |
| City de Petersburg                                             | City de Petersburg       | 47,74  | 76,83  | 47                                            | SR 629 (en) (Rives Road) | |
| City de Petersburg                                             | City de Petersburg       | 48,89  | 78,68  | 48                                            | US 460 est (Wagner Road) | Terminus sud du multiplex avec US 460; indiqué sortie 48A (est) et 48B (ouest)                                   |
| City de Petersburg                                             | City de Petersburg       | 50,61  | 81,45  | 50                                            | US 460 Bus, est (County Drive) vers SR 109 (en) / US 301 (Crater Road) / Whyte Street / Washington Street – Fort Lee                 | Indiqué sortie 50A (US 460), 50B-C (US 301) et and 50D (Wythe Street / Washington Street) en direction nord      |
| City de Petersburg                                             | City de Petersburg       | 51,71  | 83,22  | 51                                            | I-85 sud / US 460 ouest – Durham, South Hill, Blackstone                                                                             | Terminus nord du multiplex avec US 460; terminus nord de l'I-85                                                  |
| City de Petersburg                                             | City de Petersburg       | 52,14  | 83,91  | 52                                            | Bank Street | Sortie en direction nord seulement                                                                               |
| City de Petersburg                                             | City de Petersburg       | 52,15  | 83,93  | 52                                            | US 460 Bus. ouest (Whyte Street) / Washington Street – Champ de bataille national de Petersburg, Centre historique de Petersburg     | |
| Fleuve Appomattox                                              | Fleuve Appomattox        | 52,79  | 84,96  | Pont                                          | Pont | Pont |
| City de Colonial Heights                                       | City de Colonial Heights | 53,00  | 85,30  | 53                                            | Southpark Boulevard | |
| City de Colonial Heights                                       | City de Colonial Heights | 53,98  | 86,87  | 54                                            | SR 144 (en) (Temple Avenue) vers SR 36 (en)                                                                                          | |
| Chesterfield                                                   |                          | 57,91  | 93,20  | 58                                            | SR 620 (en) (Woods Edge Road) / SR 746 (en) (Ruffin Mill Road)                                                                       | Indiqué sortie 58A (est) et 58B (ouest) en direction sud                                                         |
| Chesterfield                                                   | Chester                  | 60,81  | 97,86  | 61                                            | SR 10 (en) – Hopewell, Chester | |
| Chesterfield                                                   | Chester                  | 62,62  | 100,78 | 62                                            | SR 288 (en) nord vers Powhite Parkway – Chesterfield                                                                                 | |
| Chesterfield                                                   |                          | 64,66  | 104,06 | 64                                            | SR 613 (en) (Willis Road) | |
| Chesterfield                                                   | Bensley                  | 67,43  | 108,52 | 67                                            | SR 150 (en) nord (Chippenham Parkway) vers SR 895 (en) est / US 60 ouest / US 360 ouest / I-295 – Aéroport international de Richmond | Pas d'accès depuis I-95 sud vers SR 895 est; indiqué sortie 67A (est) et 67B (nord) en direction nord            |
| City de Richmond                                               | City de Richmond         | 69,35  | 111,61 | 69                                            | SR 161 (en) (Bells Road) | |
| City de Richmond                                               | City de Richmond         | 73,16  | 117,74 | 73                                            | Maury Street / Commerce Road | |
| City de Richmond                                               | City de Richmond         | 73,61  | 118,46 | Pont James River                              | Pont James River | Pont James River                                                                                                 |
| City de Richmond                                               | City de Richmond         | 74,01  | 119,11 | 74A                                           | SR 195 Toll (en) (Downtown Expressway) vers I-195 nord / Powhite Parkway                                                             | |
| City de Richmond                                               | City de Richmond         | 74,30  | 119,57 | 74B                                           | Franklin Street | Sortie direction sud seulement                                                                                   |
| City de Richmond                                               | City de Richmond         | 74,63  | 120,11 | 74C                                           | US 250 (Broad Street) vers US 33 | Pas d'accès depuis I-95 sud vers US 250 est                                                                      |
| City de Richmond                                               | City de Richmond         | 75,55  | 121,59 | 75                                            | I-64 est / 7th Street – Williamsburg, Norfolk, Virginia Beach, Aéroport international de Richmond                                    | Terminus sud du multiplex avec I-64; sortie 190 de l'I-64 ouest                                                  |
| City de Richmond                                               | City de Richmond         | 75,85  | 122,07 | 76A                                           | US 1 / US 301 (Chamberlayne Avenue)                                                                                                  | Sortie direction nord, entrée direction sud                                                                      |
| City de Richmond                                               | City de Richmond         | 76,09  | 122,45 | 76B                                           | US 1 / US 301 (Belvidere Street) | Pas de sortie en direction nord                                                                                  |
| City de Richmond                                               | City de Richmond         | 78,06  | 125,63 | 78                                            | SR 161 (en) (Arthur Ashe Boulevard)                                                                                                  | |
| City de Richmond                                               | City de Richmond         | 78,84  | 126,88 | 79                                            | I-64 ouest / I-195 sud vers Powhite Parkway – Charlottesville                                                                        | Terminus nord du multiplex avec I-64; sortie 187 de l'I-64 est                                                   |
| City de Richmond                                               | City de Richmond         | 79,91  | 128,60 | 80                                            | SR 161 (en) (Hermitage Road / Lakeside Avenue)                                                                                       | Sortie direction nord, entrée direction sud                                                                      |
| Henrico                                                        | Brook Hill               | 80,82  | 130,07 | 81                                            | US 1 (Brook Road) | Sortie direction nord, entrée direction sud                                                                      |
| Henrico                                                        |                          | 81,12  | 130,55 | 82                                            | US 301 / SR 2 (en) (Chamberlayne Avenue)                                                                                             | |
| Henrico                                                        | Yellow Tavern            | 82,94  | 133,48 | 83                                            | SR 73 (en) ouest (Parham Road) | Indiqué sortie 83A (est) et 83B (ouest)                                                                          |
| Henrico                                                        |                          | 84,41  | 135,84 | 84                                            | I-295 vers I-64 – Charlottesville, Williamsburg, Norfolk, Virginia Beach, Rocky Mount, Aéroport international de Richmond            | Indiqué sortie 84A (sud) et 84B (nord); sortie 43 de l'I-295                                                     |
| Hanover                                                        | Ashland                  | 87,30  | 140,50 | 86                                            | SR 656 (en) – Atlee, Elmont | |
| Hanover                                                        | Lewistown                | 89,09  | 143,38 | 89                                            | SR 802 (en) (Lewistown Road) | |
| Hanover                                                        | Ashland                  | 91,74  | 147,64 | 92                                            | SR 54 (en) – Ashland, Hanover | Indiqué sortie 92A (est) et 92B (ouest) en direction nord                                                        |
| Hanover                                                        |                          | 97,75  | 157,31 | 98                                            | SR 30 (en) – Doswell, West Point, Kings Dominion                                                                                     | |
| Caroline                                                       | Carmel Church            | 104,18 | 167,66 | 104                                           | SR 207 (en) vers US 301 – Carmel Church, Bowling Green                                                                               | |
| Caroline                                                       | Ladysmith                | 110,30 | 177,51 | 110                                           | SR 639 (en) – Ladysmith | |
| Spotsylvania                                                   | Thornburg                | 118,26 | 190,32 | 118                                           | SR 606 (en) – Thornburg | |
| Spotsylvania                                                   |                          | 125,84 | 202,52 | 126                                           | US 1 / US 17 sud – Spotsylvania, Fredericksburg                                                                                      | Terminus sud du multiplex avec US 17; indiqué sortie 126A (nord) et 126B (sud) en direction nord                 |
| City de Fredericksburg                                         | City de Fredericksburg   | 129,54 | 208,47 | 130                                           | SR 3 (en) – Culpeper, Fredericksburg                                                                                                 | Indiqué sortie 130A (est) et 130B (ouest)                                                                        |
| Rivière Rappahannock                                           | Rivière Rappahannock     | 131,83 | 212,16 | Pont de Rappahannock Falls                    | Pont de Rappahannock Falls | Pont de Rappahannock Falls                                                                                       |
| Stafford                                                       |                          | 133,08 | 214,17 | 133                                           | US 17 nord / US 17 Bus. sud – Warrenton, Falmouth, Fredericksburg                                                                    | Terminus nord du multiplex avec US 17; indiqué sortie 133A (US 17 Bus.) et 133B (US 17 nord) en direction sud    |
| Stafford                                                       |                          |        |        |                                               | I-95 Express nord | Terminus sud proposé des voies express                                                                           |
| Stafford                                                       |                          | 135,61 | 218,24 | 136                                           | SR 8900 (en) (Centerport Parkway) vers US 1 – Aéroport de Stafford                                                                   | |
| Stafford                                                       |                          | 139,83 | 225,03 | 140                                           | SR 630 (en) – Stafford | |
| Stafford                                                       |                          | 141,00 | 226,92 |                                               | I-95 Express nord | Terminus sud des voies express                                                                                   |
| Stafford                                                       | Aquia                    | 142,73 | 229,70 | 143A                                          | SR 610 (en) est / US 1 – Aquia | |
| Stafford                                                       | Aquia                    | 142,73 | 229,70 | 143B                                          | SR 610 (en) ouest – Garrisonville | |
| Stafford                                                       |                          | 145,30 | 233,84 |                                               | I-95 Express nord | Sortie direction nord, entrée direction sud                                                                      |
| Prince William                                                 |                          | 147,65 | 237,62 | 148                                           | Marine Corps Base Quantico | |
| Prince William                                                 | Triangle                 | 149,97 | 241,35 | 150                                           | SR 619 (en) – Triangle, Quantico, Prince William Forest Park                                                                         | Indiqué sortie 150A (est) et 150B (ouest) en direction sud                                                       |
| Prince William                                                 |                          | 151,00 | 243,01 |                                               | I-95 Express nord | Sortie direction nord, entrée direction sud                                                                      |
| Prince William                                                 | Dumfries                 | 152,36 | 245,20 | 152                                           | SR 234 (en) – Dumfries, Manassas | Indiqué sortie 152A (sud) et 152B (nord)                                                                         |
| Prince William                                                 | Dale City                | 155,91 | 250,91 | 156                                           | SR 784 (en) – Dale City, Rippon Landing                                                                                              | Indiqué sortie 156A (est) et 156B (ouest)                                                                        |
| Prince William                                                 |                          | 157,00 | 252,67 |                                               | I-95 Express | |
| Prince William                                                 |                          | 158,13 | 254,49 | 158                                           | SR 294 (en) (Prince William Parkway) – Woodbridge, Manassas                                                                          | Indiqué sortie 158A (est) et 158B (ouest)                                                                        |
| Prince William                                                 |                          | 158,13 | 254,49 | —                                             | SR 294 (en) (Prince William Parkway) – Woodbridge, Manassas                                                                          | Sortie direction sud, entrée direction nord pour les voies express                                               |
| Prince William                                                 | Woodbridge               | 160,05 | 257,58 | 160                                           | SR 123 (en) – Occoquan, Lake Ridge, Woodbridge                                                                                       | Indiqué sortie 160A (sud) et 160B (nord); pas d'accès depuis I-95 sud vers SR 123 sud                            |
| Prince William                                                 | Woodbridge               | 160,05 | 257,58 | —                                             | SR 123 (en) – Occoquan, Lake Ridge                                                                                                   | Sortie direction sud, entrée direction nord pour les voies express                                               |
| Fairfax                                                        | Lorton                   | 161,17 | 259,38 | 161                                           | US 1 nord – Fort Belvoir, Mount Vernon                                                                                               | Sortie direction nord, entrée direction sud                                                                      |
| Fairfax                                                        | Lorton                   | 161,17 | 259,38 | 161                                           | US 1 sud – Woodbridge | Sortie direction sud, entrée direction nord pour les voies express                                               |
| Fairfax                                                        | Lorton                   | 161,17 | 259,38 | 161                                           | US 1 sud – Woodbridge | Sortie direction sud, entrée direction nord                                                                      |
| Fairfax                                                        | Lorton                   | 163,66 | 263,39 | 163                                           | SR 642 (en) – Lorton | |
| Fairfax                                                        | Newington                | 165,56 | 266,44 |                                               | I-95 Express nord | Sortie direction nord seulement                                                                                  |
| Fairfax                                                        | Newington                | 166,00 | 267,15 |                                               | Alban Road / Boudinot Drive | Entrée direction sud seulement pour les voies express                                                            |
| Fairfax                                                        | Newington                | 166,80 | 268,44 | 166                                           | SR 286 (en) (Fairfax County Parkway) / Backlick Road / Fullerton Road / Heller Road – Newington, Fort Belvoir                        | Indiqué sortie 166A (sud) et 166B (nord)                                                                         |
| Fairfax                                                        | Newington                | 167,00 | 268,76 |                                               | I-95 Express sud | Sortie direction sud, entrée direction nord                                                                      |
| Fairfax                                                        | Newington                | 167,81 | 270,06 | 167                                           | SR 617 (en) sud (Backlick Road) / Fullerton Road                                                                                     | Sortie direction sud seulement                                                                                   |
| Fairfax                                                        | Springfield              | 169,05 | 272,06 | 169A‑B                                        | SR 644 (en) – Franconia, Springfield                                                                                                 | Pas de sortie en direction sud; indiqué sortie 169A (est) et 169B (ouest)                                        |
| Fairfax                                                        | Springfield              | 169,05 | 272,06 | —                                             | SR 289 (en) (Franconia-Springfield Parkway)                                                                                          | Échangeur pour les voies express                                                                                 |
| Fairfax                                                        | Springfield              | 169,05 | 272,06 |                                               | I-95 Express nord | Sortie direction nord, entrée direction sud                                                                      |
| Fairfax                                                        | Springfield              | 169,05 | 272,06 | —                                             | SR 644 (en) ouest – Springfield | Sortie direction sud, entrée direction nord pour les voies express                                               |
| Fairfax                                                        | Springfield              | 171,01 | 275,21 | 170A‑B                                        | I-395 nord / I-495 nord – Washington, Tysons Corner                                                                                  | Sortie direction nord, entrée direction sud; indiqué sortie 170A (I-395) et 170B (I-495); sortie 1A-B de l'I-395 |
| Fairfax                                                        | Springfield              | 171,01 | 275,21 | —                                             | I-395 Express nord | Échangeur pour les voies express                                                                                 |
| Fairfax                                                        | Springfield              | 171,01 | 275,21 | —                                             | I-495 nord – Tysons Corner | Échangeur pour les voies express                                                                                 |
| Fairfax                                                        | Springfield              | 171,01 | 275,21 |                                               | I-95 Express sud | Terminus nord des voies express                                                                                  |
| Fairfax                                                        | Springfield              | 171,01 | 275,21 | 170B                                          | I-495 nord – Tysons Corner | Terminus sud du multiplex avec I-495; sortie direction sud, entrée direction nord                                |
| Fairfax                                                        | Franconia                | 171,97 | 276,76 | 173                                           | SR 613 (en) (Van Dorn Street) – Franconia                                                                                            | |
| Fairfax                                                        |                          | 173,51 | 279,24 | 174                                           | Eisenhower Avenue Connector – Alexandria                                                                                             | |
| Fairfax                                                        |                          | 174,31 | 280,52 | —                                             | I-95 nord / I-495 est – Baltimore | Terminus sud des Thru Lanes                                                                                      |
| Fairfax                                                        | Huntington               | 175,06 | 281,73 | 176A‑B                                        | SR 241 (en) / SR 611 (en) sud (Telegraph Road / North Kings Highway) vers Eisenhower Avenue – Alexandria                             | Indiqué sortie 176A (sud) et 176B (nord)                                                                         |
| Fairfax                                                        | Huntington               | 176,27 | 283,68 | —                                             | Eisenhower Avenue Connector | Sortie direction sud, entrée direction nord pour les Thru Lanes                                                  |
| City d'Alexandria                                              | City d'Alexandria        | 176,57 | 284,16 | 177A‑B                                        | US 1 – Alexandria, Fort Belvoir | Indiqué sortie 177A (sud) et 177B (nord); entrées directes vers Thru Lanes                                       |
| City d'Alexandria                                              | City d'Alexandria        | 176,57 | 284,16 | 177C                                          | Mount Vernon | Sortie direction sud seulement                                                                                   |
| Fleuve Potomac                                                 | Fleuve Potomac           | 177,64 | 285,88 | Woodrow Wilson BridgeFrontière VA–DC et DC–MD | Woodrow Wilson BridgeFrontière VA–DC et DC–MD                                                                                        | Woodrow Wilson BridgeFrontière VA–DC et DC–MD                                                                    |
| Fleuve Potomac                                                 | Fleuve Potomac           | 177,64 | 285,88 |                                               | I-95 nord / I-495 nord (Capital Beltway) – Baltimore                                                                                 | Continue au Maryland                                                                                             |
| - Terminus de multiplex - Péage - Accès incomplet - Non-ouvert |                          |        |        |                                               | | |

### Maryland
| Interstate 95                                     |                    |        |        |                                                                            |                                                                                         |                                                                                   |
| Comté                                             | Municipalité       | mi     | km     | Sortie                                                                     | Intersections / Destinations                                                            | Notes                                                                             |
| Fleuve Potomac                                    | Fleuve Potomac     | 0,00   | 0,00   |                                                                            | I-95 sud / I-495 ouest (Capital Beltway) – Richmond                                     | Continue en Virginie                                                              |
| Fleuve Potomac                                    | Fleuve Potomac     | 1,16   | 1,87   | Woodrow Wilson BridgeFrontière VA–DC et DC–MD                              | Woodrow Wilson BridgeFrontière VA–DC et DC–MD                                           | Woodrow Wilson BridgeFrontière VA–DC et DC–MD                                     |
| Prince George                                     | Oxon Hill          | 1,73   | 2,78   | 2                                                                          | I-295 nord – Washington, National Harbor                                                | Indiqué sortie 2A (National Harbor) et 2B (I-295); sortie 1A-C de l'I-295         |
| Prince George                                     | Oxon Hill          | 2,77   | 4,46   | 3                                                                          | MD 210 (en) – Indian Head, Forest Heights                                               | Indiqué sortie 3A (sud) et 3B (nord) en direction nord                            |
| Prince George                                     | Oxon Hill          | 2,77   | 4,46   | 3                                                                          | MD 210 (en) sud – Forest Heights, Indian Head,                                          | Sortie direction nord, entrée direction sud pour les Thru Lanes                   |
| Prince George                                     | Oxon Hill          | 3,50   | 5,63   | —                                                                          | I-95 sud / I-495 ouest                                                                  | Terminus nord des Thru Lanes                                                      |
| Prince George                                     | Oxon Hill          | 4,33   | 6,97   | 4                                                                          | MD 414 (en) (St. Barnabas Road) – Oxon Hill, Marlow Heights                             | Indiqué sortie 4A (ouest) et 4B (est)                                             |
| Prince George                                     | Temple Hills       | 7,30   | 11,75  | 7                                                                          | MD 5 (en) (Branch Avenue) – Waldorf, Silver Hill                                        | Indiqué sortie 7A (sud) et 7B (nord)                                              |
| Prince George                                     | Morningside        | 9,07   | 14,60  | 9                                                                          | MD 337 (en) (Allentown Road) – Andrews AFB, Morningside                                 |                                                                                   |
| Prince George                                     | Forestville        | 10,78  | 17,35  | 11                                                                         | MD 4 (en) (Pennsylvania Avenue) – Upper Marlboro, Washington                            | Indiqué sortie 11A (sud / est) et 11B (nord / ouest)                              |
| Prince George                                     | Largo              | 13,14  | 21,15  | 13                                                                         | Ritchie–Marlboro Road – Upper Marlboro, Capitol Heights                                 |                                                                                   |
| Prince George                                     | Largo              | 14,78  | 23,79  | 15                                                                         | MD 214 (en) (Central Avenue) – Largo, Seat Pleasant                                     | Indiqué sortie 15A (est) et 15B (ouest)                                           |
| Prince George                                     | Largo              | 15,83  | 25,48  | 16                                                                         | Arena Drive                                                                             |                                                                                   |
| Prince George                                     | Landover           | 16,56  | 26,65  | 17                                                                         | MD 202 (en) (Landover Road) – Upper Marlboro, Bladensburg                               | Indiqué sortie 17A (sud) et 17B (nord)                                            |
| Prince George                                     | Glenarden          | 18,54  | 29,84  | 19                                                                         | US 50 (I-595 est / John Hanson Highway) – Annapolis, Washington, Gare de New Carrollton | Indiqué sortie 19A (est) et 19B (ouest); l'I-595 n'est pas identifiée             |
| Prince George                                     | New Carrollton     | 19,59  | 31,53  | 20                                                                         | MD 450 (en) (Annapolis Road) – Lanham, Bladensburg                                      | Indiqué sortie 20A (est) et 20B (ouest)                                           |
| Prince George                                     | Greenbelt          | 22,12  | 35,60  | 22                                                                         | Baltimore-Washington Parkway (MD 295 (en)) – Baltimore, Washington                      | Indiqué sortie 22A (nord) et 22B (sud)                                            |
| Prince George                                     | Greenbelt          | 23,04  | 37,08  | 23                                                                         | MD 201 (en) (Kenilworth Avenue) – Greenbelt, Bladensburg                                |                                                                                   |
| Prince George                                     | Greenbelt          | 24,25  | 39,03  | 24                                                                         | Station Greenbelt                                                                       | Sortie direction sud, entrée direction nord; interdit aux véhicules commerciaux   |
| Prince George                                     | College Park       | 25,19  | 40,54  | 25                                                                         | US 1 (Baltimore Avenue) – Laurel, College Park                                          | Indiqué sortie 25A (nord) et 25B (sud) en direction sud                           |
| Prince George                                     | College Park       | 26,11  | 42,02  | 27                                                                         | I-495 ouest (Capital Beltway) / Stationnement incitatif – Silver Spring                 | Terminus nord du multiplex avec I-495                                             |
| Prince George                                     | Bettsville         | 28,54  | 45,93  | 29                                                                         | MD 212 (en) (Central Avenue) – Bettsville, Calverton                                    | Indiqué sortie 29A (est) et 29B (ouest)                                           |
| Prince George                                     | Laurel             | 30,66  | 49,34  | 31-32                                                                      | MD 200 Toll (en) / MD 206 (en)(Konterra Drive) vers US 29 / I-270 / US 1                | Indiqué sortie 31A (est), 31B (ouest) et 32 (MD 206 / Konterra Drive)             |
| Prince George                                     | Laurel             | 32,70  | 52,63  | 33                                                                         | MD 198 (en) – Laurel, Burtonsville                                                      | Indiqué sortie 33A (est) et 33B (ouest)                                           |
| Howard                                            | North Laurel       | 35,26  | 56,75  | 35                                                                         | MD 216 (en) – Laurel, Scaggsville                                                       | Indiqué sortie 35A (est) et 35B (ouest)                                           |
| Howard                                            | Savage             | 38,18  | 61,44  | 38                                                                         | MD 32 (en) – Fort Meade, Columbia                                                       | Indiqué sortie 38A (est) et 38B (ouest)                                           |
| Howard                                            | Columbia           | 40,49  | 65,16  | 41                                                                         | MD 175 (en) – Jessup, Columbia                                                          | Indiqué sortie 41A (est) et 41B (ouest)                                           |
| Howard                                            | Elkridge           | 42,37  | 68,19  | 43                                                                         | MD 100 (en) – Glen Burnie, Ellicott City                                                | Indiqué sortie 43A (est) et 43B (ouest)                                           |
| Howard                                            | Elkridge           | 45,26  | 72,84  | 46                                                                         | I-895 nord (Baltimore Harbor Tunnel Thruway)                                            | Sortie direction nord, entrée direction sud; pas de sortie jusqu'au péage         |
| Baltimore                                         | Arbutus            | 46,50  | 74,83  | 47                                                                         | I-195 est / MD 166 (en) nord – Aéroport BWI, Catonsville                                | Indiqué sortie 47A (est) et 47B (nord); sortie 4A-B de l'I-195                    |
| Baltimore                                         | Arbutus            | 48,70  | 78,00  | 49                                                                         | I-695 vers I-70 – Glen Burnie, Key Bridge, Annapolis, Towson                            | Indiqué sortie 49A (est) et 49B (nord); sortie 11A-B de l'I-695                   |
| Baltimore                                         | Baltimore          | 49,76  | 80,08  | 50                                                                         | Caton Avenue                                                                            | Indiqué sortie 50A (sud) et 50B (nord)                                            |
| Baltimore                                         | Baltimore          | 50,89  | 81,90  | 51                                                                         | Washington Boulevard                                                                    | Sortie direction nord, entrée direction sud                                       |
| Baltimore                                         | Baltimore          | 51,67  | 83,15  | 52                                                                         | Russell Street nord                                                                     |                                                                                   |
| Baltimore                                         | Baltimore          | 51,67  | 83,15  | 52                                                                         | MD 295 (en) sud (Baltimore-Washington Parkway)                                          | Sortie direction sud, entrée direction nord                                       |
| Baltimore                                         | Baltimore          | 52,09  | 83,83  | 53                                                                         | I-395 nord – Centre-ville, Inner Harbor                                                 | Terminus sud de l'I-395                                                           |
| Baltimore                                         | Baltimore          | 52,69  | 84,80  | 54                                                                         | MD 2 (en) sud (Hanover Street)                                                          | Sortie direction nord, entrée direction sud                                       |
| Baltimore                                         | Baltimore          | 53,45  | 86,02  | 55                                                                         | Key Highway – Fort McHenry National Monument                                            | Dernière sortie gratuite en direction nord                                        |
| Baltimore                                         | Baltimore          | 54,07  | 87,02  | Tunnel Fort McHenry sous le fleuve Patapsco                                | Tunnel Fort McHenry sous le fleuve Patapsco                                             | Tunnel Fort McHenry sous le fleuve Patapsco                                       |
| Baltimore                                         | Baltimore          | 55,75  | 89,72  | Poste de péage du Tunnel Fort McHenry                                      | Poste de péage du Tunnel Fort McHenry                                                   | Poste de péage du Tunnel Fort McHenry                                             |
| Baltimore                                         | Baltimore          | 55,96  | 90,06  | 56                                                                         | Keith Avenue                                                                            | Dernière sortie gratuite en direction sud                                         |
| Baltimore                                         | Baltimore          | 56,76  | 91,35  | 57                                                                         | Boston Street                                                                           | Sortie direction nord, entrée direction sud                                       |
| Baltimore                                         | Baltimore          | 56,99  | 91,72  | 57                                                                         | O'Donnell Street                                                                        | Sortie direction sud, entrée direction nord                                       |
| Baltimore                                         | Baltimore          | 57,73  | 92,91  | 58                                                                         | Dundalk Avenue sud                                                                      | Sortie direction nord, entrée direction sud                                       |
| Baltimore                                         | Baltimore          | 58,17  | 93,62  | 59                                                                         | MD 150 (en) (Eastern Avenue)                                                            |                                                                                   |
| Baltimore                                         | Baltimore          | 59,42  | 95,63  | 60                                                                         | Moravia Road                                                                            | Sortie direction nord, entrée direction sud                                       |
| Baltimore                                         | Baltimore          | 59,84  | 96,30  | 61                                                                         | US 40 est (Pulaski Highway)                                                             | Sortie direction nord, entrée direction sud                                       |
| Baltimore                                         | Baltimore          | 60,40  | 97,20  |                                                                            | I-95 Express nord – Pas d'accès à I‑695                                                 | Terminus sud des voies express; sortie direction nord, entrée direction sud       |
| Baltimore                                         | Baltimore          | 60,50  | 97,37  | 62                                                                         | I-895 sud (Baltimore Harbor Tunnel Thruway) – Annapolis                                 | Sortie direction sud, entrée direction nord                                       |
| Baltimore                                         | Rosedale           |        |        | 62                                                                         | I-895 sud (Baltimore Harbor Tunnel Thruway) – Annapolis                                 | Sortie direction sud, entrée direction nord pour les voies express                |
| Baltimore                                         | Rosedale           | 63,38  | 102,00 | 64                                                                         | I-695 – Essex, Towson                                                                   | Vers I-70 et I-83; sortie 33 de l'I-695                                           |
| Baltimore                                         | White Marsh        | 66,60  | 107,18 | 67                                                                         | MD 43 (en) – White Marsh, Middle River                                                  |                                                                                   |
| Baltimore                                         | White Marsh        | 66,60  | 107,18 | 67                                                                         | MD 43 (en) – White Marsh, Middle River                                                  | Sortie direction nord, entrée direction sud pour les voies express                |
| Baltimore                                         | White Marsh        | 68,10  | 109,60 |                                                                            | I-95 Express sud – Pas d'accès à MD 43 (en) / I‑695                                     | Terminus nord des voies express; sortie direction sud, entrée direction nord      |
| Harford                                           | Joppatowne         | 73,86  | 118,87 | 74                                                                         | MD 152 (en) – Joppa, Fallston                                                           |                                                                                   |
| Harford                                           | Edgewood           | 76,19  | 122,62 | 77                                                                         | MD 24 (en) / MD 924 (en) (Emmorton Road) / Tollgate Road – Edgewood, Bel Air            | Indiqué sortie 77A (MD 24) et 77B (MD 924 et Tollgate Road)                       |
| Harford                                           | Riverside          | 79,90  | 128,59 | 80                                                                         | MD 543 (en) – Belcamp                                                                   |                                                                                   |
| Harford                                           | Aberdeen           | 84,33  | 135,72 | 85                                                                         | MD 22 (en) – Aberdeen, Churchville                                                      |                                                                                   |
| Harford                                           | Havre de Grace     | 88,67  | 142,70 | 89                                                                         | MD 155 (en) – Havre de Grace                                                            | Dernière sortie gratuite en direction nord                                        |
| Fleuve Susquehanna                                | Fleuve Susquehanna | 90,13  | 145,05 | Pont Millard E. Tydings Memorial                                           | Pont Millard E. Tydings Memorial                                                        | Pont Millard E. Tydings Memorial                                                  |
| Cecil                                             | Perryville         |        |        | Poste de télépéage de la John F. Kennedy Memorial Highway (direction nord) | Poste de télépéage de la John F. Kennedy Memorial Highway (direction nord)              | Poste de télépéage de la John F. Kennedy Memorial Highway (direction nord)        |
| Cecil                                             | Perryville         | 92,95  | 149,59 | 93                                                                         | MD 222 (en) – Perryville, Port Deposit                                                  |                                                                                   |
| Cecil                                             | North East         | 99,55  | 160,21 | 100                                                                        | MD 272 (en) – North East, Rising Sun                                                    | Indiqué sortie 100A (sud) et 100B (nord) en direction sud                         |
| Cecil                                             | Elkton             | 108,27 | 174,24 | 109                                                                        | MD 279 (en) – Elkton, Newark                                                            | Indiqué sortie 109A (sud) et 109B (nord); dernière sortie gratuite avant le péage |
| Cecil                                             | Elkton             | 109,01 | 175,43 |                                                                            | I-95 nord (Delaware Turnpike) – Wilmington                                              | Continue au Delaware                                                              |
| - Terminus de multiplex - Péage - Accès incomplet |                    |        |        |                                                                            |                                                                                         |                                                                                   |

### Delaware
| Interstate 95                                                           |              |       |       |                                    |                                                                              |                                                                                                  |
| Comté                                                                   | Municipalité | mi    | km    | Sortie                             | Intersections / Destinations                                                 | Notes                                                                                            |
| New Castle                                                              | Newark       | 0,00  | 0,00  |                                    | I-95 sud – Baltimore                                                         | Continue au Maryland                                                                             |
| New Castle                                                              | Newark       | 0,54  | 0,87  | Poste de péage de Newark           | Poste de péage de Newark                                                     | Poste de péage de Newark                                                                         |
| New Castle                                                              | Newark       | 2,34  | 3,77  | 1                                  | DE 896 (en) – Newark, Middletown                                             | Indiqué sortie 1A (sud) et 1B (nord) en direction sud; dernière sortie gratuite en direction sud |
| New Castle                                                              | Newark       | 5,10  | 8,21  | Centre d'accueil Biden             | Centre d'accueil Biden                                                       | Centre d'accueil Biden                                                                           |
| New Castle                                                              | Christiana   | 6,63  | 10,67 | 3                                  | DE 273 (en) – Newark, Christiana                                             | Indiqué sortie 3A (est) et 3B (ouest) en direction nord                                          |
| New Castle                                                              | Christiana   | 7,89  | 12,70 | 4A                                 | DE 1 (en) sud / DE 7 (en) sud / Mall Road – Christiana, Dover, Plages        |                                                                                                  |
| New Castle                                                              | Christiana   | 8,13  | 13,08 | 4B                                 | DE 7 (en) nord / DE 58 (en) – Churchmans Crossing                            |                                                                                                  |
| New Castle                                                              | Newport      | 10,56 | 16,99 | 5A                                 | US 202 sud / DE 141 (en) sud vers US 13 – New Castle                         | Terminus sud du multiplex avec US 202; indiqué sortie 5 en direction nord                        |
| New Castle                                                              | Newport      | 11,50 | 18,51 | 5B                                 | DE 141 (en) nord – Newport                                                   |                                                                                                  |
| New Castle                                                              | Newport      | 11,75 | 18,91 | 5C                                 | I-295 nord vers N.J. Turnpike – Pont du Memorial Delaware, NY-NJ, New Castle | Terminus sud de l'I-295; NY-NJ indiqué en direction nord, New Castle indiqué en direction sud    |
| New Castle                                                              | Newport      | 12,65 | 20,36 | 5D                                 | I-495 nord – Port de Wilmington, Philadelphie                                | Sortie direction nord, entrée direction sud; terminus sud de l'I-495                             |
| New Castle                                                              | Newport      | 13,34 | 21,47 | Terminus nord du Delaware Turnpike | Terminus nord du Delaware Turnpike                                           | Terminus nord du Delaware Turnpike                                                               |
| New Castle                                                              | Wilmington   | 14,78 | 23,79 | 6                                  | DE 4 (en) (Maryland Avenue) / Martin Luther King Jr. Boulevard               | Pas de sortie en direction sud; accès à la Gare de Wilmington                                    |
| New Castle                                                              | Wilmington   | 15,45 | 24,86 | 6                                  | DE 4 (en) / Martin Luther King Jr. Boulevard / DE 9 (en) (Fourth Street)     | Sortie et entrée en direction sud; accès à la Gare de Wilmington                                 |
| New Castle                                                              | Wilmington   | 15,68 | 25,23 | 7                                  | DE 52 (en) (Delaware Avenue)                                                 | Indiqué sortie 7A (sud) et 7B (nord) en direction sud                                            |
| New Castle                                                              | Wilmington   | 16,97 | 27,31 | 8                                  | US 202 nord (Concord Pike) – Wilmington, West Chester                        | Terminus nord du multiplex avec US 202                                                           |
| New Castle                                                              | Bellefonte   | 19,12 | 30,77 | 9                                  | DE 3 (en) (Marsh Road)                                                       |                                                                                                  |
| New Castle                                                              | Claymont     | 21,30 | 34,28 | 10                                 | Harvey Road                                                                  | Sortie direction nord, entrée direction sud                                                      |
| New Castle                                                              | Claymont     | 23,10 | 37,18 | 11                                 | DE 92 (en) (Naamans Road) – Claymont                                         | Sortie direction sud via sortie 6 de l'I-495                                                     |
| New Castle                                                              | Claymont     | 23,43 | 37,71 | 11                                 | I-495 sud – Port de Wilmington, Baltimore                                    | Sortie direction sud, entrée direction nord; terminus nord de l'I-495                            |
| New Castle                                                              | Claymont     | 23,43 | 37,71 |                                    | I-95 nord – Chester, Philadelphie                                            | Continue en Pennsylvanie                                                                         |
| - Terminus de multiplex - Péage - Accès incomplet - Transition de route |              |       |       |                                    |                                                                              |                                                                                                  |

### Pennsylvanie
| Interstate 95                                     |                           |                                                        |       |                                                             |                                                                                       | |
| Comté                                             | Municipalité              | mi                                                     | km    | Sortie                                                      | Intersections / Destinations                                                          | Notes |
| Delaware                                          | Lower Chichester Township | 0,00                                                   | 0,00  |                                                             | I-95 sud – Wilmington                                                                 | Continue au Delaware                                                                                                |
| Delaware                                          | Lower Chichester Township | 0,03                                                   | 0,04  | 11                                                          | I-495 sud – Port de Wilmington, Baltimore                                             | Sortie direction sud, entrée direction nord; terminus nord de l'I-495                                               |
| Delaware                                          | Lower Chichester Township | 0,60                                                   | 0,96  | Centre d'accueil et poste de pesée (direction nord)         | Centre d'accueil et poste de pesée (direction nord)                                   | Centre d'accueil et poste de pesée (direction nord)                                                                 |
| Delaware                                          | Upper Chichester Township | 1,16                                                   | 1,86  | 1                                                           | Chichester Avenue                                                                     | |
| Delaware                                          | Upper Chichester Township | 1,68                                                   | 2,70  | 2                                                           | PA 452 (en) (Market Street)                                                           | |
| Delaware                                          | Chester                   | 2,92                                                   | 4,70  | 3A                                                          | US 322 ouest – West Chester                                                           | Terminus sud du multiplex avec US 322; sortie direction sud, entrée direction nord                                  |
| Delaware                                          | Chester                   | 3,00                                                   | 4,83  | 3B                                                          | Highland Avenue                                                                       | Indiqué sortie 3 en direction nord                                                                                  |
| Delaware                                          | Chester Township          | 3,79                                                   | 6,10  | 4                                                           | US 322 est vers PA 291 (en) – Pont Commodore Barry, New Jersey                        | Terminus nord du multiplex avec US 322                                                                              |
| Delaware                                          | Chester                   | 4,65                                                   | 7,49  | 5                                                           | Kerlin Street                                                                         | Sortie direction nord, entrée direction sud                                                                         |
| Delaware                                          | Chester                   | 5,41                                                   | 8,71  | 6                                                           | PA 320 (en) (Providence Avenue) / PA 352 (en) (Edgmont Avenue / Avenue of the States) | |
| Delaware                                          | Ridley Township           | 6,64                                                   | 10,68 | 7                                                           | I-476 nord – Plymouth Meeting                                                         | Terminus sud de l'I-476                                                                                             |
| Delaware                                          | Ridley Township           | 7,76                                                   | 12,48 | 8                                                           | Ridley Park                                                                           | |
| Delaware                                          | Tinicum Township          | 8,98                                                   | 14,46 | 9                                                           | PA 420 (en) – Essington, Prospect Park                                                | Indiqué sortie 9A (sud) et 9B (nord)                                                                                |
| Delaware                                          | Tinicum Township          | 10,25                                                  | 16,50 | 12B                                                         | PA 291 (en) (Bartram Avenue) – Cargo City                                             | Pas d'entrée en direction nord; indiqué sortie 10 en direction nord                                                 |
| Philadelphie                                      | Philadelphie              | 11,56                                                  | 18,61 | 12A                                                         | Aéroport international de Philadelphie                                                | Indiqué sortie 12 en direction nord                                                                                 |
| Philadelphie                                      | Philadelphie              | 13,08                                                  | 21,04 | 13                                                          | PA 291 (en) (Island Avenue) vers I-76 ouest – Valley Forge                            | Sortie direction nord, entrée direction sud                                                                         |
| Philadelphie                                      | Philadelphie              | 13,98                                                  | 22,50 | 14                                                          | Bartram Avenue / Essington Avenue                                                     | Sortie direction sud, entrée direction nord                                                                         |
| Philadelphie                                      | Philadelphie              | 14,42                                                  | 23,21 | 15                                                          | Enterprise Avenue / Island Avenue                                                     | Sortie direction sud, entrée direction nord                                                                         |
| Philadelphie                                      | Philadelphie              | Girard Point Bridge au-dessus de la rivière Schuylkill |       |                                                             |                                                                                       | |
| Philadelphie                                      | Philadelphie              | 16,50                                                  | 26,55 | 17                                                          | PA 611 (en) nord (Broad Street) / Pattison Avenue                                     | |
| Philadelphie                                      | Philadelphie              | 18,53                                                  | 29,83 | 19                                                          | I-76 est (Pont Walt Whitman) / Packer Avenue                                          | Sortie 351 de l'I-76 ouest                                                                                          |
| Philadelphie                                      | Philadelphie              | 19,96                                                  | 32,13 | 20                                                          | Columbus Boulevard / Washington Avenue                                                | Accès à Penn's Landing                                                                                              |
| Philadelphie                                      | Philadelphie              | 21,94                                                  | 35,31 | 22                                                          | I-676 / US 30 / Callowhill Street – Centre-ville, Independence Hall                   | Accès au Pont Benjamin-Franklin et au Pennsylvania Convention Center                                                |
| Philadelphie                                      | Philadelphie              | 22,97                                                  | 36,97 | 23                                                          | Girard Avenue / Delaware Avenue                                                       | |
| Philadelphie                                      | Philadelphie              | 24,79                                                  | 39,90 | 25                                                          | Allegheny Avenue / Castor Avenue                                                      | |
| Philadelphie                                      | Philadelphie              | 25,36                                                  | 40,82 | 26                                                          | Route 90 (en) (Pont Betsy Ross) / Aramingo Avenue                                     | |
| Philadelphie                                      | Philadelphie              | 26,32                                                  | 42,36 | 27                                                          | Bridge Street / Harbison Avenue                                                       | Pas de sortie en direction nord                                                                                     |
| Philadelphie                                      | Philadelphie              | 29,52                                                  | 47,51 | 30                                                          | PA 73 (en) (Cottman Avenue)                                                           | |
| Philadelphie                                      | Philadelphie              | 32,09                                                  | 51,65 | 32                                                          | Academy Road / Linden Avenue                                                          | |
| Bucks                                             | Bensalem Township         | 34,71                                                  | 55,85 | 35                                                          | PA 63 (en) ouest (Woodhaven Road)                                                     | |
| Bucks                                             | Bensalem Township         | 35,23                                                  | 56,69 | —                                                           | Stationnement incitatif de Cornwells Heights                                          | Sortie direction sud, entrée direction nord                                                                         |
| Bucks                                             | Bensalem Township         | 36,40                                                  | 58,57 | 37                                                          | PA 132 (en) ouest (Street Road) vers US 13 (Bristol Pike)                             | |
| Bucks                                             | Bristol Township          | 39,30                                                  | 63,24 | 39                                                          | PA 413 (en) – Bristol                                                                 | |
| Bucks                                             | Bristol Township          | 40,69                                                  | 65,48 | 40                                                          | I-295 est – Trenton                                                                   | Sortie direction nord, entrée direction sud; terminus de l'I-295                                                    |
| Bucks                                             | Bristol Township          | 40,69                                                  | 65,48 | 40                                                          | I-276 Toll ouest / Penna Turnpike ouest – Harrisburg                                  | Terminus sud du multiplex avec Penna Turnpike; sortie direction sud, entrée direction nord; terminus est de l'I-276 |
| Bucks                                             | Bristol Township          | 43,00                                                  | 69,20 | 42                                                          | US 13 – Levittown, Bristol                                                            | |
| Bucks                                             | Bristol Township          | 43,24                                                  | 69,59 | Poste de télépéage du Delaware River Bridge (direction sud) | Poste de télépéage du Delaware River Bridge (direction sud)                           | Poste de télépéage du Delaware River Bridge (direction sud)                                                         |
| Fleuve Delaware                                   | Fleuve Delaware           | 44,25                                                  | 71,21 | Delaware River–Turnpike Toll Bridge                         | Delaware River–Turnpike Toll Bridge                                                   | Delaware River–Turnpike Toll Bridge                                                                                 |
| Fleuve Delaware                                   | Fleuve Delaware           | 44,25                                                  | 71,21 |                                                             | I-95 nord vers N.J. Turnpike – New York                                               | Continue au New Jersey                                                                                              |
| - Terminus de multiplex - Péage - Accès incomplet |                           |                                                        |       |                                                             |                                                                                       | |

### New Jersey
| Interstate 95                                     |                         |                                                                                   |              | | | |
| Comté                                             | Municipalité            | mi                                                                                | km           | Sortie | Intersections / Destinations                                                                                         | Notes |
| Fleuve Delaware                                   | Fleuve Delaware         | 0,00                                                                              | 0,00         | | I-95 Toll sud vers I-276 Toll ouest / Penna Turnpike ouest – Philadelphie, Harrisburg                                | Continue en Pennsylvanie                                                                                                   |
| Fleuve Delaware                                   | Fleuve Delaware         | 0,00                                                                              | 0,00         | Poste de télépéage du Delaware River Bridge (direction sud en Pennsylvanie)                                          | | |
| Burlington                                        | Florence Township       | 2,61                                                                              | 4,20         | 6A | US 130 – Florence, Burlington                                                                                        | Péage à l'entrée direction sud                                                                                             |
| Burlington                                        | Florence Township       | 3,17                                                                              | 5,10         | Poste de péage de la sortie 6                                                                                        | Poste de péage de la sortie 6                                                                                        | Poste de péage de la sortie 6                                                                                              |
| Burlington                                        | Mansfield Township      | 5,33                                                                              | 8,58         | 6 | N.J. Turnpike sud – Camden, Wilmington                                                                               | Terminus sud du multiplex avec N.J. Turnpike                                                                               |
| Burlington                                        | Mansfield Township      | 6,50                                                                              | 10,46        | Terminus sud des voies doubles (voies intérieures pour les voitures seulement et voies extérieures pour tout trafic) | Terminus sud des voies doubles (voies intérieures pour les voitures seulement et voies extérieures pour tout trafic) | Terminus sud des voies doubles (voies intérieures pour les voitures seulement et voies extérieures pour tout trafic)       |
| Burlington                                        | Bordentown Township     | 7,95                                                                              | 12,79        | 7 | US 206 – Bordentown, Trenton                                                                                         | |
| Mercer                                            | Robbinsville Township   | 15,15                                                                             | 24,38        | 7A | I-195 – Trenton, Shore Points                                                                                        | Sortie 6 de l'I-195 |
| Mercer                                            | East Windsor Township   | 22,12                                                                             | 35,60        | 8 | Route 33 (en) / Route 133 (en) – Hightstown, Freehold                                                                | |
| Middlesex                                         | Monroe Township         | 28,51                                                                             | 45,88        | 8A | Route 32 (en) vers US 130 – Jamesburg, Cranbury                                                                      | |
| Middlesex                                         | East Brunswick Township | 38,07                                                                             | 61,27        | 9 | Route 18 (en) vers US 1 – New Brunswick                                                                              | |
| Middlesex                                         | Fleuve Raritan          | 38,89                                                                             | 62,59        | Pont Basilone | Pont Basilone | Pont Basilone |
| Middlesex                                         | Edison Township         | 42,73                                                                             | 68,77        | 10 | I-287 nord / Route 440 (en) nord – Metuchen, Perth Amboy                                                             | |
| Middlesex                                         | Woodbridge Township     | 45,65                                                                             | 73,47        | 11 | G.S. Parkway / US 9 – Woodbridge, Shore Points                                                                       | |
| Middlesex                                         | Carteret                | 50,53                                                                             | 81,32        | 12 | Carteret, Rahway | |
| Union                                             | Elizabeth               | 53,75                                                                             | 86,50        | 13 | I-278 – Elizabeth, Staten Island                                                                                     | Sortie 2 de l'I-278 |
| Union                                             | Elizabeth               | 56,33                                                                             | 90,65        | 13A | Aéroport de Newark, Port d'Elizabeth                                                                                 | |
| Essex                                             | Newark                  | 59,19                                                                             | 95,26        | 14 | I-78 / US 1-9 – Aéroport de Newark, Tunnel Holland                                                                   | Indiqué sortie 14A-C (est) et 14B (ouest); sortie 14 de l'I-78                                                             |
| Essex                                             | Newark                  | 61,10                                                                             | 98,33        | Les voies doubles se séparent en Eastern Spur et Western Spur                                                        | Les voies doubles se séparent en Eastern Spur et Western Spur                                                        | Les voies doubles se séparent en Eastern Spur et Western Spur                                                              |
| Essex                                             | Newark                  | 61,52 1,15                                                                        | 99,01 1,85   | 15E | US 1-9 – Newark, Jersey City                                                                                         | Toutes directions via Eastern Spur; sortie direction sud, entrée direction nord via Western Spur                           |
| Hudson                                            | Kearny                  | 63,18 3,08                                                                        | 101,68 4,96  | 15W | I-280 ouest – Newark, Kearny                                                                                         | Toutes directions via Western Spur; sortie direction sud, entrée direction nord via Eastern Spur                           |
| Hudson                                            | Secaucus                | 65,30                                                                             | 105,09       | 15X | Secaucus | Eastern Spur seulement |
| Hudson                                            | Secaucus                | 67,23                                                                             | 108,20       | Poste de péage des sorties 16E / 18E (Eastern Spur)                                                                  | Poste de péage des sorties 16E / 18E (Eastern Spur)                                                                  | Poste de péage des sorties 16E / 18E (Eastern Spur)                                                                        |
| Hudson                                            | Secaucus                | 67,60                                                                             | 108,79       | 16E | Route 3 (en) ouest / Route 495 (en) est – Tunnel Lincoln, Secaucus                                                   | Eastern Spur seulement; péage aux sorties et à l'entrée en direction nord; indiqué sortie 17 en direction sud              |
| Bergen                                            | East Rutherford         | 7,02                                                                              | 11,30        | 16W | Route 3 (en) – Secaucus, Sports Complex                                                                              | Western Spur seulement |
| Bergen                                            | Carlstadt               | 8,00                                                                              | 12,87        | Poste de péage de la sortie 18E (Western Spur)                                                                       | Poste de péage de la sortie 18E (Western Spur)                                                                       | Poste de péage de la sortie 18E (Western Spur)                                                                             |
| Bergen                                            | Carlstadt               | 8,47                                                                              | 13,63        | 19W | Meadowlands Complex, American Dream                                                                                  | Western Spur seulement; pas de sortie en direction nord; péage sur la sortie direction sud et l'entrée direction nord      |
| Bergen                                            | Ridgefield Park         | 71,32 11,03                                                                       | 114,78 17,75 | Terminus nord de Eastern Spur et Western Spur                                                                        | Terminus nord de Eastern Spur et Western Spur                                                                        | Terminus nord de Eastern Spur et Western Spur                                                                              |
| Bergen                                            | Ridgefield Park         | 72,31                                                                             | 116,37       | 68 | US 46 – The Ridgefields, Palisades Park                                                                              | Pas d'entrée en direction nord; dernière sortie gratuite en direction sud                                                  |
| Bergen                                            | Ridgefield Park         | 72,48                                                                             | 116,65       | 68 | Challenger Road | Sortie et entrée en direction nord                                                                                         |
| Bergen                                            | Ridgefield Park         | Terminus sud des voies expresses (niveau supérieur) et locales (niveau inférieur) |              | | | |
| Bergen                                            | Teaneck Township        | 73,59                                                                             | 118,43       | 69 | I-80 ouest vers G.S. Parkway – Hackensack, Paterson                                                                  | Terminus est de l'I-80 |
| Bergen                                            | Teaneck Township        | 74,10                                                                             | 119,25       | 70 | Leonia, Teaneck | |
| Bergen                                            | Englewood               | 75,58                                                                             | 121,63       | 71 | Englewood | Sortie direction nord, entrée direction sud                                                                                |
| Bergen                                            | Fort Lee                | 76,20                                                                             | 122,60       | 72A | Route 4 (en) ouest – Paramus                                                                                         | Sortie direction sud, entrée direction nord                                                                                |
| Bergen                                            | Fort Lee                | 76,62                                                                             | 123,31       | 72B | US 1-9 sud / US 46 ouest – Palisades Park                                                                            | Terminus sud du multiplex avec US 1-9 / US 46; sortie direction sud, entrée direction nord; terminus nord du N.J. Turnpike |
| Bergen                                            | Fort Lee                | 77,02                                                                             | 123,95       | 72 | US 9W nord vers Palisades Parkway – Fort Lee                                                                         | Pas de sortie en direction sud                                                                                             |
| Bergen                                            | Fort Lee                | 77,18                                                                             | 124,21       | 73 | US 9W nord / Route 67 (en) sud (Lemoine Avenue) – Fort Lee                                                           | US 9W non indiqué en direction nord                                                                                        |
| Bergen                                            | Fort Lee                | 77,53                                                                             | 124,77       | 74 | Palisades Parkway nord                                                                                               | Niveau supérieur seulement; sortie direction sud, entrée direction nord                                                    |
| Fleuve Hudson                                     | Fleuve Hudson           | 77,96                                                                             | 125,46       | Pont George-Washington (péage en direction nord)                                                                     | Pont George-Washington (péage en direction nord)                                                                     | Pont George-Washington (péage en direction nord)                                                                           |
| Fleuve Hudson                                     | Fleuve Hudson           | 77,96                                                                             | 125,46       | | I-95 nord / US 1 nord / US 9 nord – New York                                                                         | Continue dans l'État de New York                                                                                           |
| - Terminus de multiplex - Péage - Accès incomplet |                         |                                                                                   |              | | | |

### New York
| Interstate 95                                                           |                    |       |       | | | |
| Comté                                                                   | Municipalité       | mi    | km    | Sortie | Intersections / Destinations                                                                                               | Notes |
| Fleuve Hudson                                                           | Fleuve Hudson      | 0,00  | 0,00  | | I-95 Toll sud / N.J. Turnpike sud / US 1 sud / US 9 sud – New Jersey                                                       | Continue au New Jersey                                                                                           |
| Fleuve Hudson                                                           | Fleuve Hudson      | 0,43  | 0,69  | Pont George-Washington (péage en direction nord)                                                            | Pont George-Washington (péage en direction nord)                                                                           | Pont George-Washington (péage en direction nord)                                                                 |
| Manhattan                                                               | Washington Heights | 0,43  | 0,69  | 1 | US 9 nord / NY 9A / Henry Hudson Parkway / Riverside Drive / West 178th Street / West 181st Street – Centre-ville, Yonkers | Terminus nord du multiplex avec US 9; indiqué sortie 1A en direction sud                                         |
| Manhattan                                                               | Washington Heights | 1,16  | 1,87  | 2 | Harlem River Drive sud / Amsterdam Avenue / University Avenue – Manhattan                                                  | Sortie direction nord, entrée direction sud                                                                      |
| Rivière Harlem                                                          | Rivière Harlem     | 1,24  | 2,00  | Pont Alexander Hamilton Terminus nord de Trans-Manhattan Expressway; terminus sud de Cross Bronx Expressway | Pont Alexander Hamilton Terminus nord de Trans-Manhattan Expressway; terminus sud de Cross Bronx Expressway                | Pont Alexander Hamilton Terminus nord de Trans-Manhattan Expressway; terminus sud de Cross Bronx Expressway      |
| Bronx                                                                   | Morris Heights     | 1,41  | 2,27  | 1B | Vers Amsterdam Avenue | Sortie direction sud, entrée direction nord                                                                      |
| Bronx                                                                   | Morris Heights     | 1,41  | 2,27  | 3 | I-87 (Major Deegan Expressway) – Albany, Queens                                                                            | Indiqué sortie 1C (nord) et 1D (sud) en direction sud; indiqué sortie 3 en direction nord; sortie 7N-S de l'I-87 |
| Bronx                                                                   | Morris Heights     | 1,41  | 2,27  | 1C-D | I-87 (Major Deegan Expressway) – Albany, Queens                                                                            | Indiqué sortie 1C (nord) et 1D (sud) en direction sud; indiqué sortie 3 en direction nord; sortie 7N-S de l'I-87 |
| Bronx                                                                   | Morris Heights     | 2,08  | 3,35  | 2A | Jerome Avenue | |
| Bronx                                                                   | Tremont            | 2,66  | 4,28  | 2B | US 1 nord (Webster Avenue)                                                                                                 | Terminus nord du multiplex avec US 1; sortie direction nord, entrée direction sud                                |
| Bronx                                                                   | Tremont            | 2,95  | 4,75  | 3 | Troisième Avenue vers US 1 nord (Webster Avenue)                                                                           | Sortie direction sud, entrée direction nord                                                                      |
| Bronx                                                                   | West Farms         | 3,97  | 6,39  | 4A | NY 895 (en) sud (Sheridan Boulevard) – Pont RFK, Hunts Point Market                                                        | Sortie direction sud via sortie 4B                                                                               |
| Bronx                                                                   | Soundview          | 4,34  | 6,98  | 4B | Rosedale Avenue vers Bronx River Parkway nord                                                                              | Entrée direction sud via sortie 4A                                                                               |
| Bronx                                                                   | Parkchester        | 5,05  | 8,13  | 5A | White Plains Road / Westchester Avenue                                                                                     | |
| Bronx                                                                   | Castle Hill        | 5,60  | 9,01  | 5B | Castle Hill Avenue | Sortie direction nord, entrée direction sud                                                                      |
| Bronx                                                                   | Throggs Neck       | 5,76  | 9,27  | 6A | I-678 sud / Bruckner Boulevard – Whitestone Bridge, Queens                                                                 | Pas d'accès en direction nord vers Bruckner Boulevard; terminus nord de l'I‑678                                  |
| Bronx                                                                   | Throggs Neck       | 5,81  | 9,35  | 6B | I-278 ouest – Pont RFK, Manhattan                                                                                          | Sortie direction sud, entrée direction nord; terminus est de l'I-278                                             |
| Bronx                                                                   | Throggs Neck       | 5,81  | 9,35  | Terminus nord de Cross Bronx Expressway; terminus sud de Bruckner Expressway                                | | |
| Bronx                                                                   | Throggs Neck       | 6,02  | 9,69  | 6B | I-295 sud – Pont de Throggs Neck                                                                                           | Sortie direction nord, entrée direction sud; terminus nord de l'I-295                                            |
| Bronx                                                                   | Schuylerville      | 7,40  | 11,91 | 7A | I-695 sud vers I-295 sud – Pont de Throggs Neck, Long Island                                                               | Sortie direction sud, entrée direction nord; terminus nord de l'I-695; sortie 10 de l'I-295                      |
| Bronx                                                                   | Schuylerville      | 7,40  | 11,91 | 7B | East Tremont Avenue | Sortie direction sud seulement                                                                                   |
| Bronx                                                                   | Country Club       | 7,70  | 12,39 | 7C | Country Club Road – Pelham Bay Park                                                                                        | Sortie et entrée en direction nord                                                                               |
| Bronx                                                                   | Country Club       | 8,40  | 13,52 | 8A | Westchester Avenue | Sortie et entrée en direction sud                                                                                |
| Bronx                                                                   | Pelham Bay Park    | 8,66  | 13,94 | 8B | Orchard Bay, City Island                                                                                                   | |
| Bronx                                                                   | Pelham Bay Park    | 8,66  | 13,94 | 8C | Pelham Parkway ouest | |
| Bronx                                                                   | Pelham Bay Park    | 8,66  | 13,94 | Terminus nord de Bruckner Expressway; terminus sud de New England Thruway                                   | | |
| Bronx                                                                   | Pelham Bay Park    | 8,99  | 14,47 | 9 | Hutchinson River Parkway nord / Erskine Place / Palmer Avenue                                                              | Pas d'accès à HRP sud                                                                                            |
| Bronx                                                                   | Baychester         | 8,99  | 14,47 | 10 | Gun Hill Road | Sortie direction nord, entrée direction sud                                                                      |
| Bronx                                                                   | Baychester         | 9,56  | 15,39 | 11 | Bartow Avenue / Co-op City Boulevard                                                                                       | |
| Bronx                                                                   | Baychester         | 9,71  | 15,63 | 12 | Baychester Avenue | Sortie direction nord, entrée direction sud                                                                      |
| Bronx                                                                   | Eastchester        | 10,82 | 17,41 | 13 | Connor Street / Baychester Avenue                                                                                          | Baychester Avenue non-indiquée en direction nord                                                                 |
| Bronx                                                                   | Pelham Bay Park    | 11,41 | 18,36 | 14 | Hutchinson River Parkway sud – Pont de Bronx-Whitestone                                                                    | Sortie direction sud, entrée direction nord                                                                      |
| Westchester                                                             | New Rochelle       | 13,04 | 20,99 | 15 | US 1 (Boston Post Road) – New Rochelle, The Pelhams                                                                        | |
| Westchester                                                             | New Rochelle       | 13,97 | 22,48 | — | Division Street | Entrée direction sud seulement                                                                                   |
| Westchester                                                             | New Rochelle       | 14,20 | 22,85 | 16 | North Avenue / Cedar Street – New Rochelle                                                                                 | |
| Westchester                                                             | New Rochelle       | 15,60 | 25,11 | 17 | Chatsworth Avenue – Larchmont                                                                                              | Sortie direction nord (avec poste de télépéage), entrée direction sud                                            |
| Westchester                                                             | New Rochelle       | 15,60 | 25,11 | Poste de télépéage de New Rochelle (direction nord seulement)                                               | | |
| Westchester                                                             | Mamaroneck         | 17,57 | 28,28 | 18A | Fenimore Road – Mamaroneck                                                                                                 | Sortie direction nord seulement                                                                                  |
| Westchester                                                             | Mamaroneck         | 18,46 | 29,71 | 18B | Mamaroneck Avenue – Mamaroneck, White Plains                                                                               | Indiqué sortie 18A (est) et 18B (sud) en direction sud                                                           |
| Westchester                                                             | Rye                | 20,91 | 33,65 | 19 | Playland Parkway – Rye, Harrison                                                                                           | |
| Westchester                                                             | Rye                | 22,14 | 35,63 | 20 | US 1 sud – Rye | Sortie direction nord, entrée direction sud                                                                      |
| Westchester                                                             | Rye                | 22,54 | 36,27 | 21 | I-287 ouest / US 1 nord – White Plains, Pont Governor Mario M. Cuomo                                                       | Terminus est de l'I-287; terminus est de l'I-287                                                                 |
| Westchester                                                             | Rye                | 22,54 | 36,27 | 22 | Midland Avenue – Port Chester, Rye                                                                                         | Pas d'entrée en direction nord; sortie et entrée direction sud via sortie 21                                     |
| Fleuve Byram                                                            | Fleuve Byram       | 23,44 | 37,72 | | I-95 nord / Conn. Turnpike nord – New Haven                                                                                | Continue au Connecticut                                                                                          |
| - Terminus de multiplex - Péage - Accès incomplet - Transition de route |                    |       |       | | | |

### Connecticut
| Interstate 95                             |                    |                            |        |                                                           |                                                                            |                                                                                  |
| Comté                                     | Municipalité       | mi                         | km     | Sortie                                                    | Intersections / Destinations                                               | Notes                                                                            |
| Fairfield                                 | Greenwich          | 0,00                       | 0,00   |                                                           | I-95 sud (New England Thruway) – New York                                  | Continue dans l'État de New York                                                 |
| Fairfield                                 | Greenwich          | 0,80                       | 1,29   | 2                                                         | Delevan Avenue – Byram                                                     |                                                                                  |
| Fairfield                                 | Greenwich          | 2,54                       | 4,09   | 3                                                         | Arch Street                                                                |                                                                                  |
| Fairfield                                 | Greenwich          | 3,73                       | 6,00   | 4                                                         | Indian Field Road – Cos Cob                                                |                                                                                  |
| Fairfield                                 | Greenwich          | 4,35                       | 7,00   | Pont au-dessus de la rivière Mianus                       | Pont au-dessus de la rivière Mianus                                        | Pont au-dessus de la rivière Mianus                                              |
| Fairfield                                 | Greenwich          | 5,53                       | 8,90   | 5                                                         | US 1 – Riverside, Old Greenwich                                            |                                                                                  |
| Fairfield                                 | Stamford           | 6,50                       | 10,46  | 6                                                         | Harvard Avenue                                                             | Indication direction nord                                                        |
| Fairfield                                 | Stamford           | 6,50                       | 10,46  | 6                                                         | West Avenue                                                                | Indication direction sud                                                         |
| Fairfield                                 | Stamford           | 7,34                       | 11,81  | 7                                                         | Vers Route 137 (en) nord / Greenwich Avenue                                |                                                                                  |
| Fairfield                                 | Stamford           | 7,68                       | 12,36  | 8                                                         | Canal Street                                                               | Indication direction nord                                                        |
| Fairfield                                 | Stamford           | 7,68                       | 12,36  | 8                                                         | Elm Street                                                                 | Indication direction sud                                                         |
| Fairfield                                 | Stamford           | 9,28                       | 14,93  | 9                                                         | US 1 / Route 106 (en) – Glenbrook                                          |                                                                                  |
| Fairfield                                 | Darien             | 10,75                      | 17,30  | 10                                                        | Noroton                                                                    |                                                                                  |
| Fairfield                                 | Darien             | 11,61                      | 18,68  | 11                                                        | US 1 – Darien, Rowayton                                                    |                                                                                  |
| Fairfield                                 | Darien             | 12,23                      | 19,68  | 12                                                        | Route 136 (en) (Tokeneke Road) – Rowayton                                  | Sortie direction nord, entrée direction sud                                      |
| Fairfield                                 | Darien             | 13,16                      | 21,18  | 13                                                        | US 1 (Post Road)                                                           |                                                                                  |
| Fairfield                                 | Norwalk            | 14,83                      | 23,87  | 14                                                        | US 1 (Connecticut Avenue)                                                  |                                                                                  |
| Fairfield                                 | Norwalk            | 15,50                      | 24,94  | 15                                                        | US 7 nord – Norwalk, Danbury                                               | Terminus sud de la US 7                                                          |
| Fairfield                                 | Norwalk            | 15,91                      | 25,60  | Pont au-dessus du fleuve Norwalk                          | Pont au-dessus du fleuve Norwalk                                           | Pont au-dessus du fleuve Norwalk                                                 |
| Fairfield                                 | Norwalk            | 16,24                      | 26,14  | 16                                                        | East Norwalk                                                               |                                                                                  |
| Fairfield                                 | Westport           | 18,14                      | 29,19  | 17                                                        | Route 33 (en) / Route 136 (en) – Westport, Saugatuck                       |                                                                                  |
| Fairfield                                 | Westport           | 20,36                      | 32,77  | 18                                                        | Sherwood Island Connector                                                  |                                                                                  |
| Fairfield                                 | Fairfield          | 22,88                      | 36,82  | 19                                                        | US 1 – Southport                                                           |                                                                                  |
| Fairfield                                 | Fairfield          | 23,72                      | 38,17  | 20                                                        | Bronson Road                                                               | Sortie direction sud, entrée direction nord                                      |
| Fairfield                                 | Fairfield          | 24,38                      | 39,24  | 21                                                        | Mill Plain Road                                                            |                                                                                  |
| Fairfield                                 | Fairfield          | 25,03                      | 40,28  | 22                                                        | Round Hill Road / Aire de service                                          | Sortie direction nord, entrée direction sud                                      |
| Fairfield                                 | Fairfield          | 25,22                      | 40,59  | 22                                                        | Route 135 (en) (North Benson Road)                                         | Sortie direction sud, entrée direction nord                                      |
| Fairfield                                 | Fairfield          | 25,73                      | 41,41  | 23                                                        | US 1 (Kings Highway)                                                       |                                                                                  |
| Fairfield                                 | Fairfield          | 26,70                      | 42,97  | 24                                                        | Black Rock Turnpike                                                        |                                                                                  |
| Fairfield                                 | Bridgeport         | 27,44                      | 44,16  | 25                                                        | Commerce Drive / State Street                                              | Sortie direction nord, entrée direction sud                                      |
| Fairfield                                 | Bridgeport         | 27,66                      | 44,51  | 25                                                        | Route 130 (en) (Stratford Avenue)                                          | Sortie direction sud, entrée direction nord                                      |
| Fairfield                                 | Bridgeport         | 28,30                      | 45,54  | 26                                                        | Wordin Avenue                                                              |                                                                                  |
| Fairfield                                 | Bridgeport         | 29,00                      | 46,67  | 27                                                        | Lafayette Boulevard – Centre-ville de Bridgeport                           | Sortie direction nord, entrée direction sud                                      |
| Fairfield                                 | Bridgeport         | 29,03                      | 46,72  | 27A                                                       | Route 25 (en) / Route 8 (en) – Trumbull, Waterbury                         |                                                                                  |
| Fairfield                                 | Bridgeport         | 29,15                      | 46,91  | 27B                                                       | Lafayette Boulevard – Centre-ville de Bridgeport                           | Sortie direction sud, entrée direction nord                                      |
| Fairfield                                 | Bridgeport         | 29,15                      | 46,91  | 27C                                                       | Gare de Bridgeport, Traversier vers Long Island, Total Mortgage Arena      | Sortie direction sud, entrée direction nord                                      |
| Fairfield                                 | Bridgeport         | 29,33                      | 47,20  | Pont au-dessus du fleuve Pequonnock                       | Pont au-dessus du fleuve Pequonnock                                        | Pont au-dessus du fleuve Pequonnock                                              |
| Fairfield                                 | Bridgeport         | 29,87                      | 48,07  | 28                                                        | Route 127 (en) (East Main Street)                                          | Sortie direction nord, entrée direction sud                                      |
| Fairfield                                 | Bridgeport         | 30,19                      | 48,59  | 29                                                        | Route 130 (en) (Stratford Avenue)                                          |                                                                                  |
| Fairfield                                 | Bridgeport         | 31,07                      | 50,00  | 30                                                        | Route 113 (en) (Lordship Boulevard)                                        | Indication en direction nord                                                     |
| Fairfield                                 | Stratford          | 31,30                      | 50,37  | 30                                                        | Surf Avenue                                                                | Indication en direction sud                                                      |
| Fairfield                                 | Stratford          | 32,12                      | 51,69  | 31                                                        | Honeyspot Road / Stratford Avenue                                          | Indication en direction nord                                                     |
| Fairfield                                 | Stratford          | 32,30                      | 51,98  | 31                                                        | South Avenue / Stratford Avenue                                            | Indication en direction sud                                                      |
| Fairfield                                 | Stratford          | 32,87                      | 52,90  | 32                                                        | West Broad Street – Stratford                                              |                                                                                  |
| Fairfield                                 | Stratford          | 34,00                      | 54,72  | 33                                                        | US 1 / Route 110 (en) / Ferry Boulevard / East Main Street                 |                                                                                  |
| Fleuve Housatonic                         | Fleuve Housatonic  | 34,25                      | 55,12  | Pont Moses Wheeler                                        | Pont Moses Wheeler                                                         | Pont Moses Wheeler                                                               |
| New Haven                                 | Milford            | 35,37                      | 56,92  | 34                                                        | US 1 – Milford                                                             |                                                                                  |
| New Haven                                 | Milford            | 35,85                      | 57,69  | 35                                                        | School Hub House / Sub Way / Bic Drive                                     |                                                                                  |
| New Haven                                 | Milford            | 36,69                      | 59,05  | 36                                                        | Plains Road                                                                |                                                                                  |
| New Haven                                 | Milford            | 37,45                      | 60,27  | 37                                                        | High Street                                                                | Sortie direction nord, entrée direction sud                                      |
| New Haven                                 | Milford            | 37,60                      | 60,51  | 38                                                        | Vers Route 15 (en) (Merritt Parkway / Wilbur Cross Parkway)                |                                                                                  |
| New Haven                                 | Milford            | 39,13                      | 62,97  | 39                                                        | US 1 – Centre-ville de Milford                                             | Indiqué sortie 39A (sud) et 39B (nord)                                           |
| New Haven                                 | Milford            | 40,25                      | 64,78  | 40                                                        | Old Gate Lane / Woodmont Road                                              |                                                                                  |
| New Haven                                 | Orange             | 41,80                      | 67,27  | 41                                                        | Marsh Hill Road                                                            |                                                                                  |
| New Haven                                 | West Haven         | 43,93                      | 70,70  | 42                                                        | Route 162 (en) (Saw Mill Road)                                             |                                                                                  |
| New Haven                                 | West Haven         | 44,87                      | 72,21  | 43                                                        | Campbell Avenue – Centre-ville de West Haven                               | Sortie direction nord, entrée direction sud                                      |
| New Haven                                 | West Haven         | 45,19                      | 72,73  | 43                                                        | Route 122 (en) (Saw Mill Road)                                             | Sortie direction sud, entrée direction nord                                      |
| New Haven                                 | New Haven          | 46,06                      | 74,13  | 44                                                        | Route 10 (en) (Ella Grasso Boulevard)                                      |                                                                                  |
| New Haven                                 | New Haven          | 46,82                      | 75,35  | 46                                                        | Long Wharf Drive / Sargent Drive                                           |                                                                                  |
| New Haven                                 | New Haven          | 47,46                      | 76,38  | 47                                                        | Route 34 (en) ouest (MLK Boulevard) – Centre-ville de New Haven            |                                                                                  |
| New Haven                                 | New Haven          | 47,58                      | 76,57  | 48                                                        | I-91 nord – Hartford                                                       | Terminus sud de l'I-91                                                           |
| New Haven                                 | New Haven          | 47,80                      | 76,93  | Pont Pearl Harbor Memorial au-dessus du fleuve Quinnipiac | Pont Pearl Harbor Memorial au-dessus du fleuve Quinnipiac                  | Pont Pearl Harbor Memorial au-dessus du fleuve Quinnipiac                        |
| New Haven                                 | New Haven          | 49,21                      | 79,20  | 50                                                        | Woodward Avenue – Lighthouse Point Park                                    | Sortie direction nord, entrée direction sud                                      |
| New Haven                                 | East Haven         | 49,50                      | 79,66  | 51                                                        | US 1 (Frontage Road) – East Haven                                          |                                                                                  |
| New Haven                                 | East Haven         | 50,53                      | 81,32  | 52                                                        | Route 100 (en) (North High Street) – East Haven                            | Sortie direction sud, entrée direction nord                                      |
| New Haven                                 | Branford           | 52,33                      | 84,22  | 53                                                        | US 1 / Route 142 (en) / Route 146 (en) – Short Beach                       | Sortie direction nord, entrée direction sud                                      |
| New Haven                                 | Branford           | 53,24                      | 85,68  | 54                                                        | Cedar Street – Branford                                                    |                                                                                  |
| New Haven                                 | Branford           | 55,19                      | 88,82  | 55                                                        | US 1 (East Main Street) – North Branford                                   | North Branford indiqué en direction nord                                         |
| New Haven                                 | Branford           | 56,25                      | 90,53  | 56                                                        | Leetes Island Road – Stony Creek                                           |                                                                                  |
| New Haven                                 | Guilford           | 59,32                      | 95,47  | 57                                                        | US 1 (Boston Post Road) – North Branford                                   | North Branford indiqué en direction sud                                          |
| New Haven                                 | Guilford           | 60,23                      | 96,93  | 58                                                        | Route 77 (en) – Guilford, North Guilford                                   |                                                                                  |
| New Haven                                 | Guilford           | 61,49                      | 98,96  | 59                                                        | Goose Lane                                                                 |                                                                                  |
| New Haven                                 | Madison            | 63,48                      | 102,16 | 60                                                        | Mungertown Road                                                            | Sortie direction sud, entrée direction nord                                      |
| New Haven                                 | Madison            | Aire de service de Madison |        |                                                           |                                                                            |                                                                                  |
| New Haven                                 | Madison            | 64,73                      | 104,17 | 61                                                        | Route 79 (en) – Madison, North Madison                                     |                                                                                  |
| New Haven                                 | Madison            | 66,43                      | 106,91 | 62                                                        | Hommonasset State Park                                                     |                                                                                  |
| Middlesex                                 | Clinton            | 68,61                      | 110,42 | 63                                                        | Route 81 (en) – Clinton, Killingworth                                      |                                                                                  |
| Middlesex                                 | Westbrook          | 70,78                      | 113,91 | 64                                                        | Route 145 (en) (Horse Hill Road) – Clinton                                 |                                                                                  |
| Middlesex                                 | Westbrook          | 73,14                      | 117,71 | 65                                                        | Route 153 (en) – Westbrook                                                 |                                                                                  |
| Middlesex                                 | Old Saybrook       | 74,40                      | 119,74 | 66                                                        | Route 166 (en) (Spencer Plain Road)                                        |                                                                                  |
| Middlesex                                 | Old Saybrook       | 75,93                      | 122,20 | 67                                                        | Route 154 (en) – Old Saybrook                                              |                                                                                  |
| Middlesex                                 | Old Saybrook       | 77,80                      | 125,21 | 68                                                        | US 1 sud – Old Saybrook                                                    | Terminus sud du multiplex avec US 1; sortie direction sud, entrée direction nord |
| Middlesex                                 | Old Saybrook       | 78,07                      | 125,64 | 69                                                        | Route 9 (en) nord – Essex, Hartford                                        |                                                                                  |
| Fleuve Connecticut                        | Fleuve Connecticut | 78,45                      | 126,25 | Pont Raymond E. Baldwin                                   | Pont Raymond E. Baldwin                                                    | Pont Raymond E. Baldwin                                                          |
| New London                                | Old Lyme           | 79,16                      | 127,40 | 70                                                        | US 1 / Route 156 (en) – Old Lyme                                           | Terminus nord du multiplex avec US 1                                             |
| New London                                | Old Lyme           | 83,49                      | 134,36 | 71                                                        | Four Mile River Road                                                       |                                                                                  |
| New London                                | East Lyme          | 84,02                      | 135,22 | 72                                                        | Rocky Neck State Park                                                      |                                                                                  |
| New London                                | East Lyme          | 85,79                      | 138,07 | 73                                                        | Society Road                                                               |                                                                                  |
| New London                                | East Lyme          | 87,28                      | 140,46 | 74                                                        | Route 161 (en) – Flanders, Niantic                                         |                                                                                  |
| New London                                | East Lyme          | 88,05                      | 141,70 | 75                                                        | US 1 – Waterford, Flanders                                                 |                                                                                  |
| New London                                | East Lyme          | 88,48                      | 142,39 | 76                                                        | I-395 nord – Norwich, Plainfield                                           | Sortie direction nord, entrée direction sud; terminus sud de l'I-395             |
| New London                                | Waterford          | 88,73                      | 142,80 | 80                                                        | Oil Mill Road                                                              | Sortie direction sud, entrée direction nord                                      |
| New London                                | Waterford          | 90,12                      | 145,03 | 81                                                        | Cross Road                                                                 |                                                                                  |
| New London                                | Waterford          | 91,81                      | 147,75 | 82                                                        | Route 85 (en) (Broad Street) – Waterford                                   |                                                                                  |
| New London                                | New London         | 92,26                      | 148,48 | 82A                                                       | Frontage Roads – New London                                                | Sortie direction sud via sortie 83                                               |
| New London                                | New London         | 92,75                      | 149,27 | 83                                                        | US 1 sud / Frontage Roads – New London, Centres commerciaux                | Terminus sud du multiplex avec US 1; sortie direction sud, entrée direction nord |
| New London                                | New London         | 93,35                      | 150,23 | 84N                                                       | Route 32 (en) nord – Norwich                                               | Indiqué sortie 83 en direction nord                                              |
| New London                                | New London         | 93,35                      | 150,23 | 84E                                                       | State Pier, Hodges Square                                                  | Sortie direction sud, entrée direction nord                                      |
| New London                                | New London         | 93,35                      | 150,23 | 84S                                                       | Centre-ville de New London                                                 | Sortie direction sud, entrée direction nord                                      |
| New London                                | Rivière Thames     | 93,59                      | 150,62 | Pont Gold Star Memorial                                   | Pont Gold Star Memorial                                                    | Pont Gold Star Memorial                                                          |
| New London                                | Groton             | 94,63                      | 152,29 | 85                                                        | US 1 nord / Thames Street – Centre-ville de Groton                         | Terminus nord du terminus avec US 1                                              |
| New London                                | Groton             | 95,33                      | 153,42 | 86                                                        | Route 12 (en) nord / Route 184 (en) est – U.S. Submarine Base, Gales Ferry |                                                                                  |
| New London                                | Groton             | 95,98                      | 154,46 | 87                                                        | Route 349 (en) sud (Groton City) vers US 1 nord                            |                                                                                  |
| New London                                | Groton             | 97,50                      | 156,91 | 88                                                        | Route 117 (en) – Groton, Groton Long Point, Noank                          |                                                                                  |
| New London                                | Groton             | 100,07                     | 161,05 | 89                                                        | Allyn Street                                                               |                                                                                  |
| New London                                | Stonington         | 101,31                     | 163,04 | 90                                                        | Route 27 (en) – Mystic                                                     |                                                                                  |
| New London                                | Stonington         | 104,11                     | 167,55 | 91                                                        | Route 234 (en) – Stonington                                                |                                                                                  |
| New London                                | North Stonington   | 107,78                     | 173,46 | 92                                                        | Route 2 (en) / Route 49 (en) est – North Stonington, Pawcatuck             |                                                                                  |
| New London                                | North Stonington   | 111,35                     | 179,20 | 93                                                        | Route 216 (en) – Clarks Falls, Ashaway                                     |                                                                                  |
| New London                                | North Stonington   | 111,57                     | 179,55 |                                                           | I-95 nord – Providence                                                     | Continue au Rhode Island                                                         |
| - Terminus de multiplex - Accès incomplet |                    |                            |        |                                                           |                                                                            |                                                                                  |

### Rhode Island
| Interstate 95                             |                |       |       |                                                       |                                                                                   | |
| Comté                                     | Municipalité   | mi    | km    | Sortie                                                | Intersections / Destinations                                                      | Notes |
| Washington                                | Hopkinton      | 0,00  | 0,00  |                                                       | I-95 sud – New London, New York                                                   | Continue au Connecticut                                                                                   |
| Washington                                | Hopkinton      | 0,70  | 1,10  | 1                                                     | Route 3 (en) – Hopkinton, Westerly                                                | |
| Washington                                | Hopkinton      | 4,50  | 7,20  | 4                                                     | Hopkinton, Hope Valley                                                            | |
| Washington                                | Richmond       | 6,40  | 10,30 | rrrAire de repos et centre d'accueil (direction nord) | rrrAire de repos et centre d'accueil (direction nord)                             | rrrAire de repos et centre d'accueil (direction nord)                                                     |
| Washington                                | Richmond       | 7,30  | 11,70 | 7                                                     | Route 138 (en) – South Kingstown, Wyoming                                         | |
| Washington                                | Richmond       | 9,00  | 14,50 | 9                                                     | Route 3 (en) vers Route 165 (en) – Arcadia, Exeter                                | Sortie direction nord, entrée direction sud                                                               |
| Washington                                | Richmond       | 10,70 | 17,20 | Aire de repos et poste de pesée                       | Aire de repos et poste de pesée                                                   | Aire de repos et poste de pesée                                                                           |
| Kent                                      | West Greenwich | 14,00 | 22,50 | 14                                                    | Route 102 (en) – North Kingstown, West Greenwich, Exeter                          | Indiqué sortie 14A (sud) et 14B (nord)                                                                    |
| Kent                                      | West Greenwich | 18,20 | 29,30 | 18                                                    | Route 3 (en) – Coventry, West Greenwich                                           | |
| Kent                                      | West Greenwich | 19,90 | 32,00 | 19                                                    | Hopkins Hill Road                                                                 | |
| Kent                                      | West Greenwich | 21,40 | 34,40 | 21                                                    | Coventry, West Warwick                                                            | |
| Kent                                      | Warwick        | 23,90 | 38,50 | 24A                                                   | Route 2 (en) vers Route 4 (en) – East Greenwich, West Greenwich                   | Pas d'entrée en direction nord; indiqué sortie 24A (sud) et 24B (nord) en direction nord                  |
| Kent                                      | Warwick        | 24,80 | 39,90 | 24B                                                   | Route 4 (en) sud – North Kingstown                                                | Sortie direction sud, entrée direction nord                                                               |
| Kent                                      | Warwick        | 26,90 | 43,30 | 27                                                    | Route 117 (en) – West Warwick, Warwick                                            | Indiqué sortie 27A (est) et 27B (ouest) en direction sud                                                  |
| Kent                                      | Warwick        | 27,60 | 44,40 | 28A                                                   | I-295 nord – Woonsocket                                                           | Sortie direction nord, entrée direction sud; terminus sud de l'I-295                                      |
| Kent                                      | Warwick        | 28,00 | 45,10 | 28B                                                   | Route 113 (en) vers Route 5 (en) – Warwick                                        | |
| Kent                                      | Warwick        | 28,50 | 45,90 | 28C                                                   | Route 113 (en) vers Route 2 (en) – West Warwick                                   | Pas de sortie en direction nord                                                                           |
| Kent                                      | Warwick        | 29,50 | 47,50 | 29                                                    | US 1 – Aéroport T.F. Green                                                        | |
| Kent                                      | Warwick        | 31,50 | 50,70 | 31A-B                                                 | Route 37 (en) vers US 1 / Route 2 (en) – Warwick                                  | Indiqué sortie 31A (est) et 31B (ouest)                                                                   |
| Kent                                      | Warwick        | 31,90 | 51,30 | 31C                                                   | Jefferson Boulevard                                                               | |
| Providence                                | Cranston       | 33,20 | 53,40 | 33A-B                                                 | Route 10 (en) nord vers Route 2 (en) (Reservoir Avenue) – Cranston                | Indiqué sortie 33A (nord) et 33B (sud)                                                                    |
| Providence                                | Cranston       | 33,80 | 54,40 | 33A-B                                                 | US 1 (Elmwood Avenue)                                                             | Sortie direction nord seulement via sortie 33B                                                            |
| Providence                                | Cranston       | 33,80 | 54,40 | 33A-B                                                 | Route 10 (en) sud vers Route 12 (en) (Park Avenue) – Cranston                     | Pas de sortie en direction nord                                                                           |
| Providence                                | Providence     | 34,20 | 55,00 | 34                                                    | US 1 (Elmwood Avenue)                                                             | Sortie direction sud seulement                                                                            |
| Providence                                | Providence     | 35,30 | 56,80 | 35                                                    | Thurbers Avenue vers US 1A                                                        | |
| Providence                                | Providence     | 36,20 | 58,30 | 36Av                                                  | I-195 est / US 6 est – East Providence, Cap Cod                                   | Terminus sud du multiplex avec US 6; terminus ouest de l'I-195                                            |
| Providence                                | Providence     | 36,30 | 58,40 | 36B                                                   | Point Street                                                                      | Indication en direction nord                                                                              |
| Providence                                | Providence     | 36,30 | 58,40 | 36B                                                   | Eddy Street                                                                       | Indication en direction sud                                                                               |
| Providence                                | Providence     | 37,00 | 59,50 | 37A                                                   | Broadway                                                                          | Sortie direction nord seulement                                                                           |
| Providence                                | Providence     | 37,50 | 60,40 | 37A                                                   | Atwells Avenue                                                                    | Sortie direction sud, entrée direction nord                                                               |
| Providence                                | Providence     | 37,80 | 60,80 | 37B                                                   | Memorial Boulevard – Centre-ville de Providence                                   | |
| Providence                                | Providence     | 37,80 | 60,80 | 37C                                                   | US 6 ouest / Route 10 (en) sud – Hartford                                         | Terminus nord du multiplex avec US 6                                                                      |
| Providence                                | Providence     | 37,80 | 60,80 | 37D                                                   | Providence Place                                                                  | |
| Providence                                | Providence     | 38,00 | 61,20 | 38A-B                                                 | Route 146 (en) nord vers US 44 – Woonsocket, Bureaux d'État                       | Indication en direction nord; indiqué sortie 38A (Route 146) et 38B (US 44 / Bureaux d'État)              |
| Providence                                | Providence     | 38,50 | 62,00 | 38A-B                                                 | Charles Street vers Route 146 (en) nord                                           | Indication en direction sud                                                                               |
| Providence                                | Providence     | 39,00 | 62,80 | 39A                                                   | Branch Avenue                                                                     | |
| Providence                                | Providence     | 39,70 | 63,90 | 39B-C                                                 | Route 126 (en) (Smithfield Avenue) / US 1 (North Main Street)                     | Indiqué sortie 39B (US 1) et 39C (Route 126) en direction nord                                            |
| Providence                                | Pawtucket      | 40,60 | 65,30 | 40                                                    | Route 122 (en) (Lonsdale Avenue / Main Street)                                    | Sortie direction nord, entrée direction sud                                                               |
| Providence                                | Pawtucket      | 41,40 | 66,60 | 41A                                                   | US 1 sud / Route 15 (en) – Pawtucket, North Providence                            | Terminus sud du multiplex avec US 1; indiqué sortie 41 en direction sud                                   |
| Providence                                | Pawtucket      | 41,80 | 67,30 | 41B                                                   | Route 114 (en) (School Street)                                                    | Sortie direction nord, entrée direction sud                                                               |
| Providence                                | Pawtucket      | 42,40 | 68,20 | 42                                                    | US 1 nord (Broadway) / Route 15 (en) / Cottage Street – Centre-ville de Pawtucket | Terminus nord du multiplex avec US 1; indiqué sortie 42A (US 1) et 42B (Cottage Street) en direction nord |
| Providence                                | Pawtucket      | 43,00 | 69,20 | 43                                                    | East Street / Roosevelt Avenue – Central Falls                                    | |
| Providence                                | Pawtucket      | 43,30 | 69,70 |                                                       | I-95 nord – Boston                                                                | Continue au Massachusetts                                                                                 |
| - Terminus de multiplex - Accès incomplet |                |       |       |                                                       |                                                                                   | |

### Massachusetts
| Interstate 95                                                  |                    |       |        |                              |                                                               | |
| Comté                                                          | Municipalité       | mi    | km     | Sortie                       | Intersections / Destinations                                  | Notes                                                                                              |
| Bristol                                                        | Attleboro          | 0,00  | 0,00   |                              | I-95 sud – Providence                                         | Continue au Rhode Island                                                                           |
| Bristol                                                        | Attleboro          | 0,50  | 0,80   | 1                            | US 1 sud – Pawtucket                                          | Sortie direction sud, entrée direction nord                                                        |
| Bristol                                                        | Attleboro          | 1,20  | 1,93   | 2A                           | Route 1A (en) sud (Broadway) – Pawtucket                      | |
| Bristol                                                        | Attleboro          | 1,21  | 1,95   | 2B                           | Route 1A (en) nord vers US 1 – South Attleboro                | |
| Bristol                                                        | Attleboro          | 4,20  | 6,75   | 4                            | Route 123 (en) – South Attleboro, Attleboro, Norton           | Indiqué sortie 4A (est) et 4B (ouest) en direction sud                                             |
| Bristol                                                        | Attleboro          | 5,86  | 9,43   | 6                            | I-295 sud – Woonsocket, Warwick                               | Terminus nord de l'I-295; sortie 4                                                                 |
| Bristol                                                        | North Attleborough | 6,92  | 11,13  | 7                            | Vers Route 152 (en) – North Attleborough, Attleboro           | |
| Bristol                                                        | Mansfield          | 11,56 | 18,61  | 12A                          | I-495 sud – Cap Cod                                           | |
| Bristol                                                        | Mansfield          | 11,61 | 18,68  | 12B                          | I-495 nord – Worcester                                        | |
| Norfolk                                                        | Foxborough         | 12,94 | 20,83  | 13                           | Route 140 (en) – Mansfield, Foxborough                        | Indiqué sortie 13A (sud) et 13B (nord)                                                             |
| Norfolk                                                        | Sharon             | 16,63 | 26,76  | 17                           | South Main Street – Sharon                                    | |
| Norfolk                                                        | Sharon             | 16,63 | 26,76  | 17                           | Mechanic Street – Foxborough                                  | |
| Norfolk                                                        | Sharon             | 19,22 | 30,92  | 18                           | US 1 vers Route 27 (en) – Walpole                             | Indication en direction nord                                                                       |
| Norfolk                                                        | Sharon             | 19,22 | 30,92  | 18                           | US 1 – Foxborough, Wrentham                                   | Indication en direction sud                                                                        |
| Norfolk                                                        | Walpole            | 21,10 | 33,95  | 21                           | Coney Street – Walpole, Sharon                                | Sortie direction sud, entrée direction nord                                                        |
| Norfolk                                                        | Norwood            | 23,27 | 37,45  | 23                           | Neponset Street – Canton, Norwood                             | Indiqué sortie 23A (est) et 23B (ouest)                                                            |
| Norfolk                                                        | Canton             | 24,80 | 39,90  | 25                           | Dedham Street – Canton, Westwood                              | Échangeur en construction; sortie direction nord, entrée direction sud                             |
| Norfolk                                                        | Canton             | 26,74 | 43,03  | 26                           | I-93 nord / US 1 nord – Boston Route 128                      | Terminus sud du multiplex à sens inverse avec la US 1; sortie 1 de l'I-93; terminus sud de l'I-93  |
| Norfolk                                                        | Dedham             | 27,35 | 44,02  | 27                           | University Avenue – Gare de Westwood                          | |
| Norfolk                                                        | Westwood           | 28,63 | 46,07  | 28                           | East Street / Canton Street                                   | |
| Norfolk                                                        | Dedham             | 29,31 | 47,17  | 29                           | US 1 sud vers Route 1A (en) – Norwood, Dedham                 | Terminus nord du multiplex à sens inverse avec la US 1; indiqué sortie 29A (Route 1A) et 29B (sud) |
| Norfolk                                                        | Dedham             | 30,82 | 49,61  | 31                           | Route 109 (en) – Dedham, Westwood                             | Indiqué sortie 31A (est) et 31B (ouest)                                                            |
| Norfolk                                                        | Dedham             | 32,39 | 52,12  | 32                           | Route 135 (en) – Needham, Natick                              | |
| Norfolk                                                        | Needham            | 32,87 | 52,90  | 33                           | Great Plain Avenue – West Roxbury                             | |
| Norfolk                                                        | Needham            | 35,73 | 57,50  | 35                           | Kendrick Street / Highland Avenue – Newton Highlands, Needham | Indiqué sortie 35A (Kendrick Street), 35B (Newton Highlands) et 35C (Needham)                      |
| Norfolk                                                        | Wellesley          | 36,80 | 59,22  | 36                           | Route 9 (en) – Brookline, Boston, Framingham, Worcester       | Indiqué sortie 36A (est) et 36B (ouest)                                                            |
| Middlesex                                                      | Newton             | 38,18 | 61,44  | 37                           | Route 16 (en) – Newton, Wellesley                             | |
| Middlesex                                                      | Newton             | 38,52 | 61,99  | 38                           | Grove Street – Gare de Riverside                              | |
| Middlesex                                                      | Weston             | 38,98 | 62,73  | —                            | Recreation Road                                               | Sortie et entrée en direction nord                                                                 |
| Middlesex                                                      | Weston             | 39,24 | 63,15  | 39A                          | Route 30 (en) – Newton, Weston                                | |
| Middlesex                                                      | Weston             | 39,41 | 63,42  | 39B                          | I-90 Toll / Mass Pike – Boston, Albany                        | Sortie 123 de l'I-90                                                                               |
| Middlesex                                                      | Waltham            | 41,41 | 66,64  | 41                           | US 20 – Waltham, Weston                                       | |
| Middlesex                                                      | Waltham            | 43,28 | 69,65  | 43                           | Third Avenue/ Totten Pond Road/ Winter Street                 | Indication direction nord - sortie 43A (Third Avenue) et 43B (Totten Pond Road/ Winter Street)     |
| Middlesex                                                      | Waltham            | 43,28 | 69,65  | 43                           | Third Avenue/ Totten Pond Road/ Winter Street                 | Indication direction sud - sortie 43A (Totten Pond Road / Third Avenue) et 43B (Winter Street)     |
| Middlesex                                                      | Waltham            | 44,54 | 71,69  | 44                           | Trapelo Road – Belmont, Lincoln                               | Indiqué sortie 44A (Belmont) et 44B (Lincoln) en direction nord                                    |
| Middlesex                                                      | Lexington          | 45,43 | 73,11  | 45                           | Route 2 (en) – Cambridge, Boston, Acton, Fitchburg            | Indiqué sortie 45A (est) et 45B (ouest)                                                            |
| Middlesex                                                      | Lexington          | 46,49 | 74,82  | 46                           | Route 2A (en) – East Lexington, Hanscom Field, Concord        | Indiqué sortie 46A (est) et 46B (ouest)                                                            |
| Middlesex                                                      | Lexington          | 48,72 | 78,40  | 49                           | Route 4 (en) / Route 225 (en) – Lexington, Bedford            | Indiqué sortie 49A (sud / est) et 49B (nord / ouest)                                               |
| Middlesex                                                      | Burlington         | 50,08 | 80,59  | 50A                          | US 3 nord – Lowell, Nashua                                    | Terminus sud du multiplex à sens inverse avec la US 3                                              |
| Middlesex                                                      | Burlington         | 50,34 | 81,02  | 50B                          | Middlesex Turnpike – Burlington                               | |
| Middlesex                                                      | Burlington         | 51,77 | 83,32  | 51                           | US 3 sud / Route 3A (en) nord – Winchester, Burlington        | Terminus sud du multiplex à sens inverse avec la US 3; indiqué sortie 51A (US 3) et 51B (Route 3A) |
| Middlesex                                                      | Burlington         | 52,64 | 84,71  | 52                           | Winn Street – Woburn, Burlington                              | |
| Middlesex                                                      | Woburn             | 53,74 | 86,48  | 53                           | Route 38 (en) – Woburn, Wilmington                            | |
| Middlesex                                                      | Woburn             | 55,13 | 88,72  | 54                           | Washington Street – Woburn, Reading                           | |
| Middlesex                                                      | Reading            | 55,72 | 89,67  | 55                           | I-93 – Boston, Concord                                        | Indiqué sortie 55A (sud) et 55B (nord); sortie 28 de l'I-93                                        |
| Middlesex                                                      | Reading            | 56,56 | 91,03  | 56                           | Route 28 (en) – Stoneham, Reading                             | Indiqué sortie 56A (sud) et 56B (nord)                                                             |
| Middlesex                                                      | Wakefield          | 57,78 | 92,99  | 57                           | North Avenue – Reading, Wakefield                             | |
| Middlesex                                                      | Wakefield          | 58,53 | 94,20  | 58                           | Route 129 (en) – Wakefield, Wilmington                        | |
| Essex                                                          | Lynnfield          | 59,30 | 95,43  | 59                           | Main Street – Lynnfield Vernon Street – Wakefield             | |
| Middlesex                                                      | Wakefield          | 60,86 | 97,94  | 60                           | Salem Street – Wakefield                                      | |
| Essex                                                          | Lynnfield          | 61,51 | 98,99  | 61                           | Walnut Street – Saugus, Lynnfield                             | |
| Essex                                                          | Lynnfield          | 62,90 | 101,23 | 63                           | US 1 / Route 129 (en) – Boston, Danvers                       | Indiqué sortie 63A (sud / ouest) et 63B (nord / est) en direction nord                             |
| Essex                                                          | Peabody            | 64,63 | 104,00 | 64                           | Route 128 nord – Gloucester                                   | Terminus nord du multiplex avec Route 128                                                          |
| Essex                                                          | Peabody            | 66,10 | 106,37 | 66                           | US 1 sud – Boston                                             | Sortie direction sud, entrée direction nord                                                        |
| Essex                                                          | Danvers            | 67,33 | 108,36 | 67                           | Route 114 (en) – Peabody, Middleton                           | Pas de sortie en direction sud; indiqué sortie 67A (est) et 67B (ouest)                            |
| Essex                                                          | Danvers            | 68,23 | 109,80 | 68                           | Centre Street – Danvers                                       | Sortie et entrée en direction sud                                                                  |
| Essex                                                          | Danvers            | 68,98 | 111,01 | 69                           | Route 62 (en) – Danvers, Middleton                            | Sortie direction nord, entrée direction sud                                                        |
| Essex                                                          | Danvers            | 69,87 | 112,44 | 70                           | US 1 – Topsfield                                              | Indication en direction nord                                                                       |
| Essex                                                          | Danvers            | 69,85 | 112,41 | 70                           | US 1 vers Route 62 (en) / Route 114 (en) – Topsfield, Danvers | Indication en direction sud                                                                        |
| Essex                                                          | Boxford            | 72,28 | 116,32 | 72                           | Endicott Road – Topsfield, Middleton                          | |
| Essex                                                          | Boxford            | 73,98 | 119,06 | 74                           | Topsfield Road – Topsfield, Boxford                           | |
| Essex                                                          | Boxford            | 76,20 | 122,63 | 76                           | Route 97 (en) – Topsfield, Georgetown                         | Indiqué sortie 76A (sud) et 76B (nord)                                                             |
| Essex                                                          | Georgetown         | 78,05 | 125,61 | 78                           | Route 133 (en) – Georgetown, Rowley                           | Indiqué sortie 78A (est) et 78B (ouest) en direction nord                                          |
| Essex                                                          | Newbury            | 81,54 | 131,23 | 81                           | Central Street – Byfield, Newbury                             | |
| Essex                                                          | West Newbury       | 83,36 | 134,16 | 83                           | Scotland Road – Newbury, West Newbury                         | |
| Essex                                                          | Newburyport        | 86,04 | 138,47 | 86                           | Route 113 (en) – West Newbury, Newburyport                    | |
| Essex                                                          | Fleuve Merrimack   | 87,19 | 140,32 | Pont John Greenleaf Whittier | Pont John Greenleaf Whittier                                  | Pont John Greenleaf Whittier                                                                       |
| Essex                                                          | Amesbury           | 88,12 | 141,82 | 88                           | Route 110 (en) vers I-495 – Salisbury, Amesbury               | Indiqué sortie 88A (est) et 88B (ouest) en direction nord                                          |
| Essex                                                          | Salisbury          | 89,37 | 143,82 | 89                           | I-495 – Worcester                                             | Sortie direction sud, entrée direction nord; terminus nord de l'I-495                              |
| Essex                                                          | Salisbury          | 90,24 | 145,23 | 90                           | Route 286 (en) – Plages, Salisbury                            | Sortie direction sud débute au New Hampshire                                                       |
| Essex                                                          | Salisbury          | 90,24 | 145,23 |                              | I-95 nord / Blue Star Turnpike – Portsmouth                   | Continue au New Hampshire                                                                          |
| - Terminus de multiplex - Péage - Accès incomplet - Non-ouvert |                    |       |        |                              |                                                               | |

### New Hampshire
| Interstate 95             |                   |       |       |                                     |                                                                                                   |                                                |
| Comté                     | Municipalité      | mi    | km    | Sortie                              | Intersections / Destinations                                                                      | Notes                                          |
| Rockingham                | Seabrook          | 0,00  | 0,00  |                                     | I-95 sud – Boston                                                                                 | Continue au Massachusetts                      |
| Rockingham                | Seabrook          | 0,00  | 0,00  | 90                                  | Route 286 (en) – Plages, Salisbury, Centre d'accueil touristique du Massachusetts                 | Sortie se prolonge au Massachusetts            |
| Rockingham                | Seabrook          | 0,66  | 1,07  | 1                                   | NH 107 (en) – Seabrook, Kingston                                                                  | Dernière sortie gratuite en direction nord     |
| Rockingham                | Hampton           | 5,47  | 8,80  | 2                                   | NH 101 (en) – Exeter, Hampton, Hampton Beach, Manchester                                          | Poste de péage de Hampton Side                 |
| Rockingham                | Hampton           | 5,78  | 9,30  | Poste de péage principal de Hampton | Poste de péage principal de Hampton                                                               | Poste de péage principal de Hampton            |
| Rockingham                | Portsmouth        | 12,45 | 20,04 | 3                                   | NH 33 (en) – Greenland, Portsmouth                                                                |                                                |
| Rockingham                | Portsmouth        | 13,23 | 21,29 | 3A                                  | Aéroport international de Portsmouth, Stationnement incitatif, gare routière                      | Sortie direction sud seulement                 |
| Rockingham                | Portsmouth        | 13,33 | 21,45 | 4                                   | Spaulding Turnpike / US 4 / NH 16 (en) – Lacs du New Hampshire, White Mountains, Newington, Dover | Sortie direction nord, entrée direction sud    |
| Rockingham                | Portsmouth        | 13,84 | 22,27 | 5                                   | US 1 Byp. (Portsmouth Circle)                                                                     | Indication direction nord                      |
| Rockingham                | Portsmouth        | 14,46 | 23,27 | 5                                   | Spaulding Turnpike / US 4 / NH 16 (en) – Newington, Dover, Durham, Concord                        | Indication direction sud                       |
| Rockingham                | Portsmouth        | 14,57 | 23,44 | 6                                   | Woodbury Avenue – Portsmouth                                                                      | Sortie direction nord seulement                |
| Rockingham                | Portsmouth        | 15,42 | 24,82 | 7                                   | Market Street / Woodbury Avenue – Centre-ville de Portsmouth                                      | Woodbury Avenue non indiquée en direction nord |
| Fleuve Piscataqua         | Fleuve Piscataqua | 16,13 | 25,96 |                                     | I-95 nord / Maine Turnpike nord – Toutes destinations au Maine                                    | Continue au Maine                              |
| - Péage - Accès incomplet |                   |       |       |                                     |                                                                                                   |                                                |

### Maine
| Interstate 95                                     |                                  |                     |                     |                                  |                                                                                   |                                                                                                   |
| Comté                                             | Municipalité                     | mi                  | km                  | Sortie                           | Intersections / Destinations                                                      | Notes                                                                                             |
| Fleuve Piscataqua                                 | Fleuve Piscataqua                | 0,00                | 0,00                |                                  | I-95 sud / Blue Star Turnpike – Portsmouth, Boston                                | Continue au New Hampshire                                                                         |
| York                                              | Kittery                          | 0,62                | 1,00                | 1                                | Vers SR 103 (en) – Eliot, Kittery Foreside, Navy Yard                             | Sortie direction nord, entrée direction sud                                                       |
| York                                              | Kittery                          | 1,24                | 2,00                | 2                                | US 1 / SR 236 (en) / US 1 Byp. – South Berwick, Kittery                           | Indication en direction sud                                                                       |
| York                                              | Kittery                          | 1,24                | 2,00                | 2                                | US 1 sud / SR 236 (en) sud / US 1 Byp. – Centre-ville de Kittery, Memorial Circle | Indication en direction nord                                                                      |
| York                                              | Kittery                          | 1,24                | 2,00                | 3                                | US 1 nord / SR 236 (en) nord – Kittery, South Berwick                             | Indication en direction nord                                                                      |
| York                                              | York                             | 6,79                | 10,93               | 7                                | Vers SR 91 (en) / US 1 – York, Ogunquit, Kittery                                  | Ogunquit indiqué en direction nord, Kittery indiqué en direction sud                              |
| York                                              | York                             | 8,80                | 14,16               | Poste de péage de York           | Poste de péage de York                                                            | Poste de péage de York                                                                            |
| York                                              | Wells                            | 19,00               | 30,58               | 19                               | SR 9 (en) / SR 109 (en) vers US 1 – Wells, Sanford, Ogunquit                      | Péage entrée direction nord; Sanford indiqué en direction nord, Ogunquit indiqué en direction sud |
| York                                              | Kennebunk                        | 25,01               | 40,25               | 25                               | SR 35 (en) vers US 1 – Kennebunk, Kennebunkport                                   | Péage aux entrées                                                                                 |
| York                                              | Biddeford                        | 31,09               | 50,03               | 32                               | SR 111 (en) vers US 1 – Biddeford, Arundel, Sanford                               | Péage aux entrées; Arundel indiqué en direction nord, Sanford indiqué en direction sud            |
| York                                              | Saco                             | 35,00               | 56,00               | —                                | Hotel and Conference Center (pas d'autres accès)                                  | Ancienne sortie vers SR 112                                                                       |
| York                                              | Saco                             | 35,20               | 56,65               | 36                               | I-195 est – Saco, Old Orchard Beach                                               | Péage aux entrées                                                                                 |
| Cumberland                                        | Scarborough                      | 41,90               | 67,43               | 42                               | Vers US 1 / SR 114 (en) – Scarborough, Gorham                                     | Péage aux entrées                                                                                 |
| Cumberland                                        | Scarborough                      | 43,51               | 70,02               | 44                               | I-295 nord – Centre-ville de Portland                                             | Sortie direction nord, entrée direction sud; péage                                                |
| Cumberland                                        | South Portland                   | 44,24               | 71,20               | 45                               | Vers I-295 / US 1 / SR 114 (en) / Maine Mall Road – South Portland                | Péage aux entrées; I-295 indiquée en direction sud                                                |
| Cumberland                                        | Portland                         | 45,64               | 73,45               | 46                               | Vers SR 22 (en) (Congress Street) / SR 9 (en) – Jetport                           | Péage aux entrées                                                                                 |
| Cumberland                                        | Portland                         | 46,65               | 75,08               | 47                               | SR 25 (en) (Rand Road / Westbrook Arterial)                                       | Péage aux entrées                                                                                 |
| Cumberland                                        | Portland                         | 47,83               | 76,97               | 48                               | Vers SR 25 (en) / US 302 / Riverside Street / Larrabee Road                       | Péage aux entrées                                                                                 |
| Cumberland                                        | Portland                         | 50,87               | 81,87               | 52                               | Vers I-295 / US 1 – Falmouth, Freeport                                            | Péage sur la Falmouth Spur                                                                        |
| Cumberland                                        | Falmouth                         | 51,62               | 83,07               | 53                               | SR 26 (en) / SR 100 (en) – Falmouth, Cumberland                                   | Péage aux entrées                                                                                 |
| Cumberland                                        | Gray                             | 62,33               | 100,31              | 63                               | US 202 / SR 115 (en) / SR 4 (en) vers SR 26 (en) – Gray, Windham                  | Péage à l'entrée en direction sud                                                                 |
| Cumberland                                        | New Gloucester                   | 66,03               | 106,26              | Poste de péage de New Gloucester | Poste de péage de New Gloucester                                                  | Poste de péage de New Gloucester                                                                  |
| Androscoggin                                      | Auburn                           | 74,17               | 119,37              | 75                               | US 202 / SR 4 (en) / SR 100 (en) / SR 26 (en) – Auburn                            |                                                                                                   |
| Androscoggin                                      | Lewiston                         | 79,11               | 127,32              | 80                               | Vers SR 196 (en) – Lewiston                                                       |                                                                                                   |
| Androscoggin                                      | Sabattus                         | 84,91               | 136,65              | 86                               | SR 9 (en) – Sabattus, Lisbon                                                      |                                                                                                   |
| Kennebec                                          | West Gardiner                    | 98,74               | 158,91              | Poste de péage de West Gradiner  | Poste de péage de West Gradiner                                                   | Poste de péage de West Gradiner                                                                   |
| Kennebec                                          | West Gardiner                    | 100,50              | 161,74              | 102                              | SR 9 (en) / SR 126 (en) vers I‑295 sud – Gardiner, Litchfield                     | Sortie direction nord, entrée direction sud; accès à une aire de service                          |
| Kennebec                                          | West Gardiner                    | 101,25              | 162,95              | 103                              | I‑295 sud / SR 9 (en) / SR 126 (en) – Gardiner, Brunswick                         | Sortie direction sud, entrée direction nord; accès à une aire de service                          |
| Kennebec                                          | Augusta                          | 108,09              | 173,95              | 109                              | US 202 / SR 11 (en) / SR 17 (en) / SR 100 (en) – Winthrop, Augusta, Aéroport      | Indiqué sortie 109A (est) et 109B (ouest) en direction sud; terminus nord du Maine Turnpike       |
| Kennebec                                          | Augusta                          | 110,57              | 177,95              | 112                              | SR 8 (en) / SR 11 (en) / SR 27 (en) – Augusta, Belgrade                           | Indiqué sortie 112A (sud) et 112B (nord) en direction nord                                        |
| Kennebec                                          | Augusta                          | 111,43              | 179,33              | 113                              | SR 3 (en) – Augusta, Belfast                                                      |                                                                                                   |
| Kennebec                                          | Sidney                           | 119,02              | 191,54              | 120                              | Lyons Road – Sidney                                                               |                                                                                                   |
| Kennebec                                          | Waterville                       | 122,92              | 197,82              | 124                              | Trafton Road                                                                      |                                                                                                   |
| Kennebec                                          | Waterville                       | 125,72              | 202,33              | 127                              | SR 11 (en) / SR 137 (en) – Waterville, Oakland                                    |                                                                                                   |
| Kennebec                                          | Waterville                       | 128,79              | 207,27              | 130                              | SR 104 (en) (Main Street) – Waterville, Winslow                                   | Winslow indiqué en direction sud seulement                                                        |
| Somerset                                          | Fairfield                        | 130,84              | 210,57              | 132                              | SR 139 (en) – Fairfield, Benton                                                   |                                                                                                   |
| Somerset                                          | Fairfield                        | 131,87              | 212,22              | 133                              | US 201 – Fairfield, Skowhegan                                                     |                                                                                                   |
| Kennebec                                          | Clinton                          | 136,46              | 219,61              | 138                              | Hinckley Road – Clinton, Burnham                                                  |                                                                                                   |
| Waldo                                             | Pas d'intersections              | Pas d'intersections | Pas d'intersections | Pas d'intersections              | Pas d'intersections                                                               | Pas d'intersections                                                                               |
| Somerset                                          | Pittsfield                       | 148,34              | 238,73              | 150                              | Somerset Avenue – Pittsfield, Hartland, Burnham                                   |                                                                                                   |
| Somerset                                          | Palmyra                          | 155,27              | 249,88              | 157                              | SR 11 (en) / SR 100 (en) vers SR 7 (en) / US 2 – Newport, Dexter, Skowhegan       |                                                                                                   |
| Penobscot                                         | Newport                          | 157,18              | 252,96              | 159                              | Ridge Road – Newport, Plymouth                                                    | Sortie direction sud, entrée direction nord                                                       |
| Penobscot                                         | Plymouth                         | 159,45              | 256,61              | 161                              | SR 7 (en) – East Newport, Plymouth                                                |                                                                                                   |
| Penobscot                                         | Etna                             | 165,42              | 266,22              | 167                              | SR 69 (en) / SR 143 (en) – Etna, Dixmont                                          |                                                                                                   |
| Penobscot                                         | Newburgh                         | 172,20              | 277,13              | 174                              | SR 69 (en) – Carmel, Winterport                                                   |                                                                                                   |
| Penobscot                                         | Hampden                          | 178,12              | 286,66              | 180                              | Cold Brook Road – Hermon, Hampden                                                 |                                                                                                   |
| Penobscot                                         | Bangor                           | 180,89              | 291,11              | 182A                             | I‑395 sud / SR 15 (en) sud vers US 1A / SR 9 (en) – Bangor, Brewer                | Terminus sud du multiplex aves SR 15; sortie 1 de l'I-395                                         |
| Penobscot                                         | Bangor                           | 180,89              | 291,11              | 182B                             | Vers US 2 ouest / SR 100 (en) ouest – Hermon                                      |                                                                                                   |
| Penobscot                                         | Bangor                           | 181,76              | 292,51              | 183                              | US 2 / SR 100 (en) (Hammond Street) – Aéroport                                    |                                                                                                   |
| Penobscot                                         | Bangor                           | 182,61              | 293,88              | 184                              | SR 222 (en) (Unon Street) / Ohio Street – Aéroport                                |                                                                                                   |
| Penobscot                                         | Bangor                           | 183,82              | 295,83              | 185                              | SR 15 (en) nord (Broadway) – Bangor, Brewer                                       | Terminus nord du multiplex avec SR 15                                                             |
| Penobscot                                         | Bangor                           | 184,95              | 297,65              | 186                              | Stillwater Avenue                                                                 | Pas d'entrée en direction nord                                                                    |
| Penobscot                                         | Bangor                           | 185,73              | 298,90              | 187                              | Hogan Road – Bangor, Veazie                                                       |                                                                                                   |
| Penobscot                                         | Orono                            | 189,20              | 304,49              | 191                              | Kelly Road – Orono, Veazie                                                        |                                                                                                   |
| Penobscot                                         | Orono                            | 191,37              | 307,98              | 193                              | Stillwater Avenue – Stillwater, Old Town, Orono                                   |                                                                                                   |
| Penobscot                                         | Old Town                         | 195,38              | 314,43              | 197                              | SR 43 (en) – Old Town, Hudson                                                     |                                                                                                   |
| Penobscot                                         | Old Town                         | 197,86              | 318,42              | 199                              | SR 16 (en) – Alton, Lagrange, Milo                                                | Sortie direction nord, entrée direction sud                                                       |
| Penobscot                                         | Howland                          | 214,97              | 345,98              | 217                              | SR 6 (en) / SR 155 (en) – Howland, Lagrange                                       |                                                                                                   |
| Penobscot                                         | Chester                          | 225,74              | 363,29              | 227                              | Vers US 2 / SR 6 (en) / SR 116 (en) – Lincoln, Mattawamkeag                       | Mattawamkeag indiqué en direction nord seulement                                                  |
| Penobscot                                         | Medway                           | 242,86              | 390,52              | 244                              | SR 157 (en) – Medway, Millinocket, Mattawamkeag                                   | Medway indiqué en direction nord, Mattawamkeag indiqué en direction sud                           |
| Limite Penobscot–Aroostook                        | Limite North Penobscot–Benedicta | 257,18              | 413,89              | 259                              | Benedicta                                                                         | Sortie direction nord, entrée direction sud                                                       |
| Penobscot                                         | Pas d'intersections              | Pas d'intersections | Pas d'intersections | Pas d'intersections              | Pas d'intersections                                                               | Pas d'intersections                                                                               |
| Aroostook                                         | Sherman                          | 262,43              | 422,34              | 264                              | SR 158 (en) / SR 11 (en) – Sherman, Patten                                        | Patten indiqué en direction nord seulement                                                        |
| Aroostook                                         | Island Falls                     | 274,10              | 441,12              | 276                              | SR 159 (en) – Island Falls, Patten                                                | Patten indiqué en direction sud seulement                                                         |
| Aroostook                                         | Oakfield                         | 283,95              | 456,97              | 286                              | Oakfield Road – Oakfield, Smyrna Mills                                            |                                                                                                   |
| Aroostook                                         | Smyrna                           | 289,42              | 465,78              | 291                              | US 2 – Smyrna                                                                     |                                                                                                   |
| Aroostook                                         | Houlton                          | 300,05              | 482,88              | 302                              | US 1 – Houlton, Presque Isle                                                      |                                                                                                   |
| Aroostook                                         | Houlton                          | 302,93              | 487,52              | 305                              | US 2 – Aéroport international de Houlton, Parc industriel de Houlton              | Dernière sortie aux États-Unis; terminus est de la US 2                                           |
| Aroostook                                         | Houlton                          | 303,12              | 487,82              |                                  | Route 95 est vers Route 2 – Woodstock                                             | Continue comme Route 95 au Nouveau-Brunswick                                                      |
| - Terminus de multiplex - Péage - Accès incomplet |                                  |                     |                     |                                  |                                                                                   |                                                                                                   |

## Autoroutes reliées

### Floride
- Interstate 195
- Interstate 295
- Interstate 395
- Interstate 595
- Interstate 795

### Caroline du Nord
- Interstate 295
- Interstate 795

### Virginie
- Interstate 195
- Interstate 295
- Interstate 395
- Interstate 495

### District de Columbia
- Interstate 295
- Interstate 395
- Interstate 695

### Maryland
- Interstate 195
- Interstate 295
- Interstate 395
- Interstate 495
- Interstate 595
- Interstate 695
- Interstate 795
- Interstate 895

### Delaware
- Interstate 295
- Interstate 495

### Pennsylvanie
- Interstate 295

### New Jersey
- Interstate 195
- Interstate 295

### New York
- Interstate 295
- Interstate 495
- Interstate 695

### Connecticut
- Interstate 395

### Rhode Island
- Interstate 195
- Interstate 295

### Massachusetts
- Interstate 195
- Interstate 295
- Interstate 395
- Interstate 495

### Maine
- Interstate 195
- Interstate 295
- Interstate 395
- Interstate 495